# Liste der Biografien/Sci–Scz
Liste der Biografien |
Portal Biografien |
Personensuche
# |
A |
B |
C |
D |
E |
F |
G |
H |
I |
J |
K |
L |
M |
N |
O |
P |
Q |
R |
S |
T |
U |
V |
W |
X |
Y |
Z |
?
 
Sa |
Sb |
Sc |
Sd |
Se |
Sf |
Sg |
Sh |
Si |
Sj |
Sk |
Sl |
Sm |
Sn |
So |
Sp |
Sq |
Sr |
Ss |
St |
Su |
Sv |
Sw |
Sy |
Sz
 
Sca–Sce |
Sch |
Sci–Scz
Die Liste der Biografien führt alle Personen auf, die in der deutschsprachigen Wikipedia einen Artikel haben. Dieses ist eine Teilliste mit 989 Einträgen von Personen, deren Namen mit den Buchstaben „Sci“ – „Scz“ beginnt.

## Sci–Scz

### Sci
- Sciacca, Giuseppe (* 1955), italienischer Kurienbischof
- Sciacca, Joe (* 1976), italienischer Songwriter
- Sciacca, Michele Federico (1908–1975), italienischer Philosoph und Hochschullehrer
- Sciaccaluga, Carlo (* 1987), italienischer Theaterregisseur, Schauspieler und Übersetzer
- Sciacchitano, Antonello (* 1940), italienischer Psychoanalytiker, Mathematiker, Arzt und Autor
- Sciacchitano, Salvatore (* 1954), italienischer Weltraumexperte, Direktor des ICAO
- Scialdone, Frank (* 1949), US-amerikanischer Polizeioffizier und Bürgermeister
- Scialfa, Patti (* 1953), US-amerikanische Roots-Rock-SängerinPatti Scialfa (* 1953)

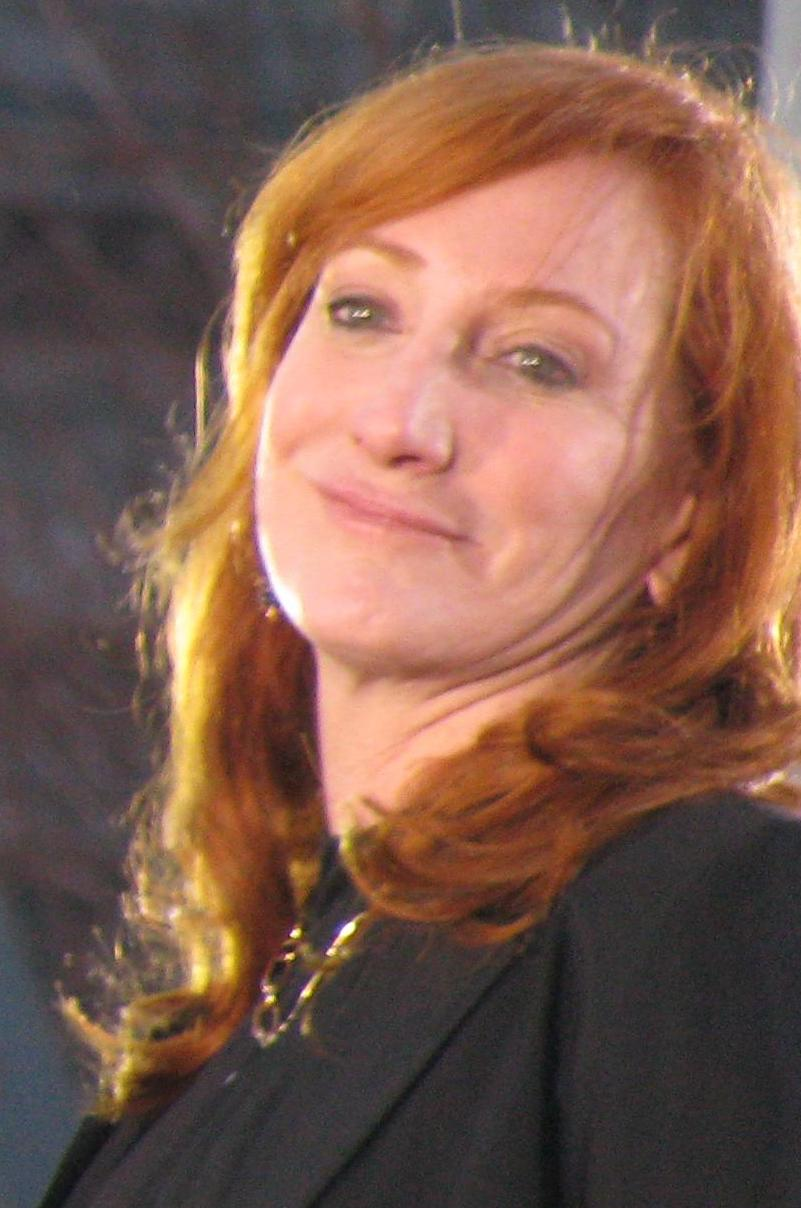
Patti Scialfa (* 1953)

- Scialoja, Toti (1914–1998), italienischer Maler, Bühnenbildner und Schriftsteller
- Scialoja, Vittorio (1856–1933), italienischer Rechtswissenschaftler, Hochschullehrer und Politiker
- Scialpi (* 1962), italienischer Sänger
- Sciama, Dennis W. (1926–1999), britischer Physiker
- Sciamma, Céline (* 1978), französische Drehbuchautorin und Filmregisseurin
- Sciammarella, Rodolfo (1902–1973), argentinischer Tangokomponist, -dichter und -pianist
- Sciammarella, Valdo (1924–2014), argentinischer Komponist
- Sciandri, Maximilian (* 1967), italienisch-britischer Radrennfahrer
- Scianimanico, Melvil (* 2005), französischer Squashspieler
- Scianni, Joseph (1928–2018), amerikanischer Komponist, Musikproduzent und (Jazz-/Improvisations-)Musiker
- Sciardis, Gino (1917–1968), italienisch-französischer Radrennfahrer
- Sciardis, Robert (1939–2017), französischer Radrennfahrer
- Sciaroni, Grégory (* 1989), Schweizer Eishockeyspieler und -trainer
- Sciarra, Laurent (* 1973), französischer Basketballspieler
- Sciarrino, Salvatore (* 1947), italienischer Komponist
- Sciarrone Alibrandi, Antonella (* 1965), italienische Wirtschaftsrechtlerin, Hochschullehrerin und Kurienbeamte
- Sciascia, Leonardo (1921–1989), italienischer Schriftsteller und PolitikerLeonardo Sciascia (1921–1989)

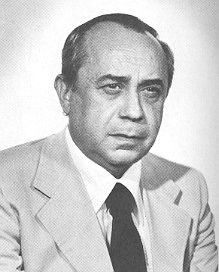
Leonardo Sciascia (1921–1989)

- Sciascia, Lorenzo († 1694), Schweizer Architekt, Baumeister
- Sciassia, Domenico († 1679), Stiftsbaumeister von St. Lambrecht
- Sciavicco, Lorenzo (* 1938), italienischer Elektrotechniker und Robotik-Wissenschaftler
- Sciberras, Nicole (* 2001), maltesische Fußballspielerin
- Sciberras, Peter, australischer Filmeditor
- Ścibiorek, Jan (1937–2019), polnischer Radrennfahrer und Radsporttrainer
- Ścibor-Rylski, Aleksander (1928–1983), polnischer Schriftsteller, Drehbuchautor und Regisseur
- Scicius, Märtyrer der römisch-katholischen Kirche
- Scicluna, Carla (* 2001), maltesische Sprinterin
- Scicluna, Carmelo (1800–1888), maltesischer römisch-katholischer Geistlicher und Bischof von Malta
- Scicluna, Charles (* 1959), maltesischer Geistlicher, römisch-katholischer Erzbischof von Malta
- Scicluna, Edward (* 1946), maltesischer Politiker, MdEP
- Scicluna, Kenneth (* 1979), maltesischer Fußballspieler
- Scidmore, Eliza Ruhamah (1856–1928), US-amerikanische Schriftstellerin, Fotografin und Geographin
- Science, Chico (1966–1997), brasilianischer Musiker
- Scienza, Leonardo (* 1998), brasilianisch-luxemburgischer Fußballspieler
- Sciesa, Amatore (1814–1851), italienischer Freiheitskämpfer
- Scieur, Léon (1888–1969), belgischer RadrennfahrerLéon Scieur (1888–1969)

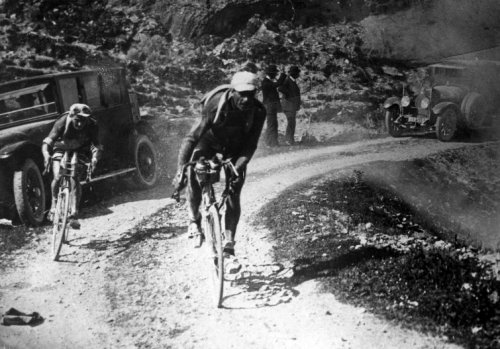
Léon Scieur (1888–1969)

- Scifo, Enzo (* 1966), belgischer Fußballspieler und -trainer
- Scifres, Donald (* 1946), US-amerikanischer Ingenieur und Unternehmer
- Scifres, Mike (* 1980), US-amerikanischer American-Football-Spieler
- Ścigaczewski, Tomasz (* 1978), polnischer Hürdenläufer
- Scigala, Helena (1921–1998), deutsche Grafikerin
- Scigliano, Giuseppe (* 1951), italienisch deutscher Lehrer, Maler und Schriftsteller sowie Integrationsaktivist
- Scilingo, Adolfo (* 1946), argentinischer Marineoffizier und Staatsterrorist
- Scilipoti, Sebastianna (* 2003), Schweizer Tennisspielerin
- Scilla, Agostino (1629–1700), italienischer Maler des Barock und Wissenschaftler
- Scilla, Guglielmo (* 1987), italienischer Autor, Videoblogger und Schauspieler
- Scilla, Osvaldo (1935–2014), italienischer Violinist, Komponist und Musikpädagoge
- Scilligo, Pio (1928–2009), italienischer Salesianer Don Boscos, Psychologe, Professor, Institutsgründer und Dialektlexikograph
- Scilligo, Sisto (1911–1992), italienischer Skisportler
- Scimeca Knierim, Alexa (* 1991), US-amerikanische Eiskunstläuferin
- Scimeca, Riccardo (* 1975), englischer Fußballspieler
- Scimone, Claudio (1934–2018), italienischer Dirigent
- Scindia, Madhavrao (1945–2001), indischer Politiker
- Scinto, Luca (* 1968), italienischer Radsportler und Sportdirektor
- Scintu, Yomi (* 1997), italienisch-kongolesischer Fußballspieler
- Scinzenzeler, Giovanni Angelo († 1526), Buchdrucker in Mailand (1500–1526)
- Sciò, Yvonne (* 1969), italienische Schauspielerin
- Sciocchetti, Marina (* 1958), italienische Vielseitigkeitsreiterin
- Ščiogolevaitė-Damijonaitienė, Rūta (* 1981), litauische Popsängerin
- Sciola, Pinuccio (1942–2016), italienischer Bildhauer
- Sciolari, Gaetano (1927–1994), italienischer Industriedesigner
- Sciolè, Flavio (* 1970), italienischer Theater- und Filmregisseur und Schauspieler
- Scioli, Daniel (* 1957), argentinischer Politiker
- Sciorra, Annabella (* 1960), US-amerikanische SchauspielerinAnnabella Sciorra (* 1960)

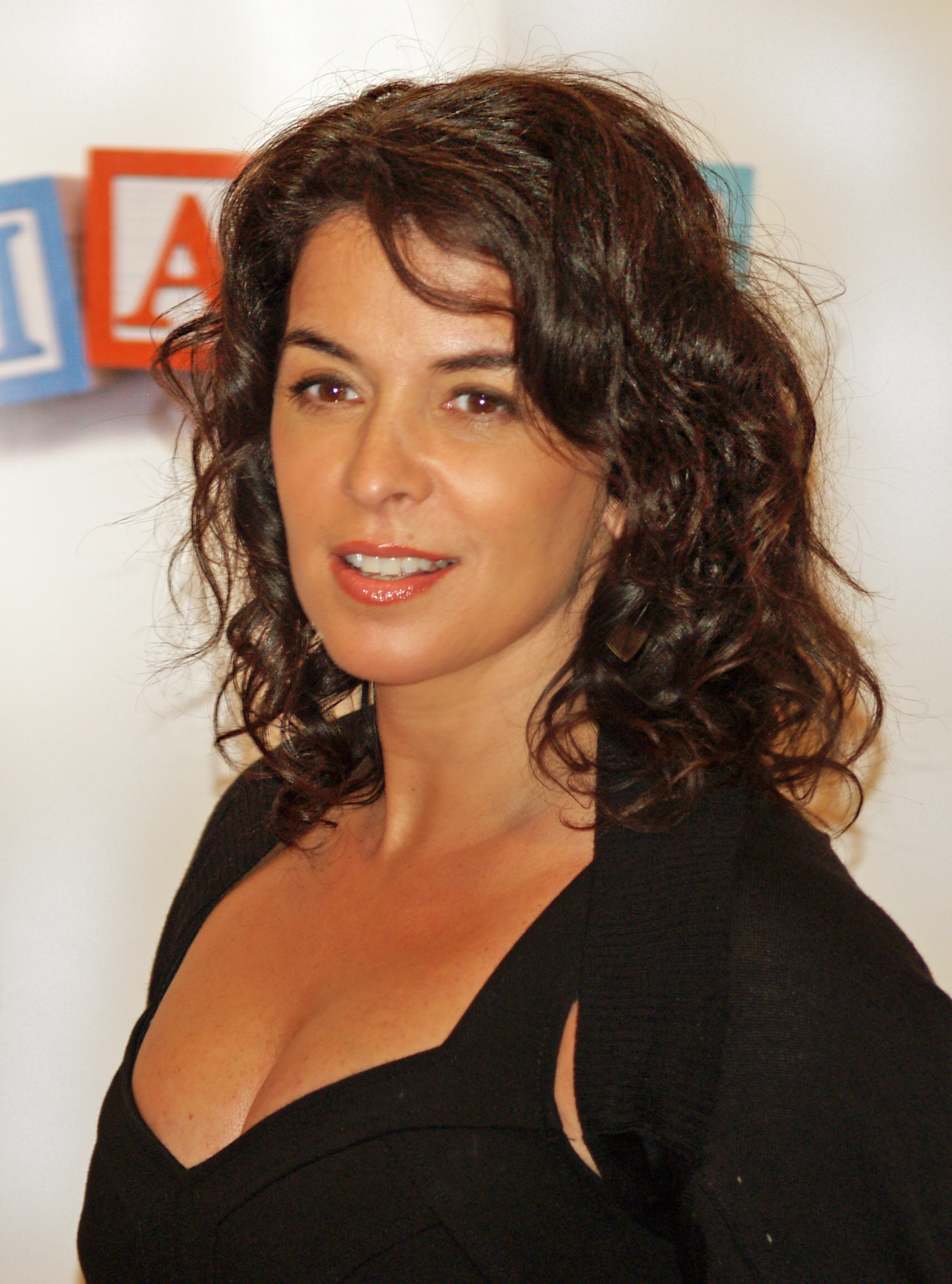
Annabella Sciorra (* 1960)

- Sciortino, Karley (* 1985), US-amerikanische Schriftstellerin, Bloggerin, Fernsehmoderatorin und Produzentin
- Scioscia, Maurizio (* 1991), deutsch-italienischer Fußballspieler
- Sciotnic, Atanasie (1942–2017), rumänischer Kanute
- Scipio Asiaticus, Lucius Cornelius, Bruder des Scipio Africanus, Konsul 190 v. Chr.
- Scipio Asina, Gnaeus Cornelius, römischer Politiker im Ersten Punischen Krieg
- Scipio, Ferdinand (1837–1905), deutscher Unternehmer und Politiker (NLP), MdR
- Scipio, Gustav (1872–1949), deutscher Unternehmer im Fruchthandel
- Scipio, Laurentius (1611–1691), Abt des Zisterzienserklosters Ossegg
- Scipione (1904–1933), italienischer Maler und Autor
- Scipioni, Bruno (1934–2019), italienischer Schauspieler und Synchronsprecher
- Scirea, Gaetano (1953–1989), italienischer Fußballspieler
- Scirea, Mario (* 1964), italienischer Radrennfahrer
- Scirouvsky, Elia van (* 1970), deutscher Schriftsteller
- Scislowski, Jacqueline (* 2000), US-amerikanische Schauspielerin und Model
- Scissons, Scott (* 1971), kanadischer Eishockeyspieler
- Scissorhands, Lena (* 1986), moldauische Metal-SängerinLena Scissorhands (* 1986)

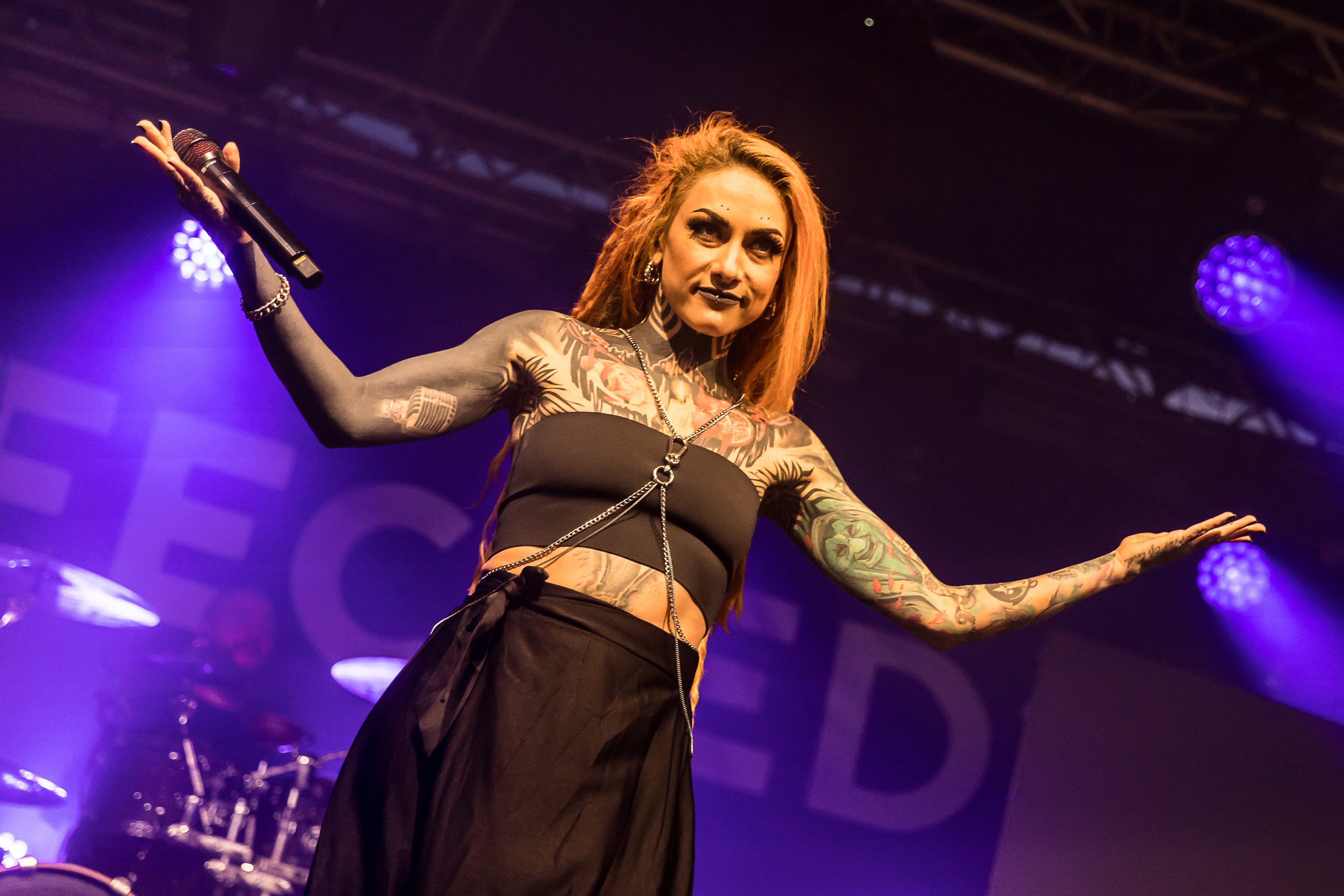
Lena Scissorhands (* 1986)

- Scitovsky, Tibor (1910–2002), US-amerikanischer Wirtschaftswissenschaftler
- Scitovszky, Béla (1878–1959), ungarischer Politiker, Parlamentspräsident und Innenminister
- Scitovszky, János (1785–1866), ungarischer Kardinal
- Scitovszky, Tibor (1875–1959), ungarischer Politiker, Diplomat und Außenminister
- Sciubba, Sabina (* 1975), italienische Sängerin, Komponistin und Schauspielerin
- Sciulli, Christine, US-amerikanische Licht- und Installationskünstlerin
- Sciulli, Frank J. (* 1938), US-amerikanischer experimenteller Teilchenphysiker
- Sciurba, Michele (* 1968), italienischer Rechtswissenschaftler, Strategieberater, Menschenrechtsaktivist, Journalist und Autor
- Sciurus, Johann († 1564), deutscher Mathematiker, Philologe und evangelischer Theologe
- Sciuto, Cinzia (* 1981), italienische Philosophin und Journalistin
- Sciutti, Graziella (1927–2001), italienische Opernsängerin (Sopran)
- Sciutto, Franca (* 1939), italienische Schauspielerin
- Sciver-Brunt, Katherine (* 1985), englische Cricketspielerin
- Sciver-Brunt, Natalie (* 1993), englische Cricketspielerin

### Sck
- Sckaer, Moritz (* 1986), deutscher Baseballspieler (Pitcher)
- Sckell, Armin (1836–1910), Großherzoglich Sächsischer Garteninspektor im Belvedere bei Weimar
- Sckell, Carl August (1793–1840), deutscher Gartenarchitekt und Lithograph
- Sckell, Friedrich Anton Louis (1796–1844), Gartenbaukondukteur in Belvedere bei Weimar
- Sckell, Friedrich Ludwig von (1750–1823), deutscher GartengestalterFriedrich Ludwig von Sckell (1750–1823)

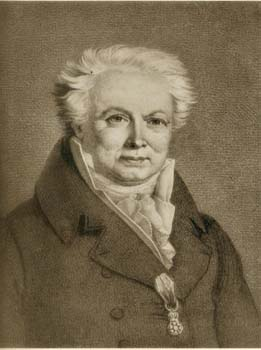
Friedrich Ludwig von Sckell (1750–1823)

- Sckell, Gottlieb Ludwig Eduard (1802–1873), deutscher Gartenbaumeister
- Sckell, Johann Christian (1773–1857), deutscher Hofgärtner
- Sckell, Johann Conrad (1768–1834), deutscher Gärtner und Gartenarchitekt
- Sckell, Johann Georg (1725–1800), deutscher Landschaftsgärtner
- Sckell, Johann Georg Christian (1721–1778), deutscher Oberförster und Wildmeister in Troistedt
- Sckell, Johann Valentin (1694–1769), sachsen-eisenachischer Wildmeister
- Sckell, Johann Wilhelm (1722–1792), deutscher Landschaftsgärtner
- Sckell, Julius (1829–1915), Großherzoglich Sächsischer Garteninspektor im Belvedere bei Weimar
- Sckell, Karl August Christian (1801–1874), deutscher Hofgärtner
- Sckell, Ludwig (1833–1912), deutscher Landschaftsmaler
- Sckell, Matthias (* 1760), deutscher Landschaftsgärtner
- Sckell, Otto Ludwig (1861–1948), Garteninspektor im Großherzogtum Sachsen-Weimar-Eisenach
- Sckerl, Uli (1951–2022), deutscher Politiker (Bündnis 90/Die Grünen), MdL
- Sckommodau, Hans (1906–1988), deutscher Romanist

### Scl
- Sclabas, Delia (* 2000), Schweizer Leichtathletin
- Sclaomir († 821), Samtherrscher des westslawischen Stammesverbandes der Abodriten und Vasall der Franken
- Sclater, Henry (1855–1923), britischer Generalleutnant
- Sclater, John G. (* 1940), schottisch-US-amerikanischer Geophysiker
- Sclater, Philip Lutley (1829–1913), englischer Jurist und Zoologe
- Sclater, Ryan (* 1994), kanadischer Volleyballspieler
- Sclater, William Lutley (1863–1944), britischer Zoologe und Ornithologe
- Sclaverand, Etienne, französischer Ingenieur
- Sclavi, Tiziano (* 1953), italienischer Autor, Comicautor und Journalist
- Sclavis, Louis (* 1953), französischer Klarinettist, Saxophonist, Komponist und Bandleader
- Sclavo, Jorge (1936–2013), uruguayischer Schriftsteller, Librettist, Journalist und Humorist
- Scliar, Moacyr (1937–2011), brasilianischer Schriftsteller und Arzt

### Sco

#### Scob
- Scob, Édith (1937–2019), französische Schauspielerin
- Scob, Michel (1935–1995), französischer Radrennfahrer
- Scobar, Lucio Cristoforo (1460–1525), italienischer Latinist, Romanist, Italianist, Hispanist, Grammatiker und Lexikograf spanischer Herkunft
- Scobee, Francis Richard (1939–1986), US-amerikanischer AstronautFrancis Richard Scobee (1939–1986)

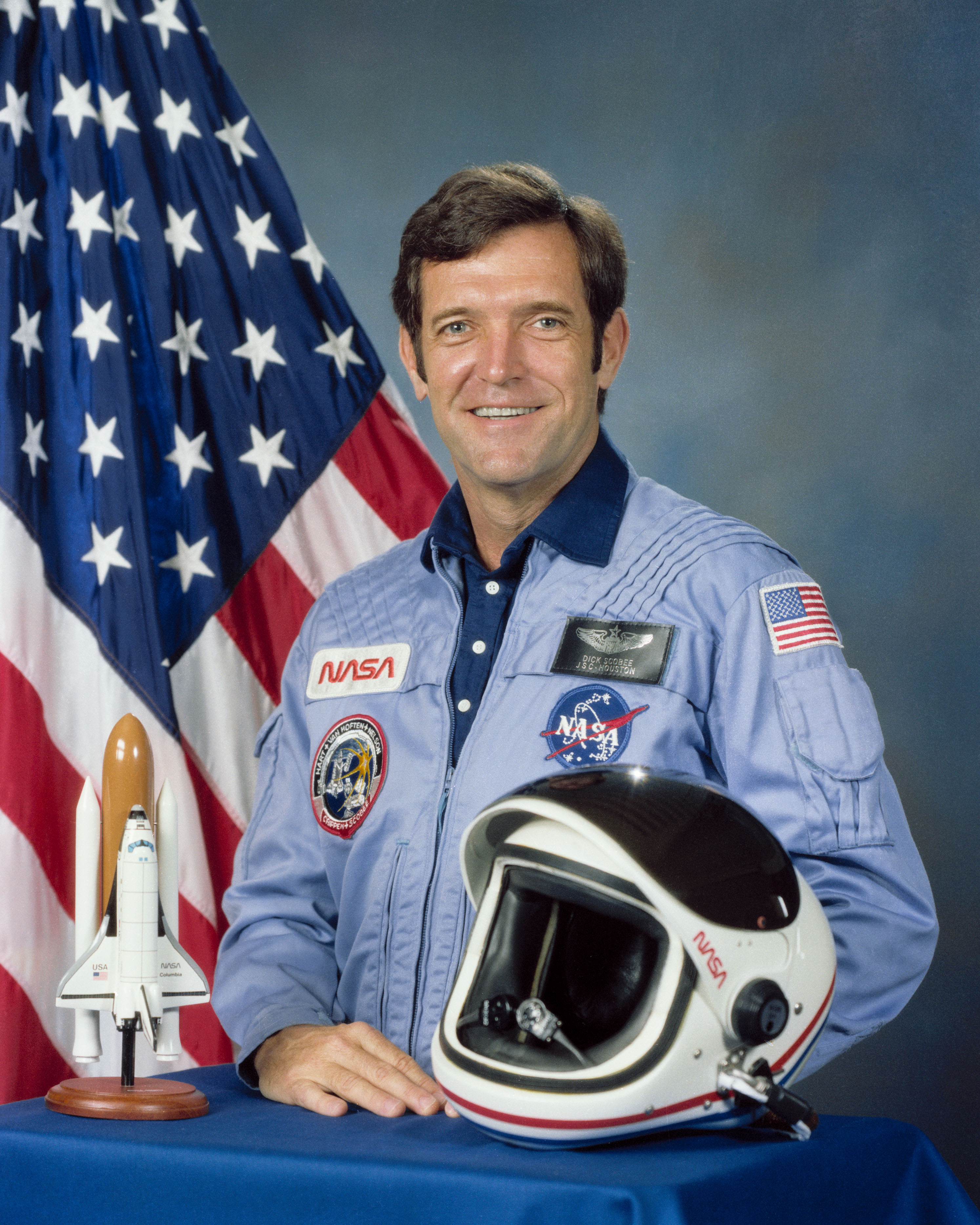
Francis Richard Scobee (1939–1986)

- Scobee, Richard W. (* 1964), US-amerikanischer Offizier, Generalleutnant der US Air Force
- Scobel, Gert (* 1959), deutscher Journalist, Fernsehmoderator, Philosoph und Autor
- Scobel, Jenny (* 1955), US-amerikanische Künstlerin
- Scobel, Sebastian (* 1987), deutscher Jazzmusiker (Piano)
- Scobell, Walker (* 2009), US-amerikanischer Schauspieler
- Scobey, Bob (1916–1963), US-amerikanischer Jazz-Trompeter
- Scobey, Fred (1924–2014), US-amerikanischer Filmtechniker
- Scobie, Ronald (1893–1969), britischer Generalleutnant im Zweiten Weltkrieg
- Scoble, Robert (* 1965), amerikanischer Informatiker
- Scoblick, James P. (1909–1981), US-amerikanischer Politiker

#### Scoc
- Scoca, Salvatore (1894–1962), italienischer Jurist, Politiker, Mitglied der Abgeordnetenkammer, Minister
- Scoccimarro, Giovanna (* 1997), deutsche Judoka
- Scoccimarro, Mauro (1895–1972), italienischer Politiker, Senator und Minister

#### Scod
- Scodanibbio, Stefano (1956–2012), italienischer Kontrabassist und Komponist
- Scodel, Ruth (* 1952), US-amerikanische Klassische Philologin
- Scodelario, Kaya (* 1992), britische SchauspielerinKaya Scodelario (* 1992)

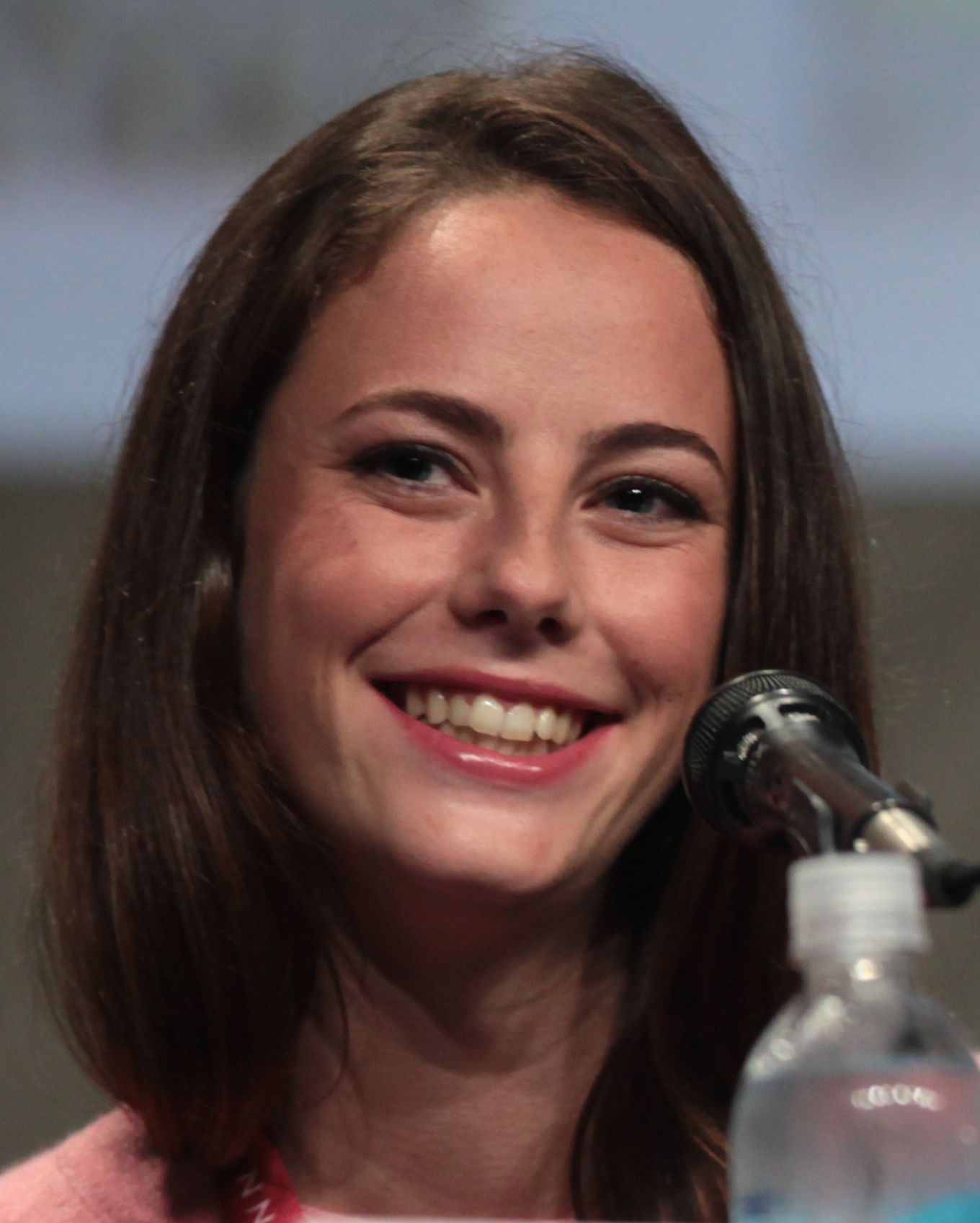
Kaya Scodelario (* 1992)

- Scodeller, Gilbert (1931–1989), französischer Radrennfahrer

#### Scof
- Scoffone, Ernesto (1923–1973), italienischer Chemiker (Peptid- und Protein-Chemie)
- Scofidio, Ricardo (1935–2025), US-amerikanischer Architekt
- Scofield, Barbara (1926–2023), US-amerikanische Tennisspielerin
- Scofield, Cyrus I. (1843–1921), US-amerikanischer Jurist und Theologe
- Scofield, Edward (1842–1925), US-amerikanischer Politiker
- Scofield, Glenni William (1817–1891), US-amerikanischer Jurist und Politiker
- Scofield, John (* 1951), US-amerikanischer Jazz-Gitarrist und Komponist
- Scofield, Paul (1922–2008), britischer Schauspieler
- Scofield, R. Paul (* 1966), neuseeländischer Paläontologe und Ornithologe
- Scofield, Tyler (* 1984), kanadischer Eishockeyspieler

#### Scog
- Scoggins, Hoyt (1926–2016), US-amerikanischer Gospel- und Rockabilly-Musiker
- Scoggins, Tracy (* 1953), US-amerikanische Schauspielerin, Filmproduzentin und FotomodellTracy Scoggins (* 1953)

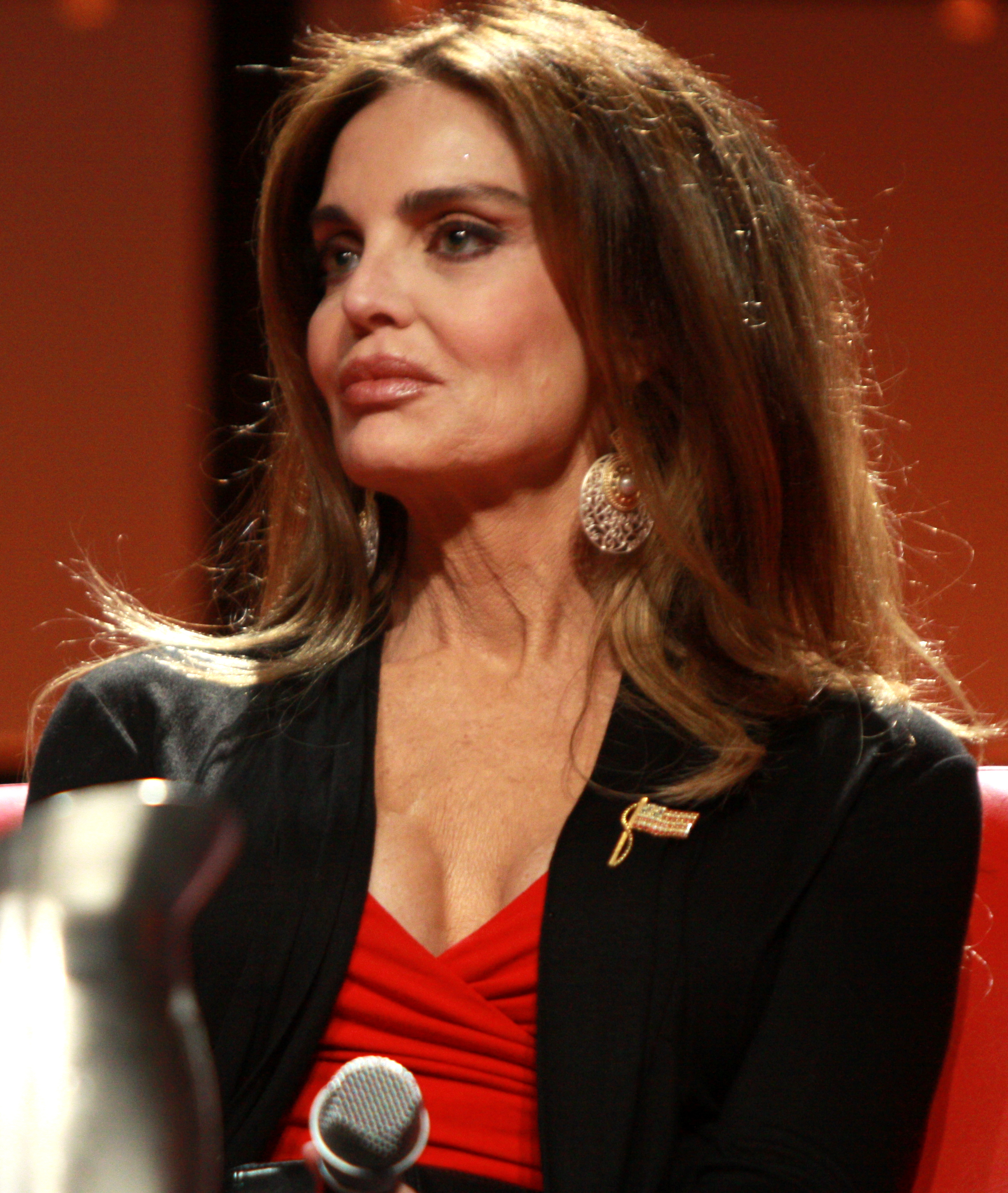
Tracy Scoggins (* 1953)

- Scoglio, Franco (1941–2005), italienischer Fußballtrainer
- Scognamiglio Pasini, Carlo (* 1944), italienischer Politiker und Wirtschaftswissenschaftler
- Scognamiglio, Carlo (* 1983), italienischer Radrennfahrer
- Scognamillo, Gabriel (1906–1974), US-amerikanischer Filmarchitekt in Frankreich und Hollywood
- Scognamillo, Giovanni (1929–2016), türkischer Filmkritiker und Schauspieler

#### Scol
- Scola, Angelo (* 1941), italienischer Kardinal der römisch-katholischen Kirche und emeritierter Erzbischof von Mailand
- Scola, Ettore (1931–2016), italienischer Filmregisseur und Drehbuchautor
- Scola, Fulvio (* 1982), italienischer Skilangläufer
- Scola, Luis (* 1980), argentinischer Basketballspieler
- Scola, Pat, US-amerikanischer Kameramann
- Scolari Barr, Margaret (1901–1987), US-amerikanische Kunsthistorikerin, Dozentin und Autorin
- Scolari, Giuseppe, italienischer Komponist
- Scolari, Luiz Felipe (* 1948), brasilianischer Fußballspieler und -trainerLuiz Felipe Scolari (* 1948)

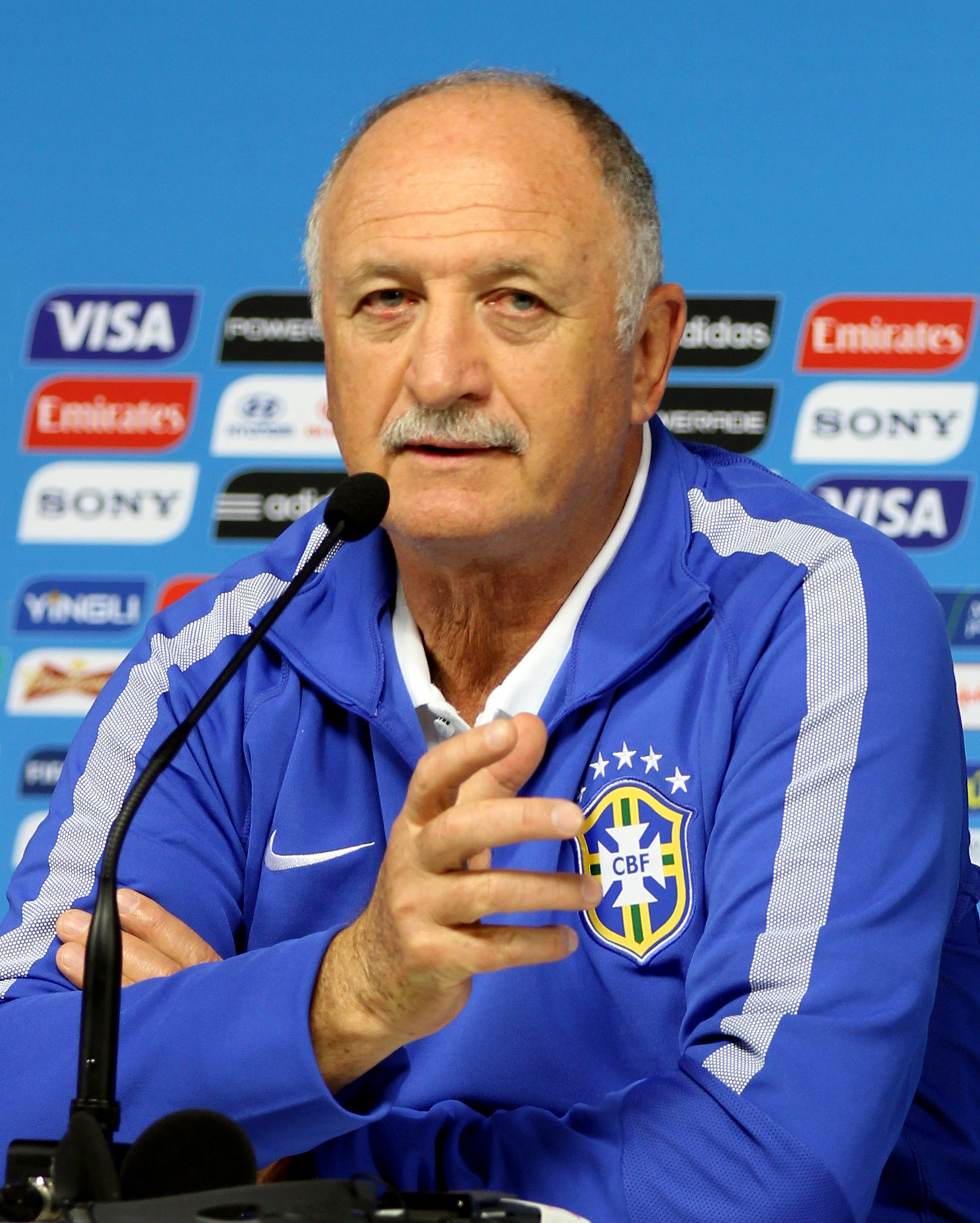
Luiz Felipe Scolari (* 1948)

- Scolari, Massimo (* 1943), italienischer Architekt, Maler und Designer
- Scolari, Peter (1955–2021), amerikanischer Schauspieler
- Scolari, Philippo (1369–1426), Heerführer
- Scolari, Stefano († 1691), Herausgeber und Drucker
- Scolaro, Barbara (* 1966), US-amerikanische Schauspielerin und Synchronsprecherin
- Scolaro, José Alejandro (* 1946), argentinischer Herpetologe und Ornithologe
- Scolasticius, byzantinischer Exarch von Ravenna
- Scoles, Giacinto (1935–2024), italienisch-amerikanischer Physikochemiker
- Scolik, Charles (1854–1928), österreichischer Fotograf
- Scolik, Reinhard (* 1958), österreichischer Jurist, Fernsehdirektor des Bayerischen Rundfunks
- Scollay, Gabrielle (* 1990), australische Schauspielerin
- Scollo, Etta (* 1958), italienische Sängerin
- Scolvus, Johannes (1435–1484), legendärer Seefahrer und Navigator im Dienste des Königs von Dänemark

#### Scon
- Sconochini, Hugo (* 1971), argentinischer Basketballspieler
- Scontrino, Antonio (1850–1922), italienischer Komponist Klassischer Musik

#### Scoo
- Scoon, Paul (1935–2013), grenadischer Politiker, Generalgouverneur Grenadas (1978–1992)
- Scoones, Geoffry (1893–1975), britischer General und Diplomat
- Scoop, Fatman (1971–2024), US-amerikanischer RapperFatman Scoop (1971–2024)

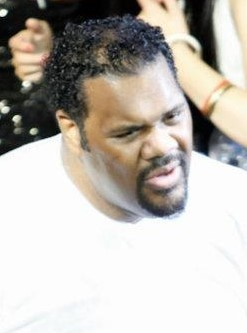
Fatman Scoop (1971–2024)

#### Scop
- Scope (* 1969), deutscher Rapper und Fernsehmoderator
- Scope DJ (* 1982), Euphoric Hardstyle-DJ und -Produzent
- Scopelli, Alejandro (1908–1987), argentinisch-italienischer Fußballspieler und Fußballtrainer
- Scopelliti, Antoine (1939–2023), italienischer Ordensgeistlicher, römisch-katholischer Bischof von Ambatondrazaka
- Scopes, John Thomas (1900–1970), US-amerikanischer Lehrer
- Scopigno, Manlio (1925–1993), italienischer Fußballspieler und -trainer
- Scopin (* 1943), deutscher Fotograf und Künstler
- Scopoli, Giovanni Antonio (1723–1788), österreichischer Arzt und Naturforscher
- Scoponi, Norberto (* 1961), argentinischer Fußballspieler
- Scoppa, Enzo (* 1934), italienischer Jazzmusiker (Saxophon)

#### Scor
- Scoraille de Roussille, Marie Angélique de (1661–1681), Mätresse Ludwigs XIV.Marie Angélique de Scoraille de Roussille (1661–1681)

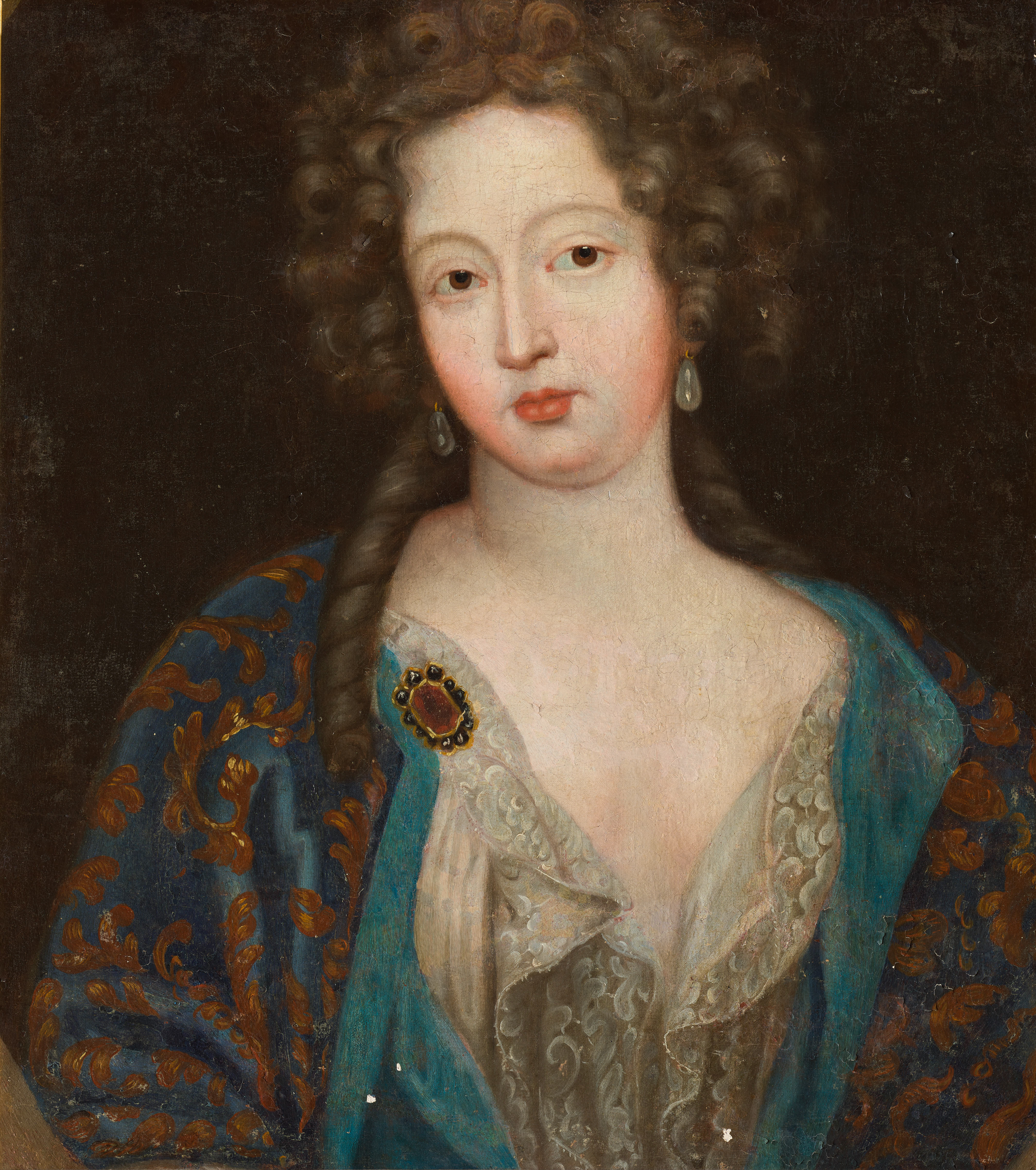
Marie Angélique de Scoraille de Roussille (1661–1681)

- Scoralick, Ruth (* 1960), deutsche katholische Theologin
- Scordamaglia, Jenny (* 1988), US-amerikanische Moderatorin, Influencerin, Schauspielerin und Model
- Scordamaglia, Luciana (* 1994), argentinische Handballspielerin
- Scordeli, Pantelimon (1846–1918), bessarabischer Adliger, Anwalt, Autor und Staatsmann
- Scordelis, Alexander (1923–2007), US-amerikanischer Bauingenieur
- Scorel, Jan van (1495–1562), niederländischer Maler
- Scoresby, William (1789–1857), englischer Seefahrer und Forscher
- Scorier, Alex (1931–2021), belgischer Jazzmusiker (Saxophone, Flöte)
- Scorpus, Wagenlenker im antiken Rom
- Scorsese, Catherine (1912–1997), US-amerikanische Schauspielerin
- Scorsese, Charles (1913–1993), US-amerikanischer Schauspieler
- Scorsese, Martin (* 1942), US-amerikanischer Filmregisseur, Drehbuchautor und FilmproduzentMartin Scorsese (* 1942)

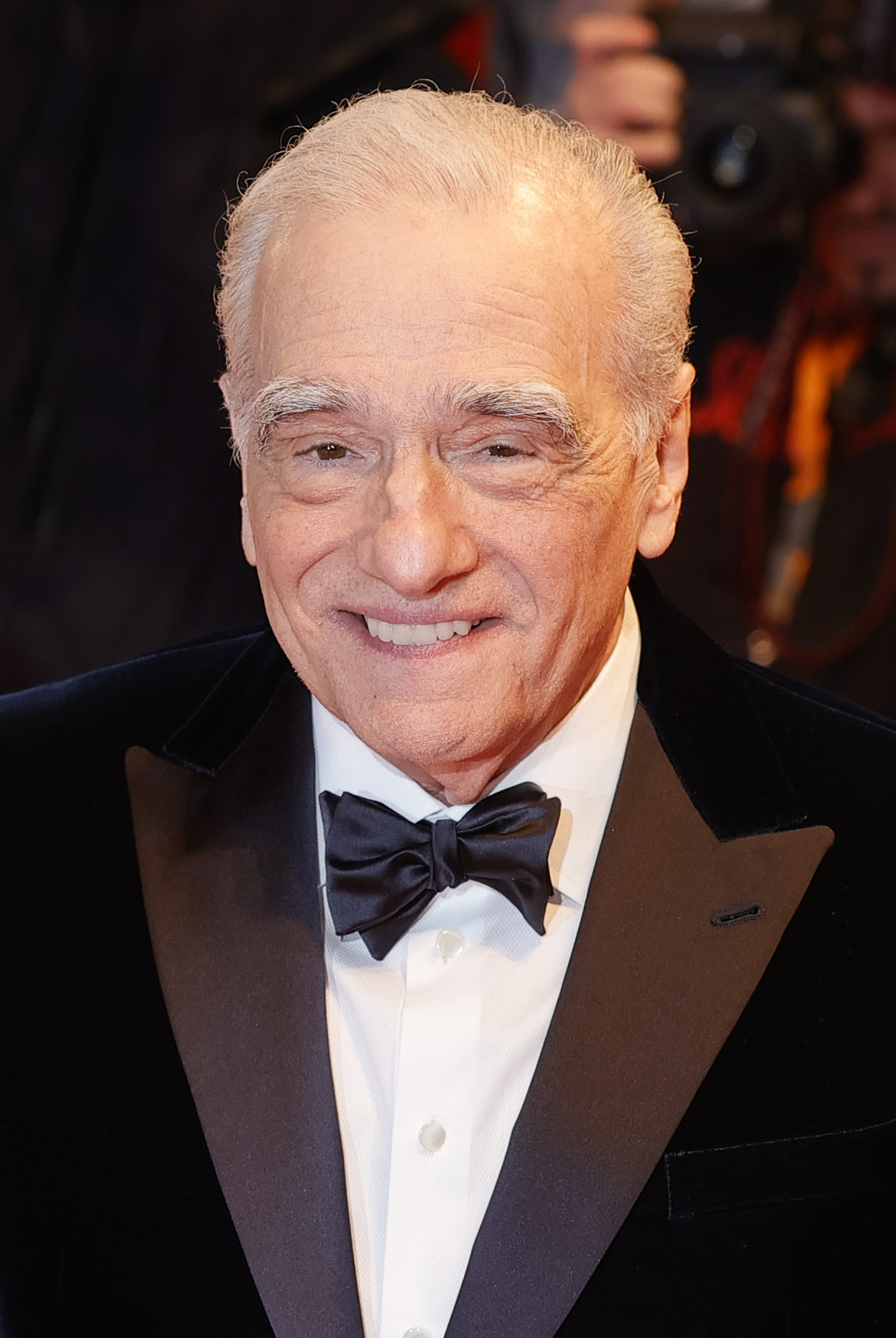
Martin Scorsese (* 1942)

- Scorsese, Nicolette (* 1954), US-amerikanische Schauspielerin
- Scorsone, Caterina (* 1981), kanadische Schauspielerin
- Scorsone, Ernesto (* 1952), US-amerikanischer Politiker
- Scortia, Thomas N. (1926–1986), US-amerikanischer Science-Fiction-Schriftsteller, Wissenschaftler und Herausgeber
- Scorticati, Federico (1912–1998), argentinischer Bandoneonist, Bandleader, Arrangeur und Tangokomponist uruguayischer Herkunft
- Scorticati, Renato (1908–1978), italienischer Radrennfahrer
- Scorupco, Izabella (* 1970), polnisch-schwedische Schauspielerin, Model und Sängerin
- Scorylo, König oder Anführer einer dakischen Gruppe
- Scorza, Cecilia (* 1961), Astrophysikerin und Autorin
- Scorza, Enzo (* 1988), uruguayischer Fußballspieler
- Scorza, Etna (* 1991), italienischer Fotograf
- Scorza, Gaetano (1876–1939), italienischer Mathematiker
- Scorza, Manuel (1928–1983), peruanischer Schriftsteller
- Scorzelli, Giuseppe (* 1971), italienischer Künstlerischer Leiter und Musiktherapeut
- Scorzoni, Raffaele (1902–1975), italienischer Fußballschiedsrichter und -funktionär

#### Scot
- Scot Project, deutscher Trance-DJ
- Scot, Matthew († 1230), schottischer Geistlicher und Minister
- Scot, Reginald (1538–1599), englischer Schriftsteller und Gegner des Hexenwahns

##### Scotc
- Scotch, Leungo (* 1996), botswanischer Sprinter

##### Scote
- Scotellaro, Rocco (1923–1953), italienischer Schriftsteller, Dichter und Politiker
- Scotese, Christopher (* 1953), US-amerikanischer Geologe

##### Scoti
- Scotia, Sydney (* 1997), US-amerikanische Schauspielerin

##### Scotl
- Scotland, Eduard (1885–1945), deutscher Architekt
- Scotland, Egon (1948–1991), deutscher Journalist und Kriegsopfer
- Scotland, Jason (* 1979), Fußballspieler aus Trinidad und Tobago
- Scotland, Patricia, Baroness Scotland of Asthal (* 1955), britische Politikerin und Juristin

##### Scoto
- Scotoni, Anton Eric (1916–2011), Schweizer Unternehmer der Bau-, Film und Flugzeugbranche sowie Politiker
- Scotoni, Eugen (1873–1961), Schweizer Unternehmer in der Bau- und Filmbranche
- Scotoni, Ralph (1901–1955), Schweizer Unternehmer

##### Scots
- Scotson, Callum (* 1996), australischer Radsportler
- Scotson, Miles (* 1994), australischer Radsportler

##### Scott B – Scotty

###### Scott B
- Scott Brown, Denise (* 1931), US-amerikanische Architektin

###### Scott C
- Scott Cato, Molly (* 1963), britische Politikerin (Green Party), MdEP

###### Scott D
- Scott de Martinville, Édouard-Léon (1817–1879), französischer Erfinder

###### Scott M
- Scott Moncrieff, Charles Kenneth (1889–1930), schottischer Autor und Übersetzer

###### Scott S
- Scott Smith, Troy (* 1969), englischer Gärtner

###### Scott T
- Scott Thomas, Kristin (* 1960), britisch-französische SchauspielerinKristin Scott Thomas (* 1960)

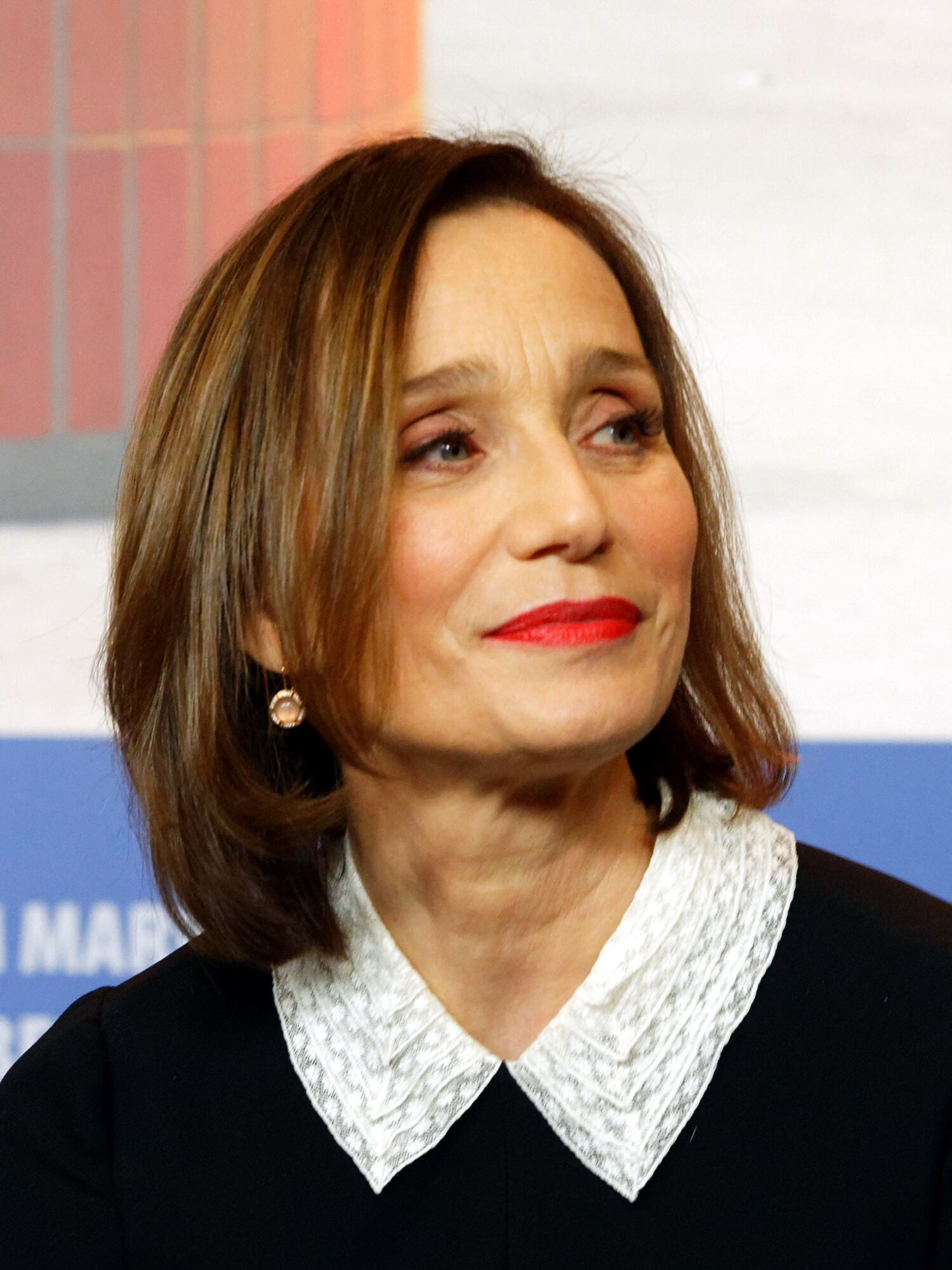
Kristin Scott Thomas (* 1960)

- Scott Thomas, Serena (* 1961), britische Schauspielerin

###### Scott, A
- Scott, A. Ian (1928–2007), schottischstämmiger US-amerikanischer Chemiker (Organische Chemie)
- Scott, A. O. (* 1966), US-amerikanischer Filmkritiker und Journalist
- Scott, Aaron, US-amerikanischer Biathlet
- Scott, Aaron (* 1956), amerikanischer Jazzschlagzeuger
- Scott, Aaron (* 1979), britischer Autorennfahrer
- Scott, Aaron (* 1986), neuseeländischer Fußballspieler
- Scott, Abram M. (1785–1833), US-amerikanischer Politiker
- Scott, Adam (* 1973), US-amerikanischer SchauspielerAdam Scott (* 1973)

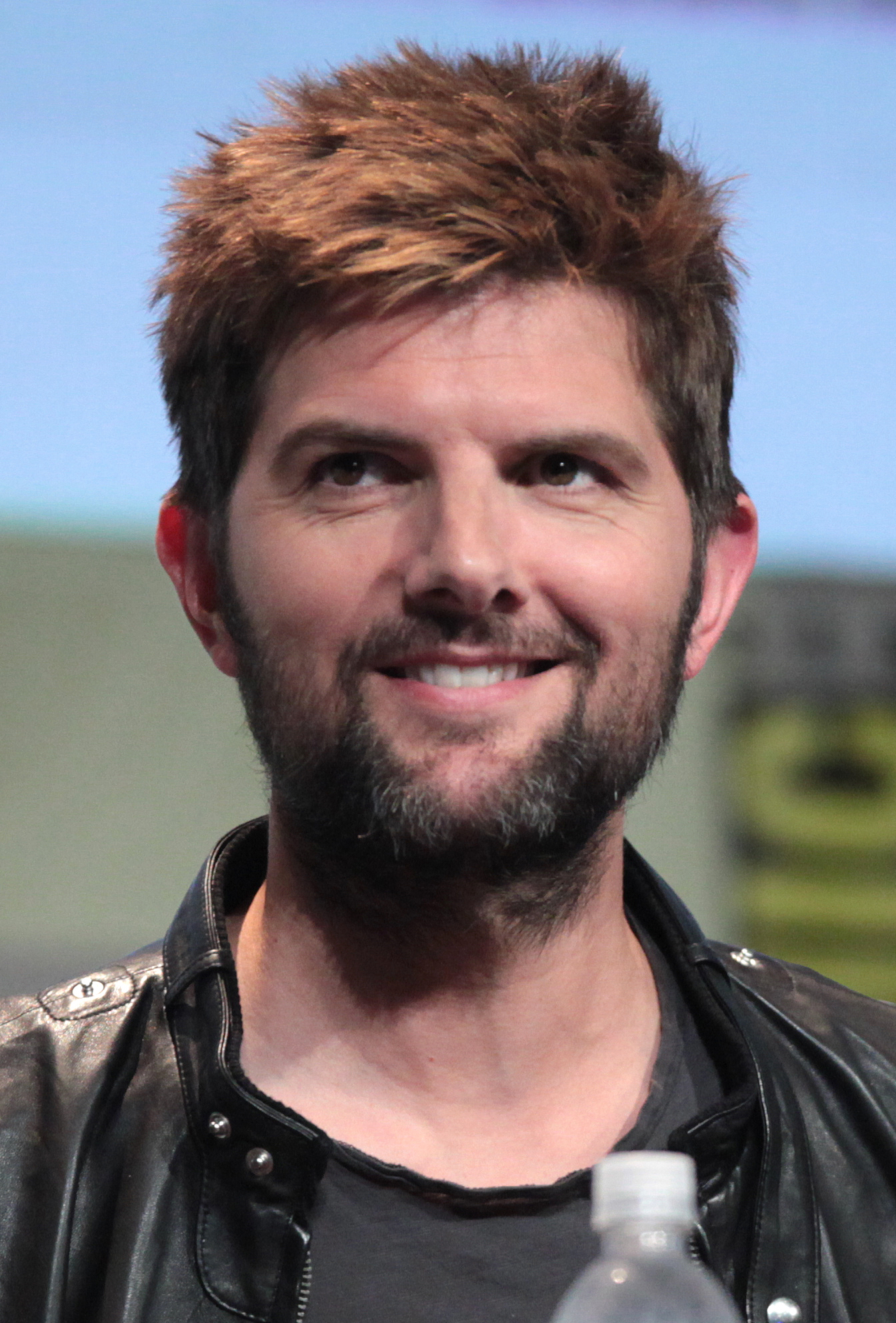
Adam Scott (* 1973)

- Scott, Adam (* 1980), australischer Golfer
- Scott, Adrian (1911–1972), US-amerikanischer Drehbuchautor und Filmproduzent
- Scott, Agni (* 1980), britische Schauspielerin
- Scott, Aidan, südafrikanischer Schauspieler und Synchronsprecher
- Scott, Alan, US-amerikanischer Schauspieler
- Scott, Alanda (* 1981), britische Biathletin
- Scott, Alex (1936–2001), schottischer Fußballspieler
- Scott, Alex (* 1984), englische Fußballspielerin
- Scott, Alex (* 2003), englischer Fußballspieler
- Scott, Alexander, schottischer Dichter
- Scott, Alexander Walker (1800–1883), australischer Politiker, Unternehmer und Entomologe
- Scott, Alfred Angas (1874–1923), englischer Ingenieur und Geschäftsmann
- Scott, Allan (1906–1995), US-amerikanischer Drehbuchautor
- Scott, Amber (* 1984), US-amerikanische Schauspielerin
- Scott, Andrew (* 1976), irischer SchauspielerAndrew Scott (* 1976)

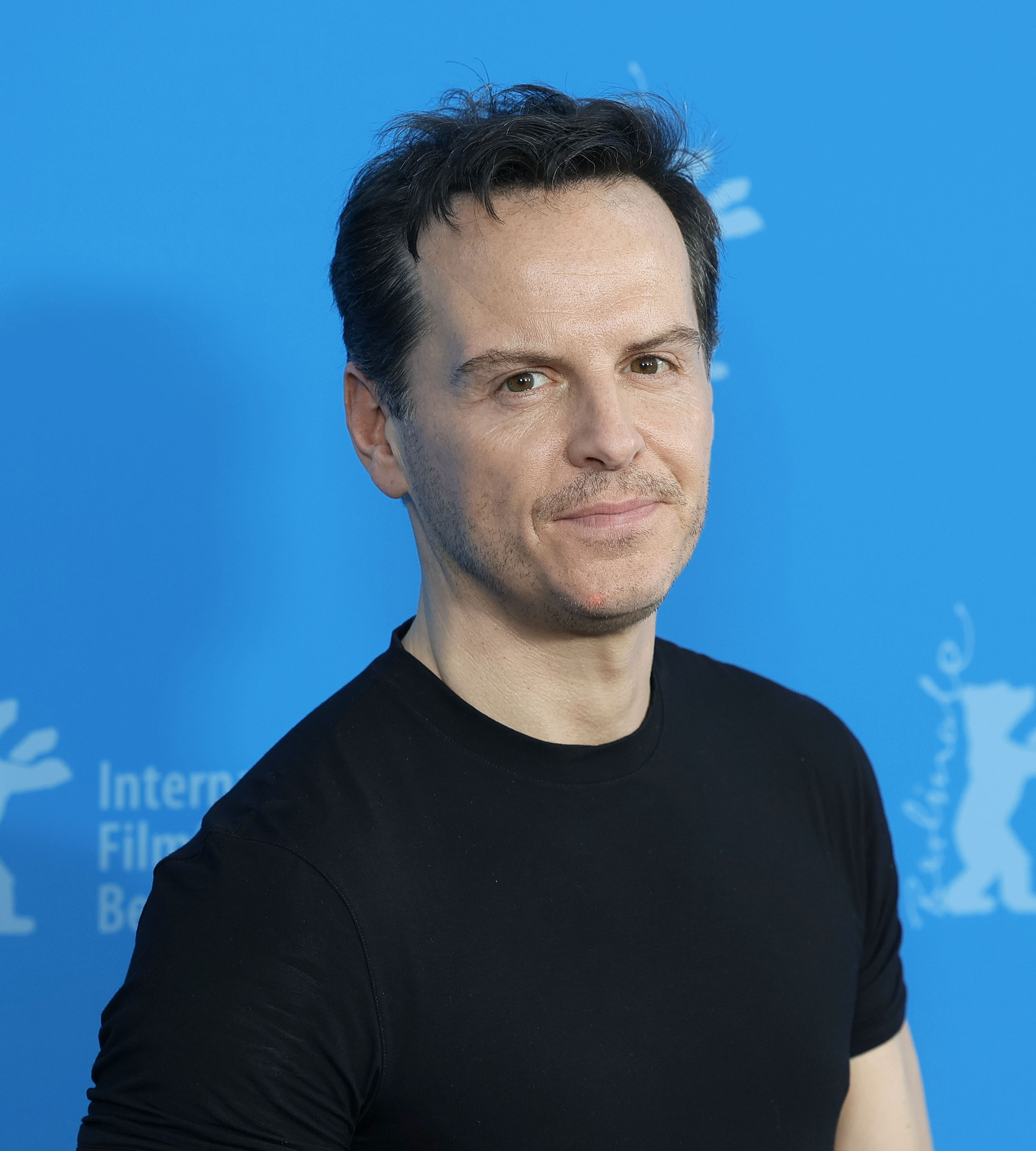
Andrew Scott (* 1976)

- Scott, Andy (* 1949), britischer Musiker
- Scott, Angus (1927–1990), britischer Hürdenläufer und Sprinter
- Scott, Ann (* 1965), französische Schriftstellerin
- Scott, Anne B. (* 1987), deutsche Schauspielerin
- Scott, Anne Firor (1921–2019), US-amerikanische Historikerin
- Scott, Anne, 1. Duchess of Buccleuch (1651–1732), schottische Adlige
- Scott, April (* 1979), US-amerikanische Schauspielerin
- Scott, Arabella (1886–1980), schottisch-britische Lehrerin und Suffragette
- Scott, Arianna, US-amerikanische Schauspielerin und Model
- Scott, Ashley (* 1977), US-amerikanische Schauspielerin und ehemaliges ModelAshley Scott (* 1977)

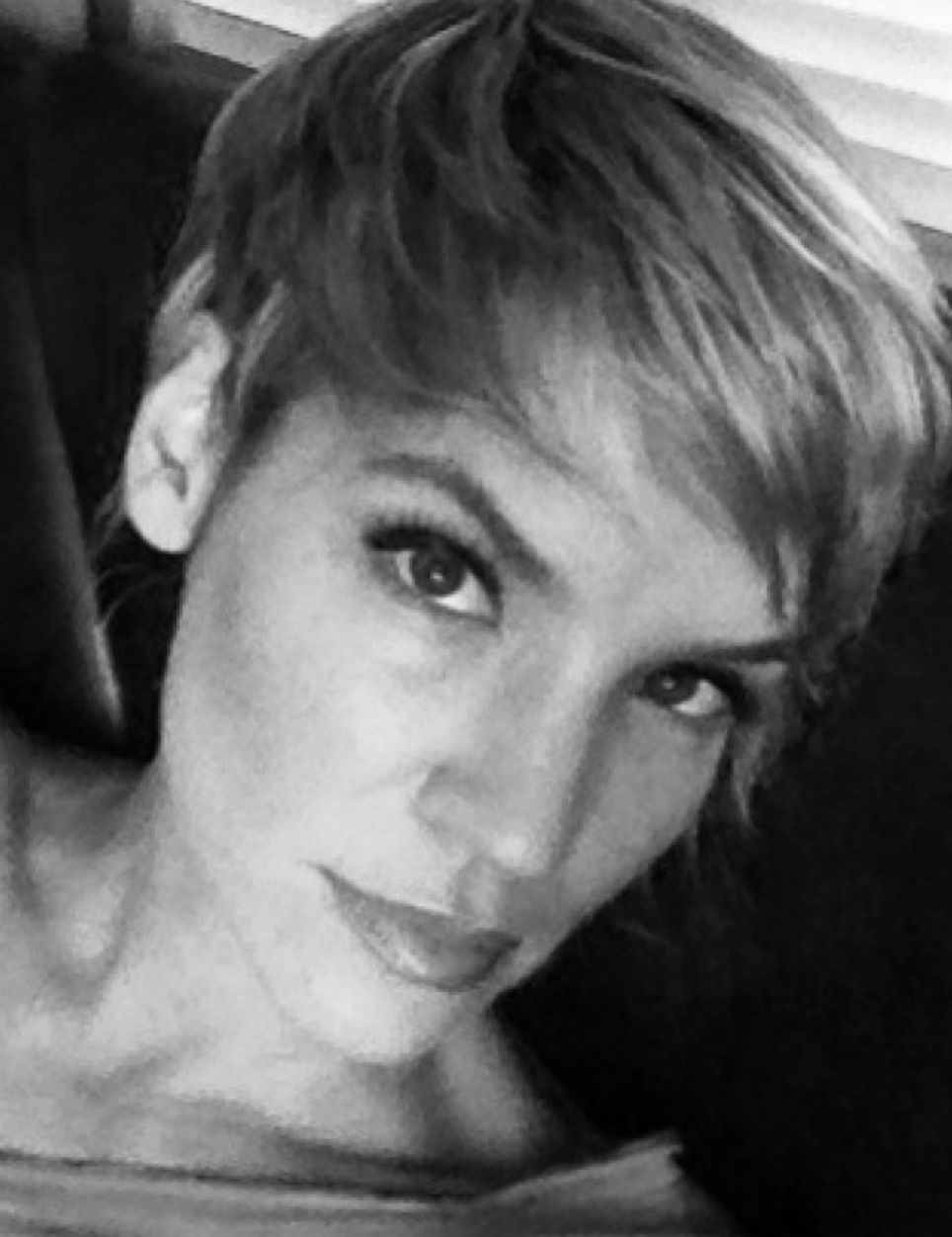
Ashley Scott (* 1977)

- Scott, Audrey (* 2002), US-amerikanische Schauspielerin
- Scott, Austin (* 1969), US-amerikanischer Politiker
- Scott, Avy (* 1981), US-amerikanische Pornodarstellerin, -regisseurin und Schauspielerin

###### Scott, B
- Scott, Baillie (1865–1945), britischer Architekt und Innenarchitekt
- Scott, Bainbridge, US-amerikanische Schauspielerin
- Scott, Barbara Ann (1928–2012), kanadische Eiskunstläuferin
- Scott, Beckie (* 1974), kanadische Skilangläuferin
- Scott, Ben, US-amerikanischer Biathlet
- Scott, Beverly Jo (* 1959), US-amerikanische Singer-Songwriterin
- Scott, Bill (* 1952), australischer Langstreckenläufer
- Scott, Blanche Stuart (1889–1970), US-amerikanische Pilotin, die erste US-Amerikanerin, die ein Flugzeug flog
- Scott, Bob (1921–2012), neuseeländischer Rugby-Union-Spieler
- Scott, Bob (1928–1954), US-amerikanischer Rennfahrer
- Scott, Bob (* 1964), US-amerikanischer Animator, Comic-Künstler, Cartoonist, Storyboardkünstler und Illustrator
- Scott, Bobby (1937–1990), US-amerikanischer Jazz-Bandleader
- Scott, Bobby (* 1947), US-amerikanischer Politiker der Demokratischen Partei
- Scott, Bon (1946–1980), britisch-australischer Sänger und SongwriterBon Scott (1946–1980)

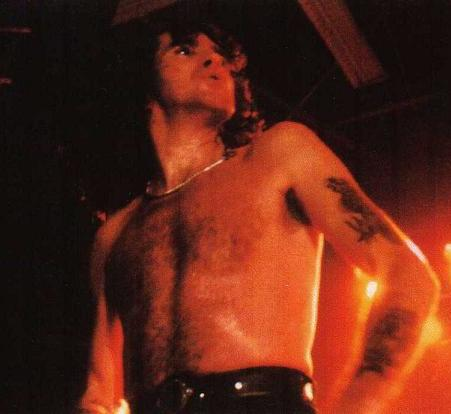
Bon Scott (1946–1980)

- Scott, Boston (* 1995), US-amerikanischer American-Football-Spieler
- Scott, Brady (* 1999), US-amerikanischer Fußballtorwart
- Scott, Brenda (* 1943), US-amerikanische Schauspielerin
- Scott, Briana (* 1990), kanadische Langstreckenläuferin
- Scott, Bud (1890–1949), US-amerikanischer Jazzmusiker (Gitarre, Banjo, Gesang) des Traditional Jazz
- Scott, Byron (* 1961), US-amerikanischer Basketballtrainer und ehemaliger Spieler
- Scott, Byron N. (1903–1991), US-amerikanischer Politiker

###### Scott, C
- Scott, C. R. (* 1984), deutsche Schriftstellerin, Autorin, Grafikerin
- Scott, Calum (* 1988), englischer Popsänger
- Scott, Cameron (* 1998), australischer Radsportler
- Scott, Campbell (* 1961), US-amerikanischer Schauspieler und Regisseur
- Scott, Carolyn, britische Artdirectorin und Szenenbildnerin
- Scott, Catherine (* 1973), jamaikanische Hürdenläuferin
- Scott, Catherine Amy Dawson (1865–1934), englische Schriftstellerin
- Scott, Cecil (1905–1964), US-amerikanischer Jazz-Musiker (Klarinette, Tenorsaxophon) und Bandleader
- Scott, Cedric, britischer Schauspieler und Synchronsprecher
- Scott, Cedwyn (* 1998), englischer Fußballspieler
- Scott, Charles (1739–1813), britisch-amerikanischer Politiker und Gouverneur des Bundesstaates Kentucky
- Scott, Charles (1883–1954), britischer Lacrossespieler
- Scott, Charles F. (1864–1944), US-amerikanischer Elektrotechniker
- Scott, Charles Frederick (1860–1938), US-amerikanischer Politiker
- Scott, Charles I., US-amerikanischer Pädiater
- Scott, Charles L. (1827–1899), US-amerikanischer Politiker
- Scott, Charles L. (1883–1954), US-amerikanischer Offizier, Generalmajor der US-Army
- Scott, Charlotte Angas (1858–1931), britische Mathematikerin
- Scott, Chris (* 1945), kanadischer Schriftsteller und Hörbuchautor
- Scott, Christina (* 1974), britische Beamtin und Diplomatin
- Scott, Christopher (* 1983), amerikanischer Tänzer und Choreograf
- Scott, Christopher (* 2002), deutscher Fußballspieler
- Scott, Clifford (1928–1993), US-amerikanischer Rhythm-&-Blues- und Jazz-Tenorsaxophonist und Flötist
- Scott, Clyde (1924–2018), US-amerikanischer Hürdenläufer und Footballspieler
- Scott, Coleman (* 1986), US-amerikanischer Ringer
- Scott, Craig (* 1962), kanadischer Jurist und Politiker
- Scott, Cynthia (* 1939), kanadische Regisseurin, Produzentin und Drehbuchautorin
- Scott, Cyril (1879–1970), englischer Komponist, Pianist und Schriftsteller

###### Scott, D
- Scott, Damion (* 1976), US-amerikanischer Comiczeichner
- Scott, Dana (* 1932), US-amerikanischer Mathematiker und Logiker
- Scott, Danielle, britische Schauspielerin
- Scott, Danielle (* 1990), australische Freestyle-Skierin
- Scott, Danielle (* 1991), US-amerikanische Basketballschiedsrichterin
- Scott, Darrell (* 1959), US-amerikanischer Songwriter
- Scott, Dave (* 1954), US-amerikanischer TriathletDave Scott (* 1954)

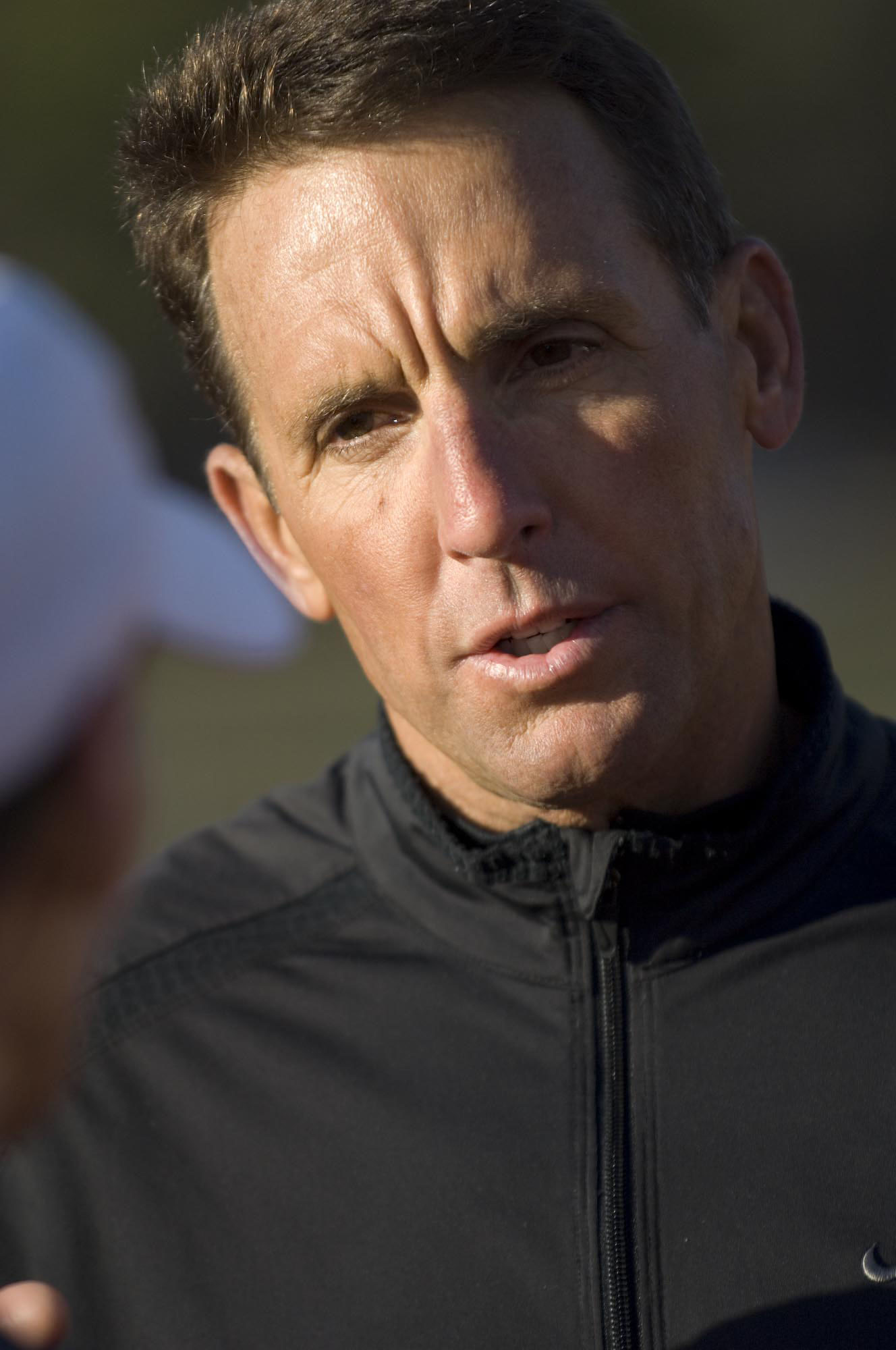
Dave Scott (* 1954)

- Scott, David (1806–1849), schottischer Maler
- Scott, David, US-amerikanischer Politiker
- Scott, David (* 1932), US-amerikanischer AstronautDavid Scott (* 1932)

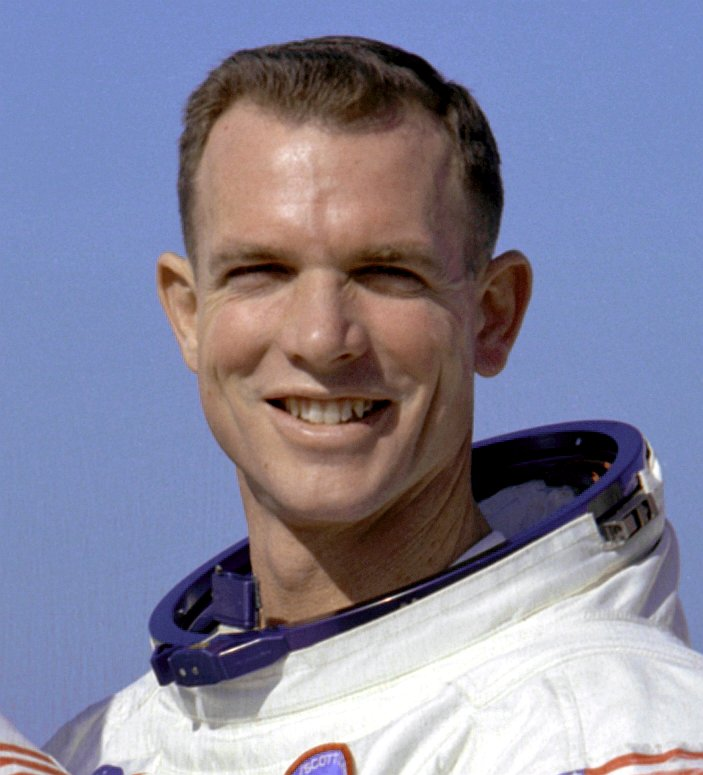
David Scott (* 1932)

- Scott, David (* 1945), US-amerikanischer Politiker der Demokratischen Partei
- Scott, David Alymer (1892–1971), kanadischer Biochemiker
- Scott, David Aubrey (1919–2010), britischer Diplomat und Wirtschaftsmanager
- Scott, David Gordon (* 1971), britischer Kriminologe
- Scott, Deborah Lynn, US-amerikanische Kostümbildnerin
- Scott, Debralee (1953–2005), US-amerikanische Filmschauspielerin
- Scott, Dennis (* 1968), US-amerikanischer Basketballspieler
- Scott, Desiree (* 1987), kanadische Fußballspielerin
- Scott, Dick, US-amerikanischer Jazzmusiker (Schlagzeug)
- Scott, Don (1928–2013), britischer Boxer
- Scott, Donald (1894–1980), US-amerikanischer Mittelstreckenläufer und Moderner Fünfkämpfer
- Scott, Donald (* 1992), US-amerikanischer Dreispringer
- Scott, Donovan (* 1946), US-amerikanischer Schauspieler
- Scott, Doug (1941–2020), britischer Extrembergsteiger
- Scott, Dougray (* 1965), britischer SchauspielerDougray Scott (* 1965)

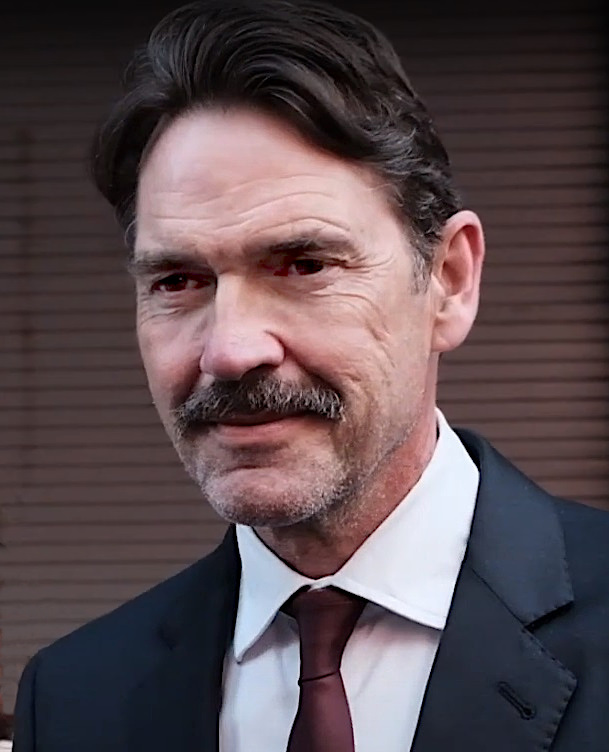
Dougray Scott (* 1965)

- Scott, Dred († 1858), US-amerikanischer Sklave
- Scott, Dred (* 1964), US-amerikanischer Jazzmusiker (Piano, Komposition)
- Scott, Dukinfield Henry (1854–1934), britischer Botaniker
- Scott, Duncan (* 1997), britischer Schwimmer
- Scott, Duncan Campbell (1862–1947), kanadischer Dichter und Erzähler
- Scott, Dylan (* 1990), US-amerikanischer Countrysänger

###### Scott, E
- Scott, Edward (1919–2004), kanadischer, anglikanischer Geistlicher und Theologe und Primas der Anglican Church of Canada
- Scott, Eleanor (* 1951), schottische Politikerin
- Scott, Elijah (* 2006), deutscher Fußballspieler
- Scott, Elisabeth (1898–1972), britische Architektin
- Scott, Elise Aylen (1904–1972), kanadische Schriftstellerin
- Scott, Elisha (1893–1959), nordirischer Fußballtorhüter und -trainer
- Scott, Elizabeth (1917–1988), US-amerikanische Statistikerin und Astronomin
- Scott, Elliot (1915–1993), britischer Filmarchitekt
- Scott, Emily (* 1989), US-amerikanische Shorttrackerin und Inline-Speedskaterin
- Scott, Emma, US-amerikanische Schriftstellerin
- Scott, Eric (* 1958), US-amerikanischer SchauspielerEric Scott (* 1958)

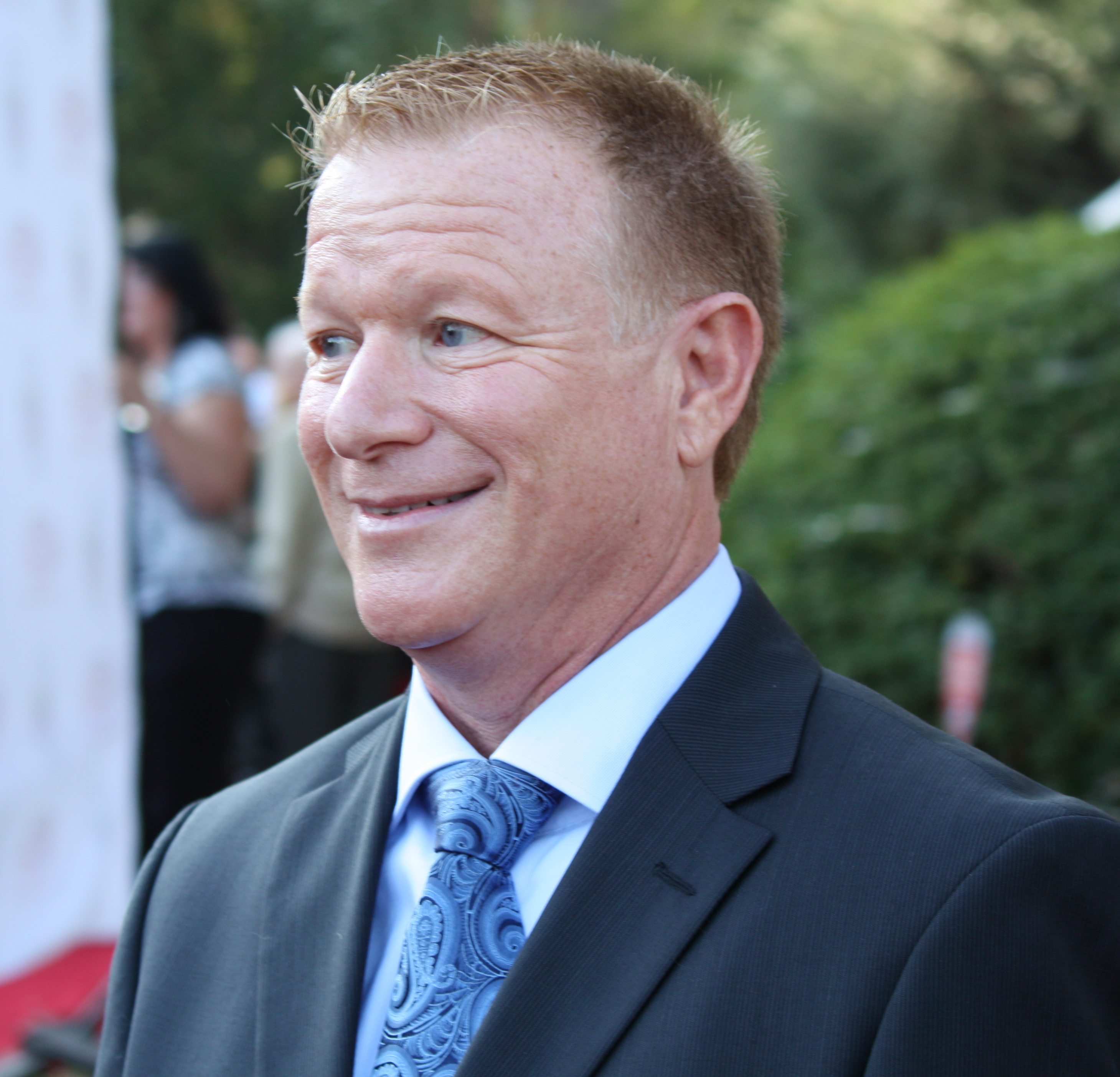
Eric Scott (* 1958)

- Scott, Ernest (1867–1939), englisch-australischer Historiker, Journalist, Autor und Theosoph
- Scott, Ernest (* 1982), US-amerikanischer Basketballspieler
- Scott, Essex († 1960), US-amerikanischer Jazz- und R&B-Sänger
- Scott, Esther (1953–2020), US-amerikanische Schauspielerin
- Scott, Ethel (1907–1984), britische Sprinterin
- Scott, Eugenie C. (* 1945), US-amerikanische Humanbiologin
- Scott, Evan (* 1992), US-amerikanischer Basketballschiedsrichter ukrainischer Abstammung
- Scott, Evelyn (1935–2017), australische Aktivistin

###### Scott, F
- Scott, Foster (* 1967), US-amerikanischer Basketballschiedsrichter
- Scott, Francis, 2. Duke of Buccleuch (1695–1751), schottischer Adliger
- Scott, Frank D. (1878–1951), US-amerikanischer Politiker
- Scott, Franz Eduard von (1730–1803), preußischer Generalmajor und Kommandant der Zitadelle Spandau
- Scott, Freddie (1933–2007), US-amerikanischer Rhythm-and-Blues- und Soulsänger
- Scott, Frederick (1942–2001), britischer Produktdesigner

###### Scott, G
- Scott, G. Peter (1944–2023), britischer Mathematiker
- Scott, Gabby (* 1997), puerto-ricanische Sprinterin
- Scott, Gabriel (1874–1958), norwegischer Schriftsteller
- Scott, Gary, englischer Badmintonspieler
- Scott, Gary S. (* 1953), US-amerikanischer Komponist
- Scott, Gene (1937–2006), US-amerikanischer Tennisspieler
- Scott, Geoffrey (1908–2006), US-amerikanischer Filmproduzent und Manager
- Scott, Geoffrey (1942–2021), US-amerikanischer Schauspieler
- Scott, George (1929–1998), englischer Snookerspieler
- Scott, George C. (1927–1999), US-amerikanischer Schauspieler, Regisseur und ProduzentGeorge C. Scott (1927–1999)

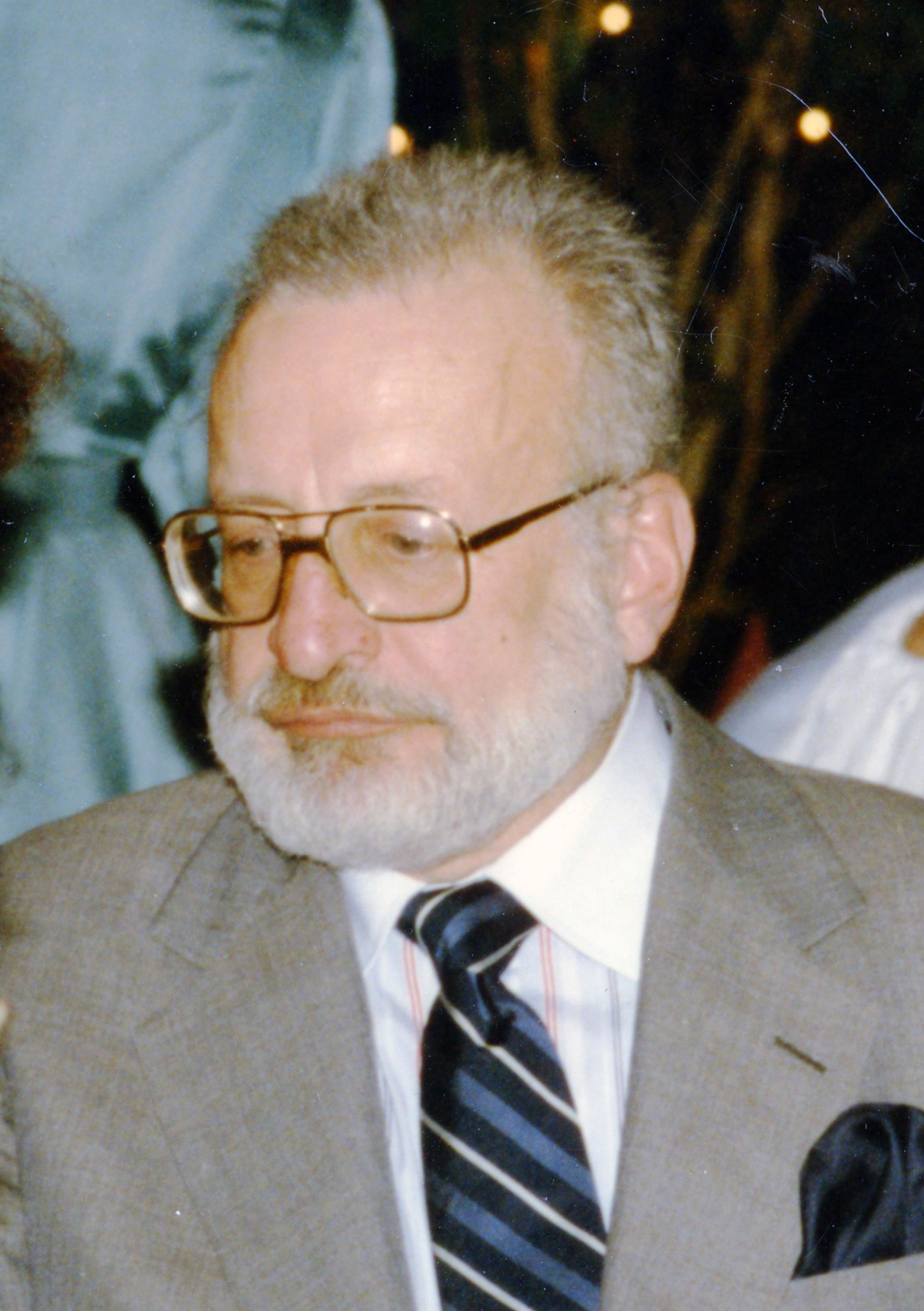
George C. Scott (1927–1999)

- Scott, George Cromwell (1864–1948), US-amerikanischer Jurist und Politiker
- Scott, George Gilbert (1811–1878), englischer Architekt
- Scott, George Herbert (1888–1930), britischer Luftfahrtpionier, Ingenieur und Offizier
- Scott, Geraldine Knight (1904–1989), US-amerikanische Landschaftsarchitektin
- Scott, Gery (1923–2005), britische Sängerin
- Scott, Giles (* 1987), britischer Segler
- Scott, Giles Gilbert (1880–1960), britischer Architekt
- Scott, Gloria (* 1946), US-amerikanische Soul-Sängerin
- Scott, Gordon (1927–2007), US-amerikanischer Schauspieler
- Scott, Gordon (* 1976), US-amerikanischer Basketballspieler
- Scott, Greg (* 1988), kanadischer Eishockeyspieler
- Scott, Guy (* 1944), sambischer Politiker

###### Scott, H
- Scott, Hannah (* 1999), britische Ruderin
- Scott, Hardie (1907–1999), US-amerikanischer Politiker
- Scott, Harriet (* 1993), irische Fußballspielerin
- Scott, Harvey D. (1818–1891), US-amerikanischer Politiker
- Scott, Hazel (1920–1981), US-amerikanische Jazzmusikerin und Schauspielerin
- Scott, Helen (* 1975), englische Juristin und Hochschullehrerin
- Scott, Helen (* 1990), britische Bahnradsportlerin und Paracycling-Pilotin
- Scott, Helena (1832–1910), australische naturkundliche Illustratorin und Lepidopterologin
- Scott, Henry, 3. Duke of Buccleuch (1746–1812), schottischer Adliger und Politiker
- Scott, Hillary (* 1983), US-amerikanische Pornodarstellerin und RegisseurinHillary Scott (* 1983)

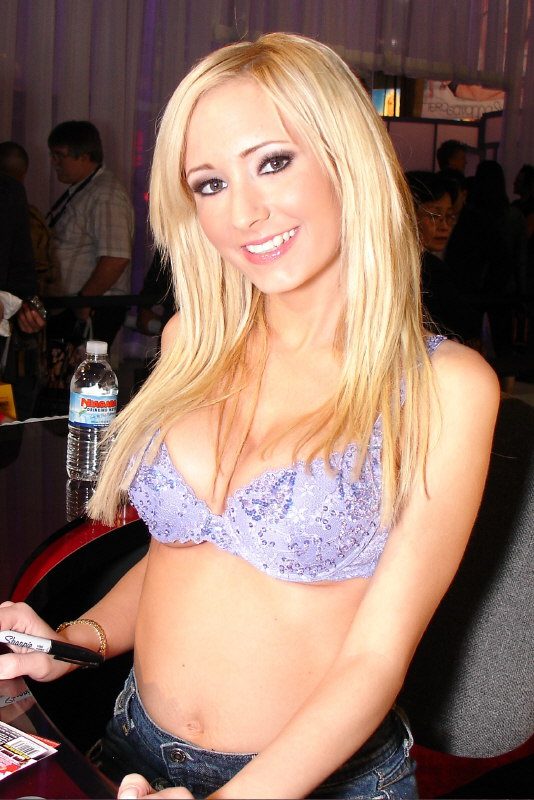
Hillary Scott (* 1983)

- Scott, Hillary (* 1986), US-amerikanische Countrysängerin
- Scott, Homer (1880–1956), US-amerikanischer Kameramann
- Scott, Howard (1890–1970), US-amerikanischer Ingenieur und Aktivist
- Scott, Hugh (1900–1994), US-amerikanischer Politiker der Republikanischen Partei
- Scott, Hugh L. (1853–1934), US-amerikanischer General
- Scott, Hugh Stowell (1862–1903), englischer Schriftsteller

###### Scott, I
- Scott, Ian (1915–1980), britischer Radrennfahrer

###### Scott, J
- Scott, Jack (1936–2019), kanadischer Country- und Rockabilly-Musiker
- Scott, Jackie (1933–1978), nordirischer Fußballspieler
- Scott, Jackson Robert (* 2008), US-amerikanischer Schauspieler
- Scott, Jacqueline (1931–2020), US-amerikanische Schauspielerin
- Scott, Jake (1945–2020), US-amerikanischer American-Football-Spieler und Canadian-Football-Spieler
- Scott, Jake (* 1965), britischer Film- und Musikvideoregisseur
- Scott, James (1886–1938), US-amerikanischer Ragtime-Pianist und -Komponist
- Scott, James (* 2000), schottischer Fußballspieler
- Scott, James Brown (1866–1943), amerikanischer Jurist, Mitbegründer der Amerikanischen Gesellschaft für internationales Recht
- Scott, James C. (1936–2024), amerikanischer Politologe
- Scott, James F. (1942–2020), US-amerikanischer Physiker
- Scott, James T., US-amerikanischer Offizier, Generalleutnant der US-Army
- Scott, James, 1. Duke of Monmouth (1649–1685), englischer ThronprätendentJames Scott, 1. Duke of Monmouth (1649–1685)

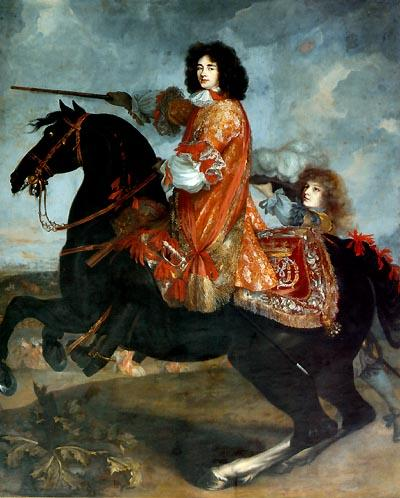
James Scott, 1. Duke of Monmouth (1649–1685)

- Scott, James, Earl of Dalkeith (1674–1705), schottischer Soldat
- Scott, Jane (* 1945), australische Filmproduzentin
- Scott, Janette (* 1938), englische Schauspielerin
- Scott, Jarvis (1947–2017), US-amerikanische Sprinterin
- Scott, Jean (* 1951), britische Eiskunstläuferin
- Scott, Jean Bruce (* 1956), US-amerikanische Schauspielerin
- Scott, Jerry (* 1955), US-amerikanischer Comiczeichner und Comicautor
- Scott, Jill (* 1952), australische Medienkünstlerin
- Scott, Jill (* 1972), US-amerikanische Neo Soulmusikerin, Jazz-Musikerin
- Scott, Jill (* 1987), britische FußballspielerinJill Scott (* 1987)

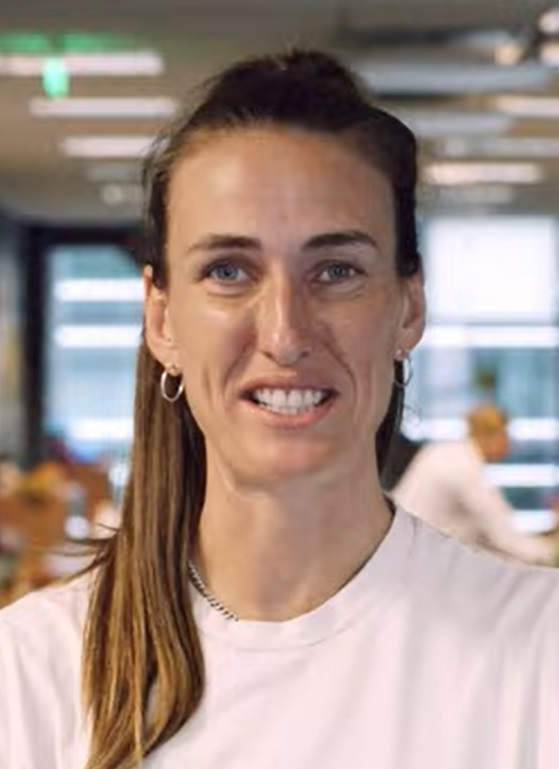
Jill Scott (* 1987)

- Scott, Jimmy (1925–2014), amerikanischer Jazzsänger
- Scott, Jo el (* 1971), US-amerikanischer Boxer
- Scott, Joan Wallach (* 1941), US-amerikanische Historikerin
- Scott, Jody (1923–2007), amerikanische Schriftstellerin
- Scott, John (1784–1850), US-amerikanischer Politiker
- Scott, John (1785–1861), US-amerikanischer Politiker
- Scott, John (1823–1888), britischer Entomologe
- Scott, John (1824–1903), US-amerikanischer Politiker
- Scott, John (1824–1896), US-amerikanischer Politiker (Republikanische Partei)
- Scott, John (* 1930), britischer Filmkomponist
- Scott, John (1934–1993), australischer Segler
- Scott, John (* 1944), australischer Filmeditor
- Scott, John (* 1951), schottischer Politiker
- Scott, John (1956–2015), britischer Organist
- Scott, John (* 1982), kanadischer Eishockeyspieler
- Scott, John A. (1867–1947), US-amerikanischer Klassischer Philologe
- Scott, John Guier (1819–1892), US-amerikanischer Politiker
- Scott, John Morin (1730–1784), amerikanischer Rechtsanwalt, Offizier und Politiker
- Scott, John Paul (1909–2000), US-amerikanischer Verhaltensgenetiker und Psychologe
- Scott, John R., nordirischer Badmintonspieler
- Scott, John Roger Kirkpatrick (1873–1945), US-amerikanischer Politiker
- Scott, John Russell (1879–1949), britischer Verleger
- Scott, John Walter (1845–1919), US-amerikanischer Briefmarkenhändler
- Scott, John, 1. Earl of Eldon (1751–1838), britischer Jurist, Politiker, Mitglied des House of Commons und Lordkanzler
- Scott, John, 9. Duke of Buccleuch (1923–2007), schottischer Adliger, Politiker, Mitglied des House of Commons und Landbesitzer
- Scott, Johnny († 2010), US-amerikanischer Jazzmusiker und Sänger
- Scott, Jonathan (* 1949), britischer Zoologe und Fotograf
- Scott, Jonathan (* 1976), britischer Organist und Pianist
- Scott, Jonathan R. (* 1973), britischer Schauspieler
- Scott, Jordan (* 1977), britische Regisseurin und Drehbuchautorin
- Scott, Jordan (* 1997), jamaikanischer Dreispringer
- Scott, Jordanne (* 1990), US-amerikanische Volleyballspielerin
- Scott, Josey (* 1972), US-amerikanischer Sänger
- Scott, Judith (1943–2005), amerikanische Textil-Künstlerin der Outsider Art
- Scott, Judith (* 1965), US-amerikanische Schauspielerin
- Scott, Judson (* 1952), US-amerikanischer Schauspieler
- Scott, Justin (* 1944), US-amerikanischer Autor

###### Scott, K
- Scott, K. Lee (* 1950), US-amerikanischer Lehrer, Musiker, Dirigent und Komponist
- Scott, Kara (* 1975), kanadisch-britische Moderatorin und Pokerspielerin
- Scott, Kate (* 1981), britische Journalistin und ModeratorinKate Scott (* 1981)

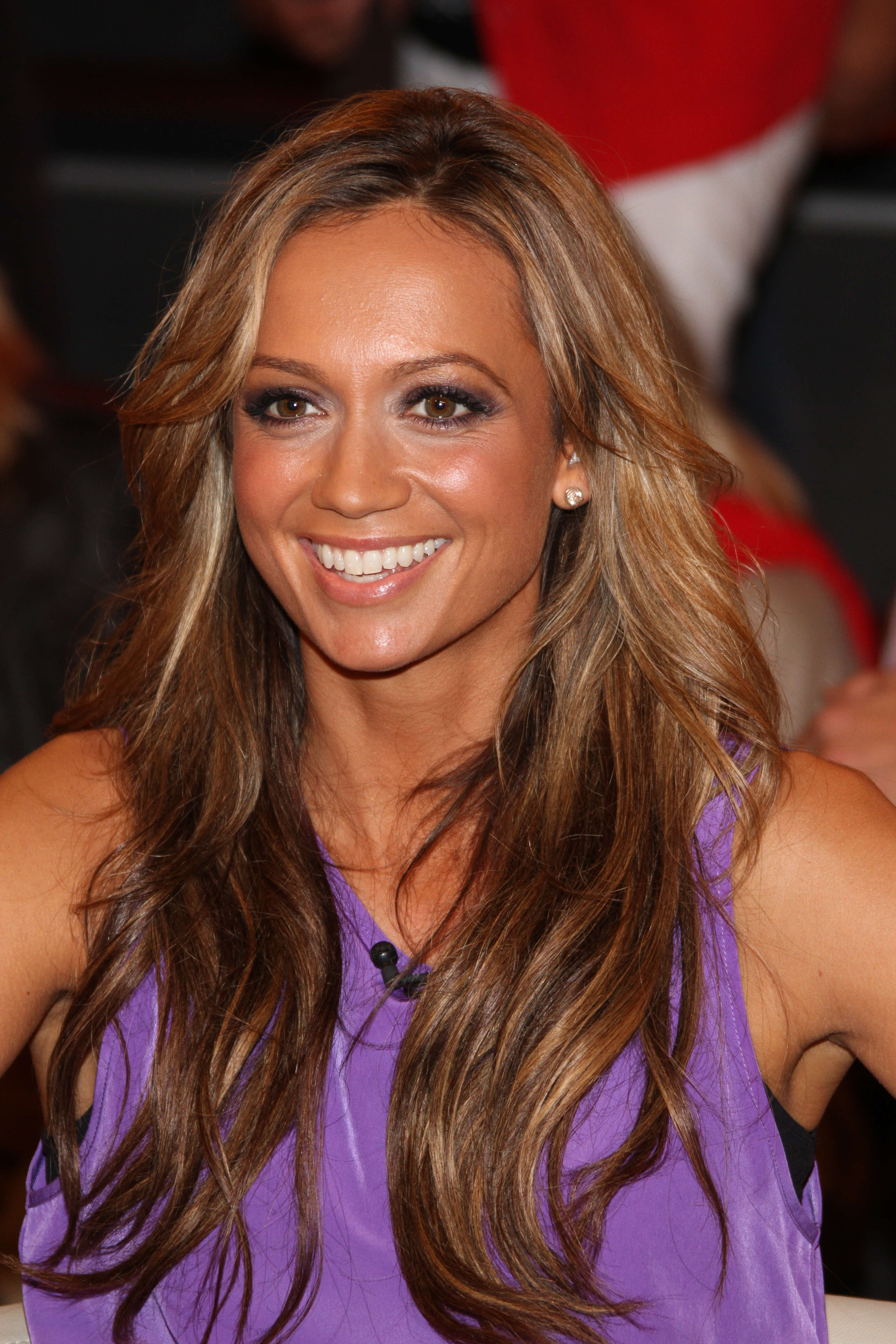
Kate Scott (* 1981)

- Scott, Kathleen (1878–1947), britische Bildhauerin
- Scott, Kathryn Leigh, US-amerikanische Schauspielerin, Autorin und Filmproduzentin
- Scott, Katrina (* 2004), US-amerikanische Tennisspielerin
- Scott, Keith (* 1954), kanadischer Musiker und Gitarrist
- Scott, Ken (* 1947), britischer Toningenieur und Musikproduzent
- Scott, Ken (* 1970), kanadischer Drehbuchautor, Regisseur und Schauspieler in Québec
- Scott, Kendrick (* 1980), amerikanischer Jazzmusiker (Schlagzeug, Komposition)
- Scott, Kevin (* 1965), schottischer Badmintonspieler und -funktionär
- Scott, Kevin (* 1978), US-amerikanischer Basketballschiedsrichter
- Scott, Killian (* 1985), irischer Schauspieler
- Scott, Kimberly (* 1961), US-amerikanische Schauspielerin
- Scott, Klea (* 1968), panamaisch-kanadische Schauspielerin
- Scott, Kristen (* 1995), US-amerikanische PornodarstellerinKristen Scott (* 1995)

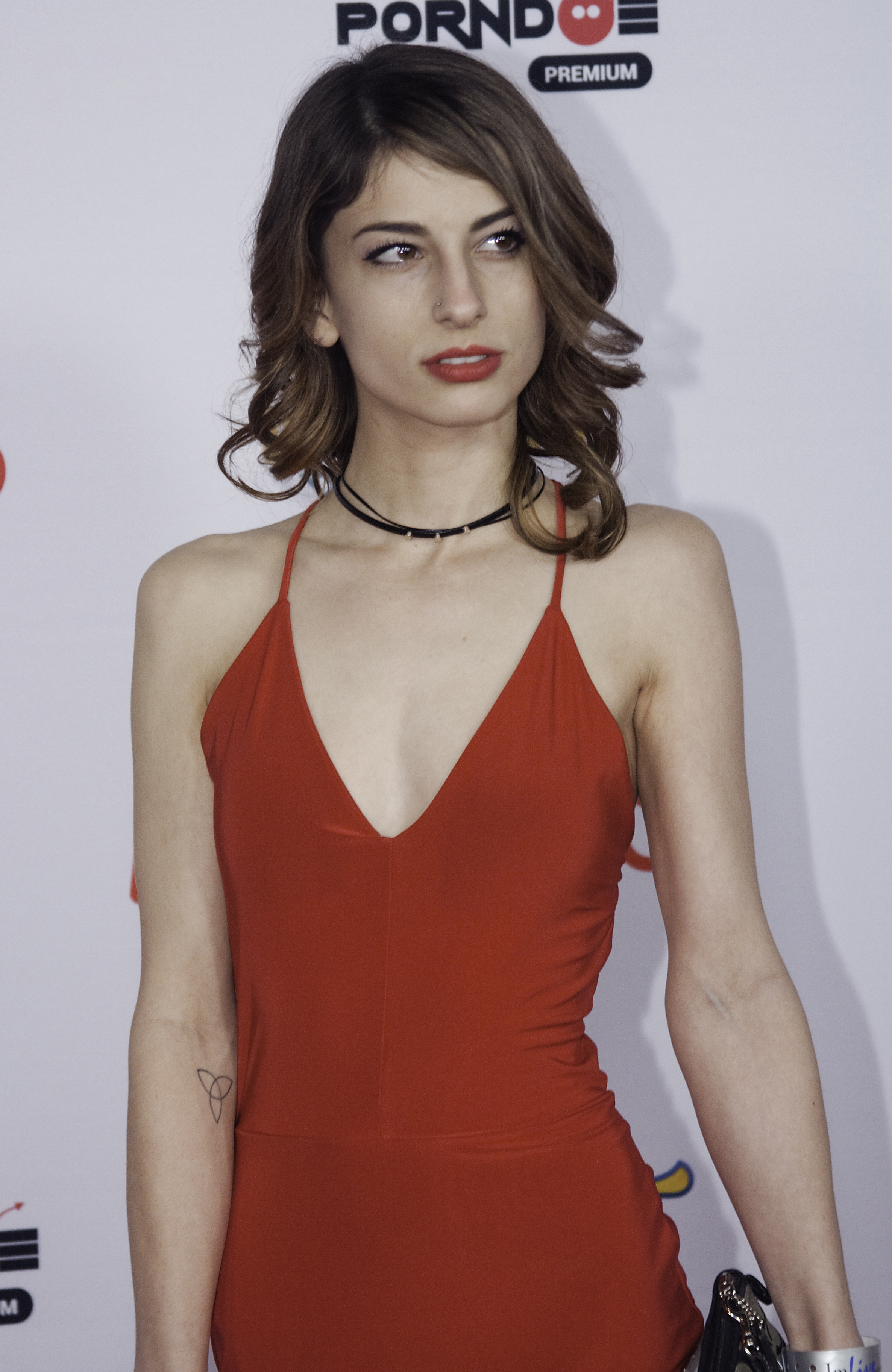
Kristen Scott (* 1995)

###### Scott, L
- Scott, Lannie (* 1908), US-amerikanischer Jazzmusiker
- Scott, Larry (1938–2014), US-amerikanischer Bodybuilder
- Scott, Larry (* 1964), US-amerikanischer Tennisspieler
- Scott, Larry B. (* 1961), US-amerikanischer Schauspieler, Regisseur und Filmproduzent
- Scott, Laurie (1917–1999), englischer Fußballspieler und -trainer
- Scott, Lee (* 1949), US-amerikanischer Manager
- Scott, Leigh (* 1972), US-amerikanischer Filmregisseur, Filmproduzent, Filmeditor und Drehbuchautor
- Scott, Leonard (* 1980), US-amerikanischer Leichtathlet
- Scott, Leslie (* 1955), britische Spieleautorin
- Scott, Leslie M. (1878–1968), US-amerikanischer Historiker, Zeitungsverleger und Politiker (Republikanische Partei)
- Scott, Lewis Allaire (1759–1798), US-amerikanischer Politiker
- Scott, Linda (* 1945), US-amerikanische Sängerin
- Scott, Linda Gaye (* 1943), US-amerikanische Schauspielerin
- Scott, Linda M. (* 1952), US-amerikanische Wirtschafts- und Kommunikationswissenschaftlerin
- Scott, Lisbeth (* 1968), US-amerikanische Sängerin und Songwriterin
- Scott, Lizabeth (1922–2015), US-amerikanische SchauspielerinLizabeth Scott (1922–2015)

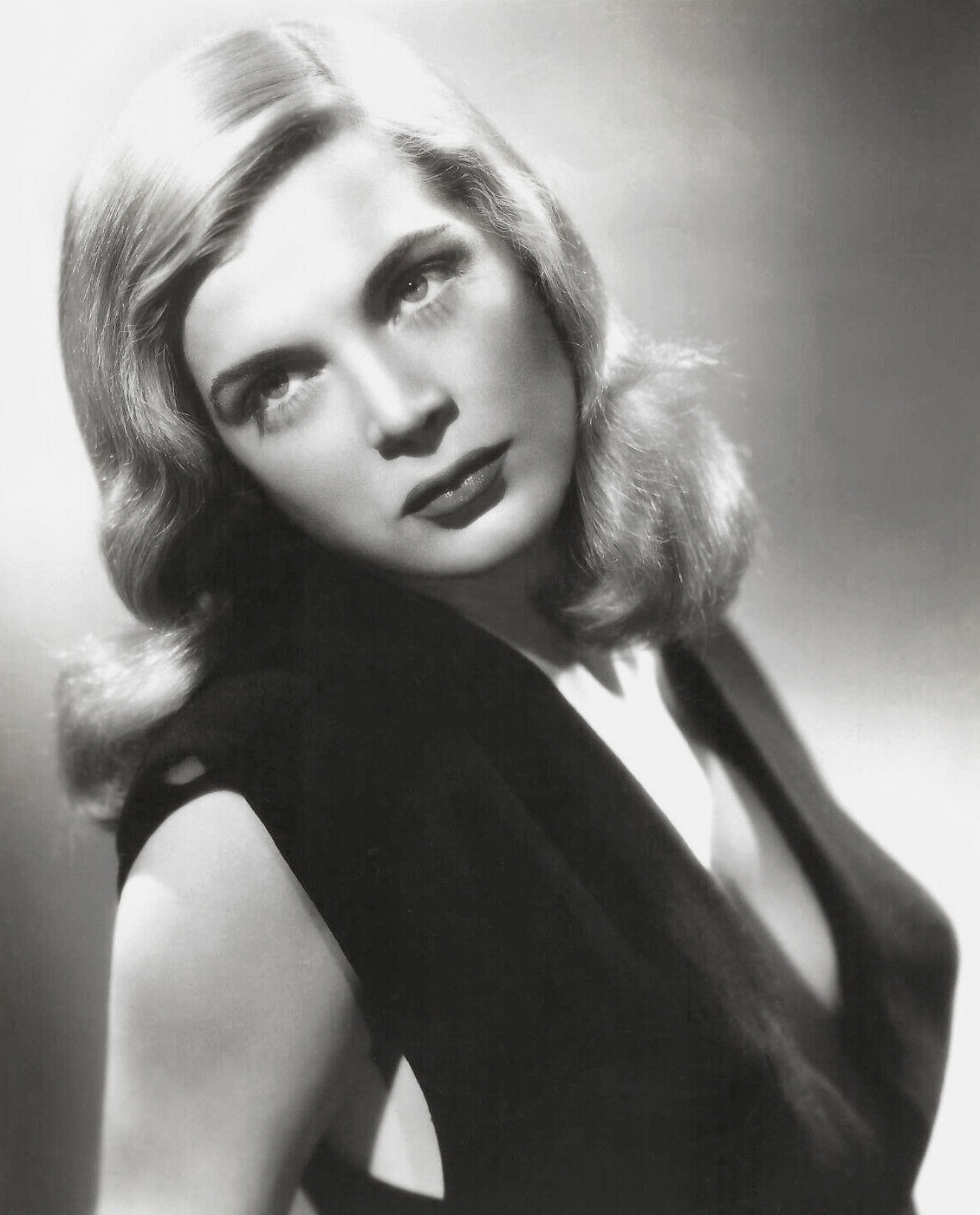
Lizabeth Scott (1922–2015)

- Scott, Lloyd (* 1902), US-amerikanischer Jazz-Schlagzeuger und Bandleader
- Scott, Lon A. (1888–1931), US-amerikanischer Politiker
- Scott, Lou (* 1945), US-amerikanischer Langstreckenläufer
- Scott, Louis († 1960), US-amerikanischer Langstreckenläufer
- Scott, Lucy (* 1971), britische Theater- und Filmschauspielerin
- Scott, Luke (* 1968), britischer Regisseur
- Scott, L’Wren (1964–2014), US-amerikanische Modedesignerin und Model
- Scott, Lyndsey (* 1984), US-amerikanisches Model und Softwareentwicklerin

###### Scott, M
- Scott, Mabel (1915–2000), US-amerikanische R&B- und Gospel-Sängerin
- Scott, MacKenzie (* 1970), US-amerikanische Geschäftsfrau, Philanthropin und Autorin
- Scott, Malik (* 1980), US-amerikanischer Schwergewichtsboxer
- Scott, Marc (* 1993), britischer Leichtathlet
- Scott, Margaretta (1912–2005), britische Schauspielerin
- Scott, Marielle (* 1991), US-amerikanische Schauspielerin
- Scott, Marilyn, US-amerikanische Gospel-, Blues- und R&B-Sängerin
- Scott, Marilyn (* 1949), US-amerikanische Jazzsängerin
- Scott, Marion (1922–2008), US-amerikanische Tänzerin, Choreographin und Tanzpädagogin
- Scott, Marion McCarrell (1843–1922), US-amerikanischer Pädagoge
- Scott, Martha (1912–2003), US-amerikanische SchauspielerinMartha Scott (1912–2003)

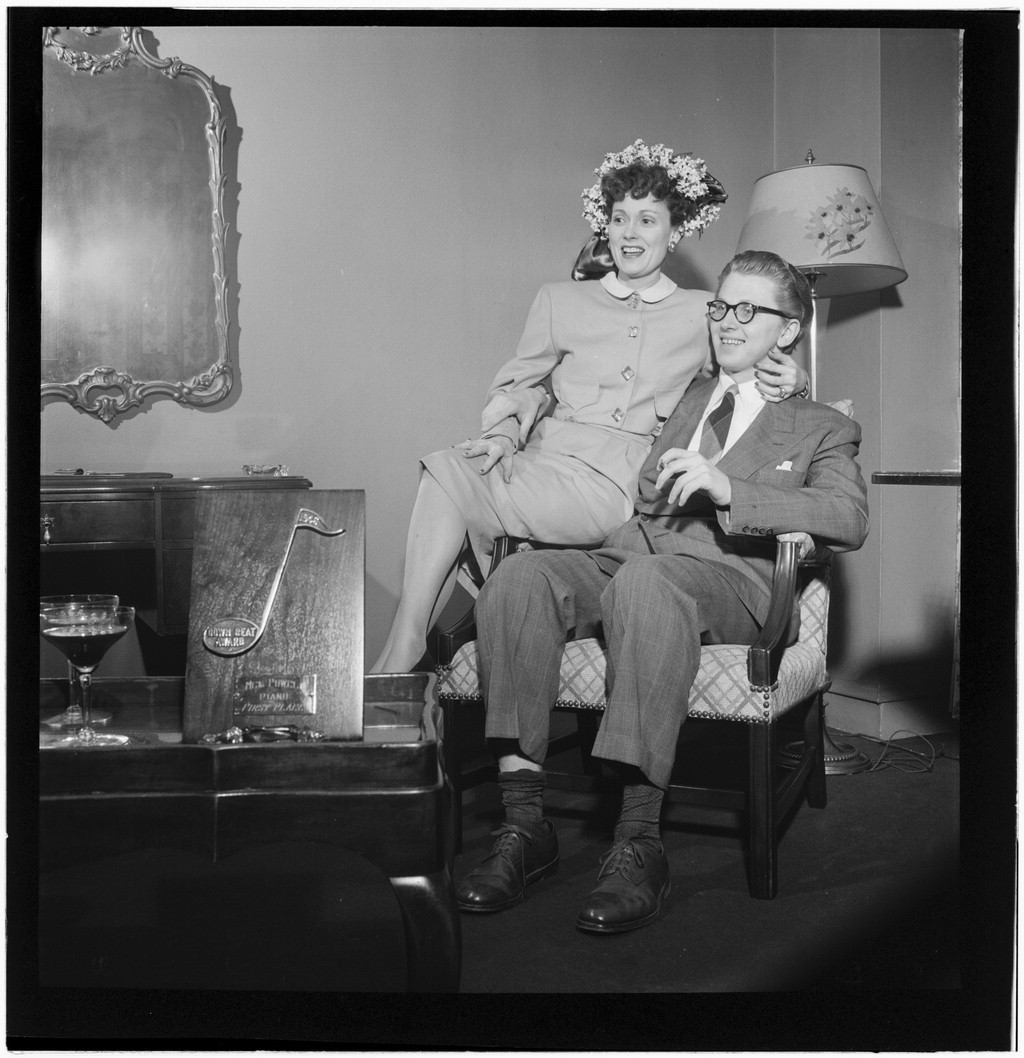
Martha Scott (1912–2003)

- Scott, Mary (1888–1979), neuseeländische Autorin
- Scott, Mary, 3. Countess of Buccleuch (1647–1661), schottische Adlige
- Scott, Matthew P. (* 1953), US-amerikanischer Genetiker und Entwicklungsbiologe
- Scott, Melissa (* 1960), US-amerikanische Autorin
- Scott, Michael, US-amerikanischer Film- und Fernsehregisseur sowie Produzent
- Scott, Michael (1905–1989), irischer Architekt
- Scott, Michael (1907–1983), britischer anglikanischer Geistlicher im südlichen Afrika
- Scott, Michael (* 1943), US-amerikanischer Computermanager
- Scott, Michael (* 1959), irischer Schriftsteller
- Scott, Michael Anthony (* 1986), US-amerikanischer Basketballspieler
- Scott, Michael J. F., kanadischer Film- und Fernsehregisseur und Filmproduzent
- Scott, Mike (* 1958), schottischer Sänger und Gitarrist
- Scott, Milly (* 1933), niederländische Sängerin und Fernseh-Schauspielerin
- Scott, Molly (* 1999), irische Sprinterin
- Scott, Moody (1944–2004), US-amerikanischer R&B- und Soulsänger
- Scott, Morton (1912–1992), US-amerikanischer Musikdirektor
- Scott, Muriel (1888–1963), schottisch-britische Suffragette

###### Scott, N
- Scott, Naomi (* 1993), britische Schauspielerin und SängerinNaomi Scott (* 1993)

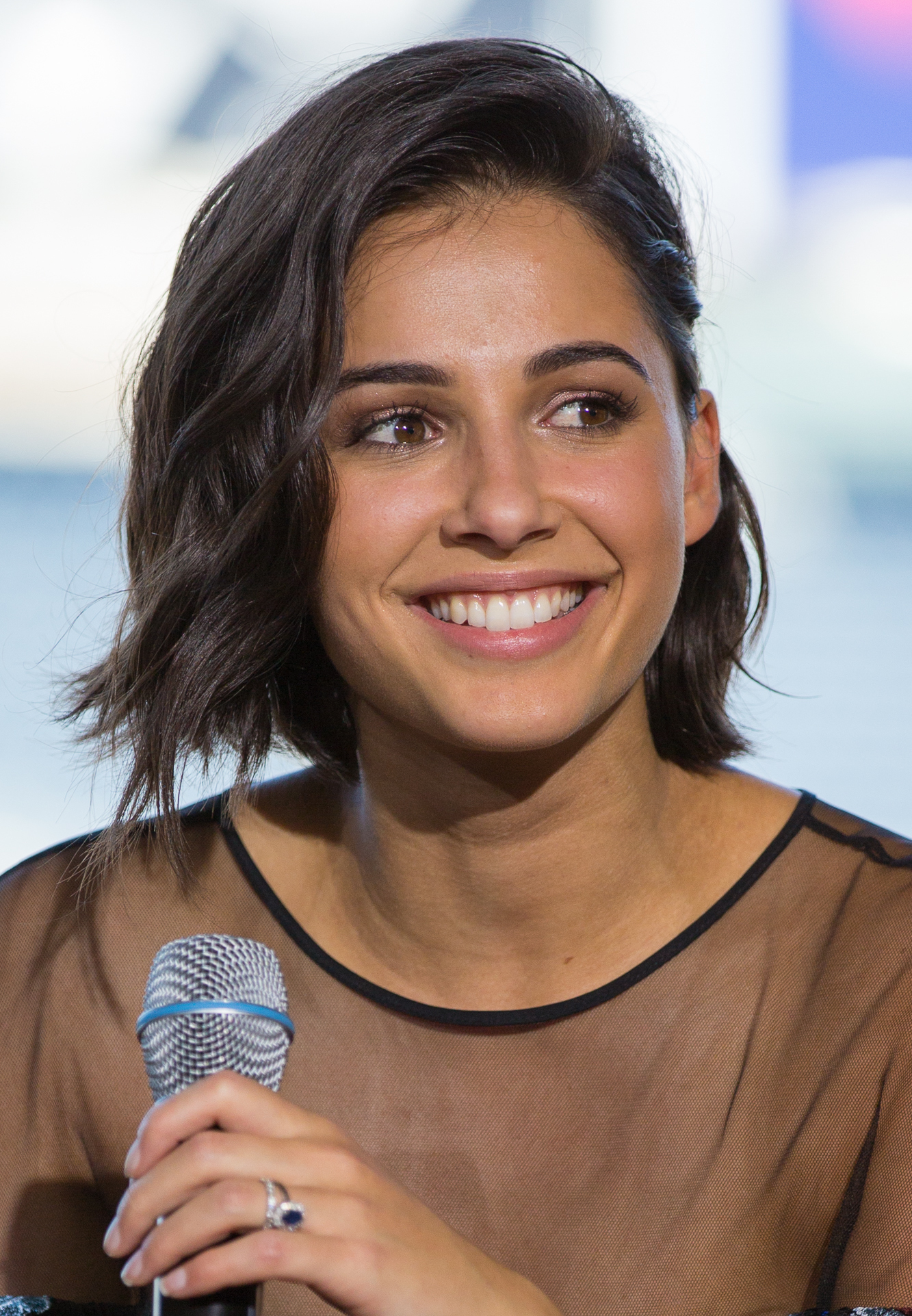
Naomi Scott (* 1993)

- Scott, Nathan B. (1842–1924), US-amerikanischer Politiker (Republikanische Partei)
- Scott, Neville (1935–2005), neuseeländischer Mittel- und Langstreckenläufer
- Scott, Nick (* 1995), US-amerikanischer American-Football-Spieler
- Scott, Nora E. (1905–1994), US-amerikanische Ägyptologin
- Scott, Norman (1889–1942), US-amerikanischer Konteradmiral im Zweiten Weltkrieg

###### Scott, O
- Scott, Owen (1848–1928), US-amerikanischer Politiker
- Scott, Oz (* 1949), US-amerikanischer Fernsehregisseur und -produzent

###### Scott, P
- Scott, Patric, Schweizer Sänger und Musicaldarsteller
- Scott, Patrick (1921–2014), irischer Maler und Architekt
- Scott, Paul (1920–1978), englischer Autor
- Scott, Paulo (* 1966), brasilianischer Dichter und Autor
- Scott, Peter (1931–2013), nordirischer Dieb
- Scott, Peter (* 1990), südafrikanischer Skirennläufer
- Scott, Peter Dale (* 1929), kanadischer Autor, Diplomat und Anglist
- Scott, Peter Graham (1923–2007), britischer Filmregisseur, Drehbuchautor, Filmproduzent und Filmeditor
- Scott, Peter Markham (1909–1989), britischer Ornithologe, Naturschützer und Maler
- Scott, Phil (* 1958), US-amerikanischer Politiker
- Scott, Pippa (1934–2025), US-amerikanische SchauspielerinPippa Scott (1934–2025)

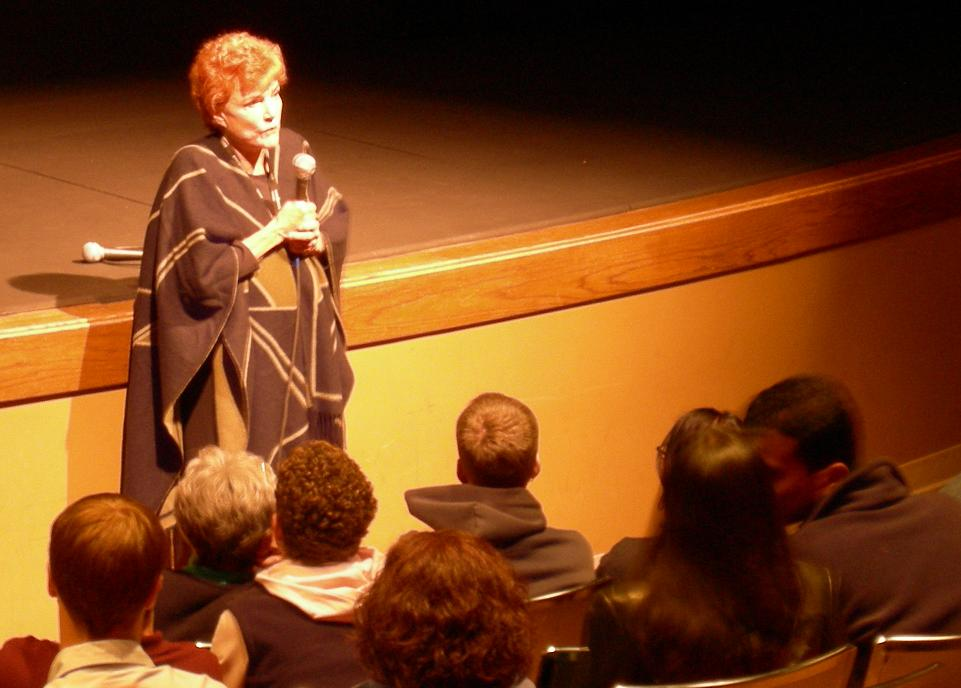
Pippa Scott (1934–2025)

###### Scott, R
- Scott, Rachel (1848–1905), schottisch-britische Journalistin, Frauenrechtlerin und Bildungsaktivistin
- Scott, Rachel Joy (1981–1999), US-amerikanische Schülerin, Opfer des Schulmassaker von Littleton
- Scott, Ralph (1894–1936), US-amerikanischer American-Football-Spieler und -Trainer
- Scott, Ralph James (1905–1983), US-amerikanischer Politiker
- Scott, Ramblin’ Tommy (1917–2013), US-amerikanischer Country- und Rockabilly-Musiker
- Scott, Randolph (1898–1987), US-amerikanischer Filmschauspieler
- Scott, Ray (1929–1999), US-amerikanischer Rockabilly-Musiker
- Scott, Ray (* 1969), US-amerikanischer Sänger
- Scott, Raymond (1908–1994), US-amerikanischer Komponist, Bandleader, Pianist, Ingenieur und Erfinder von elektronischen Musikinstrumenten
- Scott, Reid (* 1977), US-amerikanischer Schauspieler
- Scott, Renata (* 1937), österreichische Film-, Fernseh- und Theaterschauspielerin
- Scott, Rey (1905–1992), US-amerikanischer Journalist, Dokumentarfilmer und Fotograf
- Scott, Reynold (1944–2018), US-amerikanischer Jazzmusiker (Baritonsaxophon, Flöte, Komposition)
- Scott, Rhoda (* 1938), amerikanische Jazzorganistin
- Scott, Richard (* 1932), US-amerikanischer Soziologe
- Scott, Richard William (1825–1913), Politiker der Liberalen Partei Kanadas
- Scott, Richard, 10. Duke of Buccleuch (* 1954), schottischer Adeliger
- Scott, Richard, Baron Scott of Foscote (* 1934), britischer Richter und ehemaliger Lordrichter der Südafrikanischen Union
- Scott, Rick (* 1952), US-amerikanischer Politiker der Republikanischen Partei, Gouverneur des Bundesstaates Florida
- Scott, Ridley (* 1937), britischer Filmregisseur und ProduzentRidley Scott (* 1937)

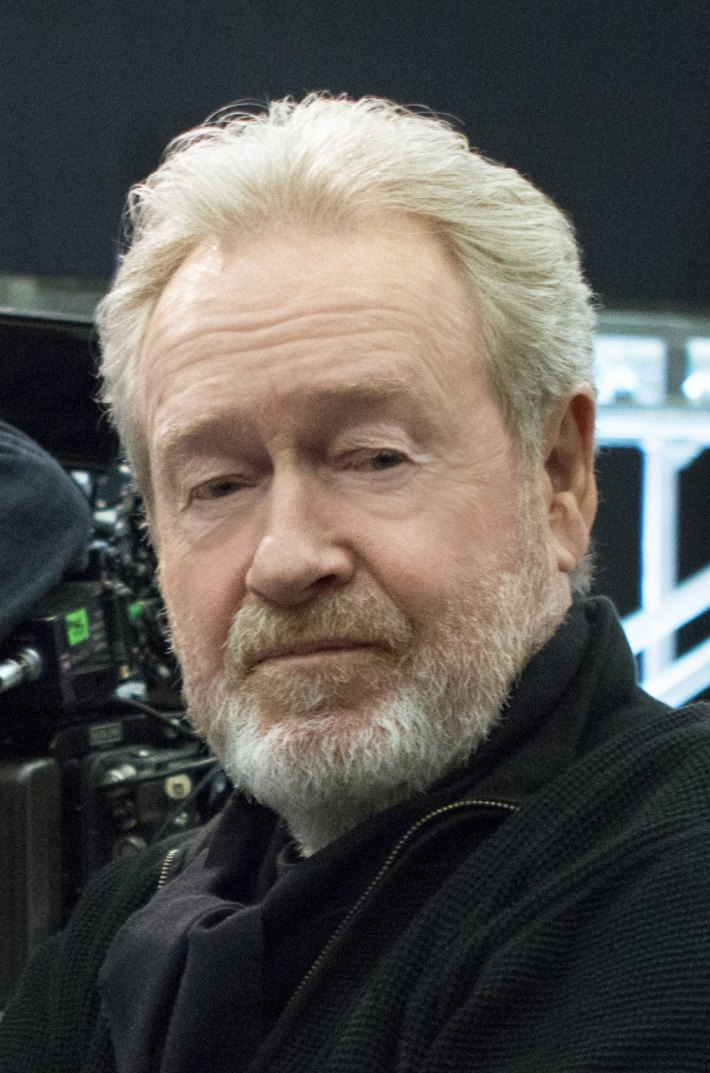
Ridley Scott (* 1937)

- Scott, Robbie († 2019), US-amerikanischer Jazzmusiker (Schlagzeug)
- Scott, Robert (1646–1714), schottischer Mediziner und kurhannoverischer Leibarzt
- Scott, Robert (1771–1841), schottischer Architektur- und Landschaftsstecher
- Scott, Robert (1811–1887), britischer Klassischer Philologe und Lexikograf
- Scott, Robert (* 1969), australischer Ruderer
- Scott, Robert (* 1990), schottisch-hongkonger Fußballspieler
- Scott, Robert (* 1998), britischer Radrennfahrer
- Scott, Robert Eden (1808–1862), amerikanischer Politiker
- Scott, Robert Falcon (1868–1912), britischer Marineoffizier und PolarforscherRobert Falcon Scott (1868–1912)

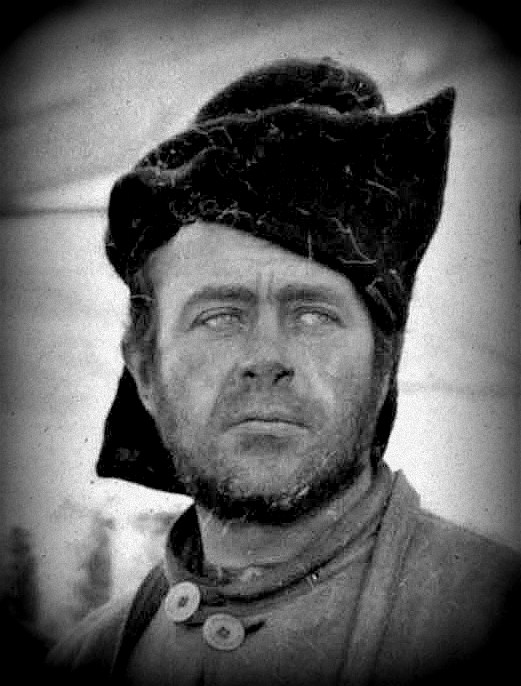
Robert Falcon Scott (1868–1912)

- Scott, Robert Henry (1833–1916), irischer Meteorologe
- Scott, Robert Kingston (1826–1900), US-amerikanischer Politiker und Gouverneur von South Carolina (1868–1872)
- Scott, Robert W. (1929–2009), US-amerikanischer Politiker
- Scott, Robin (* 1947), britischer Sänger und Musiker
- Scott, Ronald F. (1929–2005), US-amerikanischer Bauingenieur
- Scott, Ronnie (1927–1996), britischer Jazz-Saxophonist und Jazzclub-Gründer
- Scott, Rosalind, Baroness Scott of Needham Market (* 1957), britische Politikerin (Liberal Democrats)
- Scott, Ryan (* 1987), britischer Sprinter

###### Scott, S
- Scott, Sally (* 1991), britische Stabhochspringerin
- Scott, Samuel Parsons (1846–1929), US-amerikanischer Jurist
- Scott, Sarah (* 1983), US-amerikanische Schauspielerin
- Scott, Sarah Jane (* 1988), US-amerikanische Schlagersängerin
- Scott, Sean (* 1973), US-amerikanischer Beachvolleyballspieler
- Scott, Seann William (* 1976), US-amerikanischer SchauspielerSeann William Scott (* 1976)

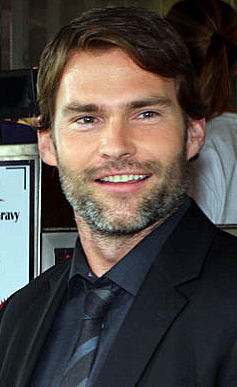
Seann William Scott (* 1976)

- Scott, Sharolyn (* 1983), costa-ricanische Hürdenläuferin
- Scott, Sheika (* 2006), costa-ricanische Fußballspielerin
- Scott, Sheila (1922–1988), britische Pilotin
- Scott, Shirley (1934–2002), US-amerikanische Jazzorganistin
- Scott, Simon (* 1971), britischer Musiker
- Scott, Skip (1941–2003), US-amerikanischer Autorennfahrer
- Scott, Sophie, Erfinderin eines Stenografiesystems für die deutsche Sprache
- Scott, Sophie (* 1996), britische Sängerin, Songwriterin und Musikerin
- Scott, Stefanie (* 1996), US-amerikanische Schauspielerin und Sängerin
- Scott, Stephen (* 1969), US-amerikanischer Jazzpianist
- Scott, Steve (* 1956), US-amerikanischer Mittel- und Langstreckenläufer
- Scott, Steven (* 1985), britischer Sportschütze
- Scott, Steven L, US-amerikanischer Computeringenieur
- Scott, Sue, britische Soziologin
- Scott, Susan (* 1977), britische Mittelstreckenläuferin
- Scott, Susan M. (* 1956), australische Physikerin

###### Scott, T
- Scott, Tavish (* 1966), schottischer Politiker
- Scott, Terry (1927–1994), britischer Schauspieler und Komiker
- Scott, Thomas (1739–1796), US-amerikanischer Politiker
- Scott, Thomas († 1870), Anhänger des Oranier-Ordens, handelnde Person der Red-River-Rebellion
- Scott, Thomas (1905–1976), britischer Generalmajor
- Scott, Thomas, US-amerikanischer Tonmeister
- Scott, Thomas Alexander (1823–1881), stellvertretender Kriegsminister im Amerikanischen Bürgerkrieg
- Scott, Thomas Edwin (1867–1937), britischer Generalleutnant
- Scott, Thomas Walter (1867–1938), kanadischer Politiker
- Scott, Tim (* 1937), englischer Bildhauer
- Scott, Tim (* 1965), US-amerikanischer Politiker der Republikanischen ParteiTim Scott (* 1965)

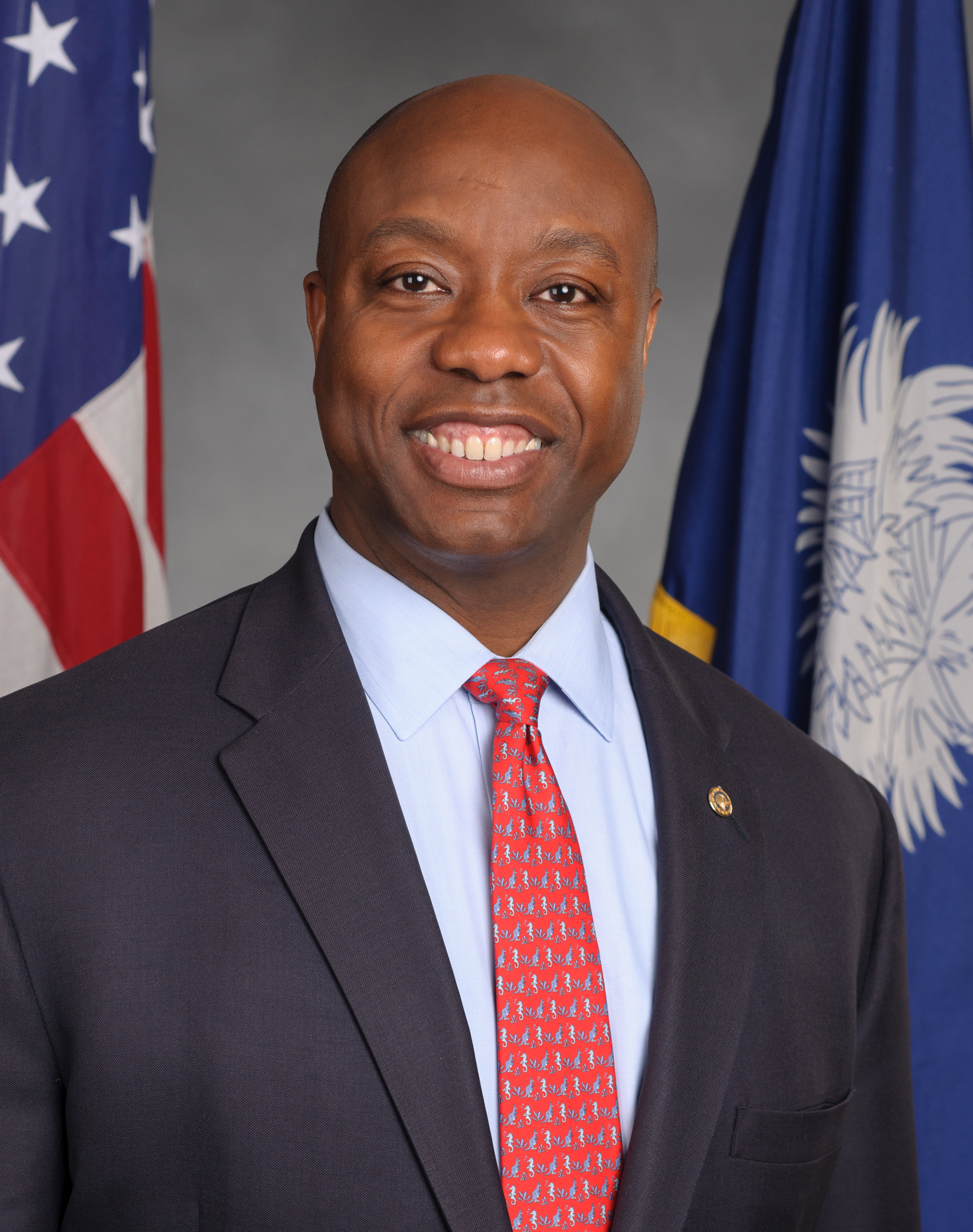
Tim Scott (* 1965)

- Scott, Timothy (1937–1995), US-amerikanischer Schauspieler
- Scott, Tom (1912–1961), US-amerikanischer Komponist und Sänger
- Scott, Tom (* 1948), US-amerikanischer Komponist, Arrangeur, Produzent, musikalischer Direktor und Saxophonist
- Scott, Tom (* 1984), britischer Webvideoproduzent und Webentwickler
- Scott, Tom Everett (* 1970), US-amerikanischer Schauspieler
- Scott, Tony (1921–2007), US-amerikanischer Jazzklarinettist
- Scott, Tony (1944–2012), britischer Filmregisseur
- Scott, Travis (* 1975), kanadischer Eishockeytorwart
- Scott, Travis (* 1991), US-amerikanischer RapperTravis Scott (* 1991)

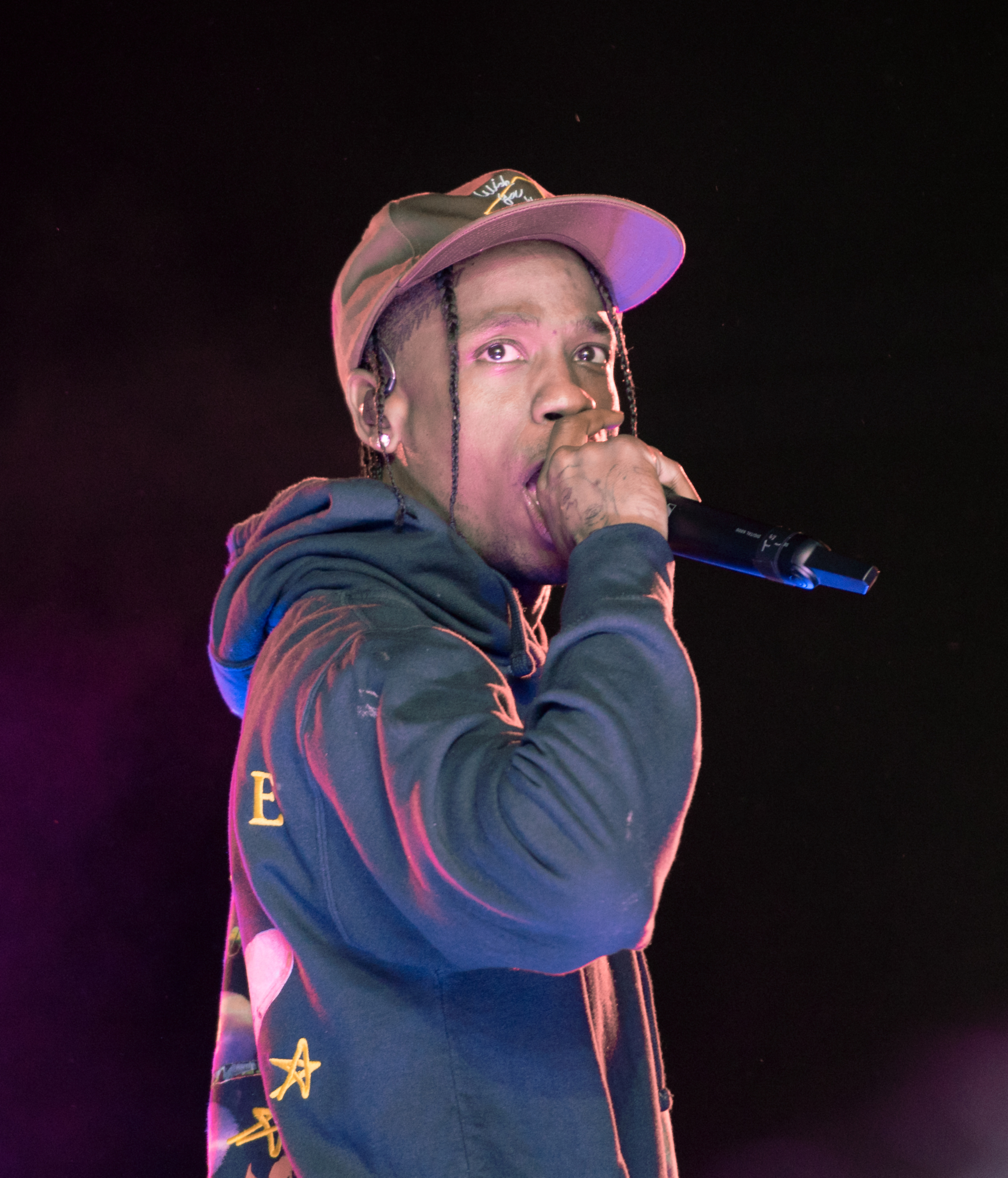
Travis Scott (* 1991)

- Scott, Tup (1858–1910), australischer Cricketspieler

###### Scott, V
- Scott, Vicki, US-amerikanische Animatorin, Comic-Künstlerin, Cartoonistin, Storyboardkünstlerin und Illustratorin

###### Scott, W
- Scott, W. Clifford M. Scott (1903–1997), kanadischer Psychoanalytiker, Psychiater und Hochschullehrer
- Scott, W. Kerr (1896–1958), US-amerikanischer Politiker (Demokratische Partei)
- Scott, Walter (1771–1832), schottischer Schriftsteller, der Historienromane schrieb
- Scott, Walter (1943–1983), US-amerikanischer Sänger
- Scott, Walter Dill (1869–1955), amerikanischer Psychologe, Pionier der angewandten Psychologie
- Scott, Walter F. (1856–1938), US-amerikanischer Politiker und Treasurer von Vermont
- Scott, Walter Lamar († 2015), US-amerikanisches Mordopfer
- Scott, Walter M. (1906–1989), US-amerikanischer Szenenbildner
- Scott, Warwick Lindsay (1892–1952), britischer Offizier und Staatsbeamter
- Scott, Willard (1934–2021), US-amerikanischer Berufsclown, Schauspieler und Schriftsteller
- Scott, Willard Warren, Jr. (1926–2009), US-amerikanischer Offizier, Generalleutnant der United States Army
- Scott, William (1884–1931), britischer Langstreckenläufer
- Scott, William (1913–1989), schottischer Maler
- Scott, William (1946–2020), britischer Geistlicher der Anglikanischen Gemeinschaft
- Scott, William Bell (1811–1890), englischer Maler, Stecher und Dichter
- Scott, William Berryman (1858–1947), US-amerikanischer Wirbeltier-Paläontologe
- Scott, William Harding (1862–1938), englischer Elektrotechniker
- Scott, William J. (1926–1986), amerikanischer Politiker der Republikaner
- Scott, William L. (1915–1997), US-amerikanischer Politiker (Republikanische Partei)
- Scott, William Lawrence (1828–1891), US-amerikanischer Politiker
- Scott, William Lee (* 1973), US-amerikanischer Schauspieler
- Scott, Winfield (1786–1866), US-amerikanischer General, Diplomat und PolitikerWinfield Scott (1786–1866)

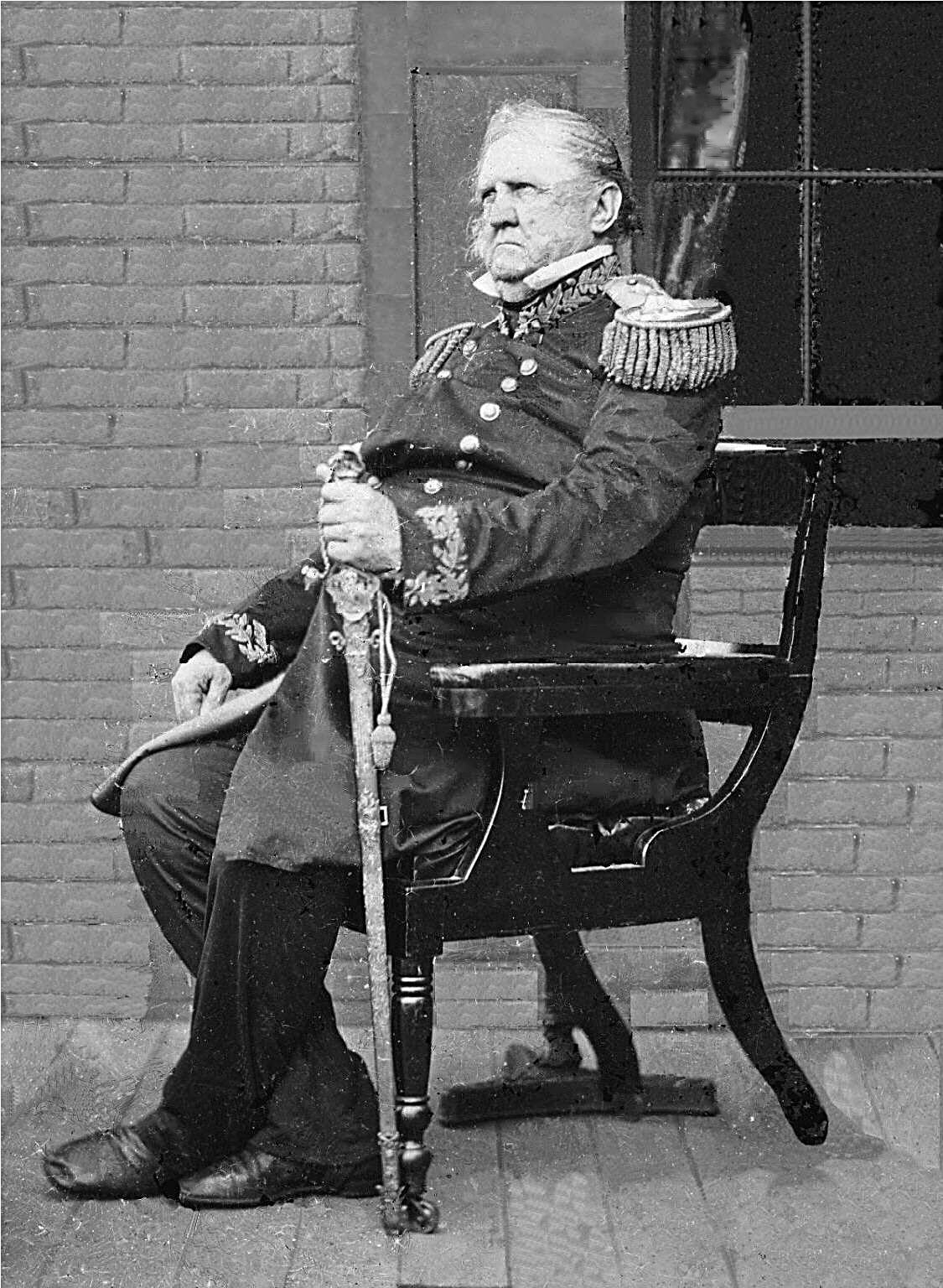
Winfield Scott (1786–1866)

- Scott, Winfield W. III (* 1952), US-amerikanischer Offizier, Generalmajor der US Air Force
- Scott, Winfield W. Jr. (1927–2022), US-amerikanischer Offizier, Generalleutnant der US Air Force
- Scott, Winston Elliott (* 1950), US-amerikanischer Astronaut

###### Scott, Z
- Scott, Zachary (1914–1965), US-amerikanischer Schauspieler

###### Scott-A
- Scott-Adams, Peggy (1948–2023), US-amerikanische Blues- und Soul-Sängerin
- Scott-Arruda, Danielle (* 1972), US-amerikanische Volleyballspielerin

###### Scott-B
- Scott-Barrett, David (1922–2004), britischer Offizier und Generalleutnant des Heeres, Kommandant des Britischen Sektors von Berlin
- Scott-Brown, Archie (1927–1958), britischer Autorennfahrer

###### Scott-D
- Scott-Douglas, James, 6. Baronet (1930–1969), britischer Adeliger und Autorennfahrer

###### Scott-E
- Scott-Efurd, Dominique (* 1992), südafrikanische Langstreckenläuferin
- Scott-Ellis, Thomas, 8. Baron Howard de Walden (1880–1946), britischer Peer und Olympiateilnehmer im Motorbootfahren

###### Scott-G
- Scott-Gatty, Alfred (1847–1918), britischer Komponist, Herold, Genealoge und Officer of Arms des Londoner College of Arms

###### Scott-H
- Scott-Heron, Gil (1949–2011), US-amerikanischer Musiker und DichterGil Scott-Heron (1949–2011)

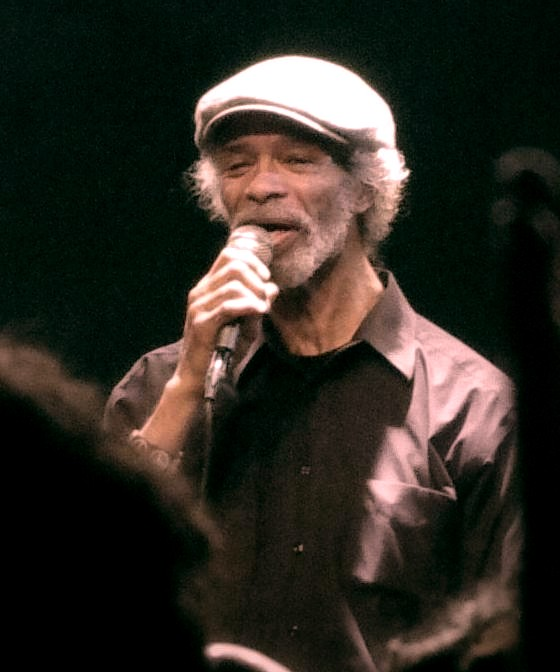
Gil Scott-Heron (1949–2011)

- Scott-Hopkins, James (1921–1995), britischer Politiker der Conservative Party

###### Scott-J
- Scott-Joynt, Michael (1943–2014), britischer Bischof

###### Scott-M
- Scott-Mitchell, Claude (* 1997), britisch-australische Schauspielerin
- Scott-Moncrieff, Alan (1900–1980), britischer Admiral

###### Scotta
- Scottà, Alessandro (* 1969), italienischer Freestyle-Skier
- Scotta, Carole (* 1966), französische Filmproduzentin
- Scotta, Frida (1871–1948), dänische Violinistin
- Scottà, Giancarlo (* 1953), italienischer Politiker (Lega Nord), MdEP

###### Scotte
- Scotter, William (1922–1981), britischer General

###### Scotti
- Scotti, Andrea (1931–2003), italienischer Schauspieler
- Scotti, Andrés (* 1975), uruguayischer Fußballspieler
- Scotti, Antonio (1866–1936), italienischer Sänger
- Scotti, Diego (* 1977), uruguayischer Fußballspieler
- Scotti, Domenico Angelo (* 1942), italienischer Geistlicher, emeritierter römisch-katholischer Bischof von Trivento
- Scotti, Edoardo (* 2000), italienischer Sprinter
- Scotti, Emil von (1848–1929), preußischer Generalleutnant
- Scotti, Filippo (* 1999), italienischer Schauspieler
- Scotti, Friedrich von (1889–1969), deutscher Generalleutnant im Zweiten Weltkrieg
- Scotti, Gerry (* 1956), italienischer Fernsehshowmaster, Schauspieler und ehemaliger Abgeordneter des italienischen Parlaments
- Scotti, Gianbernardino (1478–1568), Kardinal der Römischen Kirche
- Scotti, Giancarlo, italienischer Autorennfahrer
- Scotti, Giovanni (1911–1992), italienischer Eishockeyspieler
- Scotti, Giuseppe Antonio (* 1952), italienischer Geistlicher
- Scotti, Johann Josef (1787–1866), preußischer Verwaltungsbeamter, Herausgeber und Schriftsteller
- Scotti, Michael von (* 1941), deutscher Generalmajor
- Scotti, Ottavio (1904–1975), italienischer Filmarchitekt
- Scotti, Piero (1909–1976), italienischer Rennfahrer
- Scotti, Roger (1925–2001), französischer Fußballspieler
- Scotti, Vincenzo (* 1933), italienischer Politiker, Mitglied der Camera dei deputati
- Scotti, Vito (1918–1996), US-amerikanischer SchauspielerVito Scotti (1918–1996)

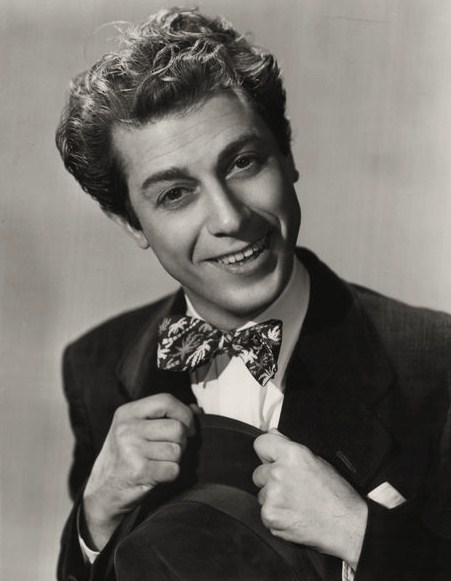
Vito Scotti (1918–1996)

###### Scotto
- Scotto, Jean Baptiste Joseph (1913–1993), algerischer Geistlicher und römisch-katholischer Bischof von Constantine
- Scotto, Marc-César (1888–1960), monegassischer Pianist, Dirigent und Komponist
- Scotto, Renata (1934–2023), italienische Opernsängerin (Sopran) und Opernregisseurin
- Scottoline, Lisa (* 1955), US-amerikanische Juristin und Schriftstellerin
- Scotton, William (1856–1893), englischer Cricketspieler

###### Scottu
- Scottus, Hieronymus, italienischer Abenteurer
- Scottus, Sedulius, irischer Dichter, Theologe und Gelehrter

###### Scotty
- Scotty 2 Hotty (* 1970), US-amerikanischer WrestlerScotty 2 Hotty (* 1970)

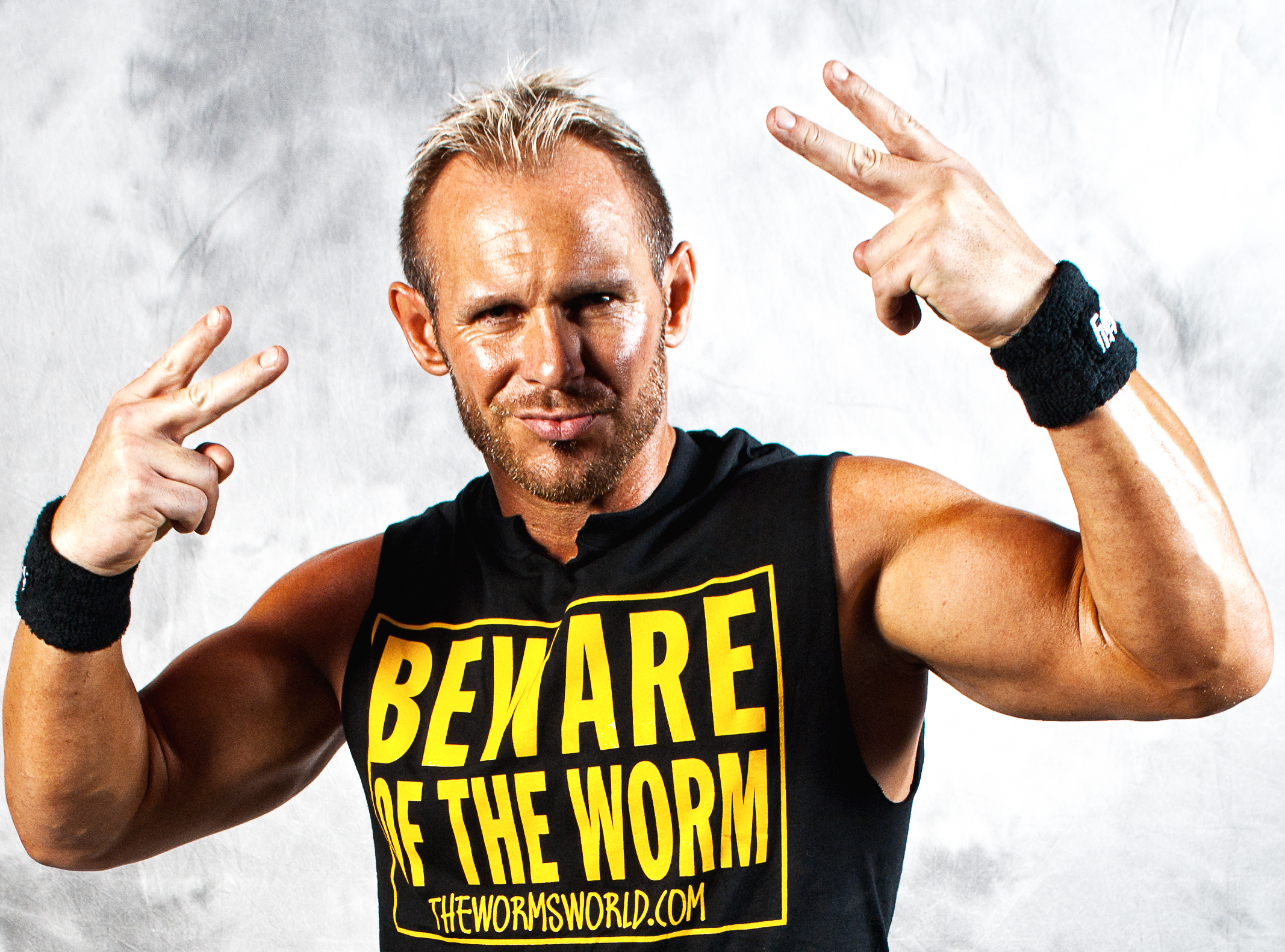
Scotty 2 Hotty (* 1970)

- Scotty, Charmaine, nauruische Politikerin
- Scotty, Dagabo, nauruischer Politiker
- Scotty, Elizabeth (* 2001), US-amerikanische Tennisspielerin
- Scotty, Ludwig (* 1948), nauruischer Politiker, Präsident (2003, 2004–2007)

##### Scotu
- Scotus, Michael, mittelalterlicher Philosoph, Mediziner, Alchemist und Astrologe

##### Scotv
- Scotvold, Mary (* 1946), US-amerikanische Eiskunstlauftrainerin

##### Scotz
- Scotzniovsky, Emilie (1815–1856), deutsche Dichterin und Verlegerin

#### Scou
- Scoular, Angela (1945–2011), britische Schauspielerin
- Scoular, Jimmy (1925–1998), schottischer Fußballspieler und -trainer
- Scourby, Alexander (1913–1985), US-amerikanischer Schauspieler sowie Sprecher von Hörbüchern und Film- und Fernsehdokumentationen
- Scourse, Frederick (* 1944), britischer Konteradmiral
- Scouten, Arthur (1910–1995), amerikanischer Theaterwissenschaftler
- Scoutetten, Henri (1799–1871), französischer Mediziner

#### Scov
- Scovenna, Fernanda (* 1988), argentinische Handballspielerin
- Scoville, Darrel (* 1975), kanadischer Eishockeyspieler
- Scoville, Jonathan (1830–1891), US-amerikanischer Politiker
- Scoville, Ray R. (1905–1990), US-amerikanischer Erfinder und Tontechniker
- Scoville, Wilbur (1865–1942), US-amerikanischer Pharmakologe
- Scovotti, Jeanette (* 1936), US-amerikanische Sopranistin
- Scovotti, Michael (* 1978), US-amerikanischer Schauspieler und Synchronsprecher

#### Scow
- Scowcroft, Brent (1925–2020), US-amerikanischer Generalleutnant, Militärassistent von Präsident Richard Nixon, Sicherheitsberater der Präsidenten Gerald Ford und George Bush
- Scown, Rebecca (* 1983), neuseeländische Ruderin

#### Scoz
- Scoz, Egon (1951–2002), österreichischer Maler
- Scozzina, Luis Antonio (* 1951), argentinischer Ordensgeistlicher, römisch-katholischer Bischof von Orán
- Scozzina, Raúl Marcelo Pacífico (1921–2011), argentinischer Geistlicher, Bischof von Formosa
- Scozzoli, Fabio (* 1988), italienischer Brustschwimmer

### Scr
- Scramuzza, Vincent (1886–1956), US-amerikanischer Althistoriker
- Scranowitz, Paul, deutscher Fußballspieler
- Scranton, George W. (1811–1861), US-amerikanischer Politiker
- Scranton, Joseph A. (1838–1908), US-amerikanischer Politiker
- Scranton, William (1917–2013), US-amerikanischer Politiker
- Scranton, William Worthington (* 1947), US-amerikanischer Politiker
- Scratch, US-amerikanischer Hip-Hop-Musiker
- Scratuglia, Giovanni Ivan, italienischer Schauspieler
- Scrayen, Hugo (* 1942), belgischer Radrennfahrer
- Screciu, Vladimir (* 2000), rumänischer Fußballspieler
- Screech, Timon (* 1961), britischer Kunsthistoriker
- Scremin, Claudio (* 1968), kanadischer Eishockeyspieler
- Scremin, Sergio (* 1963), italienischer Radrennfahrer
- Screta, Heinrich (1637–1689), Schweizer Mediziner
- Screwaholic (* 1980), deutscher Hip-Hop-Produzent
- Scriba, Bodo (1939–2023), deutscher Jurist, Filmproduzent und Unternehmer
- Scriba, Bodo von (1863–1939), preußischer Generalleutnant, Chefredakteur des Militär-Wochenblattes
- Scriba, Carl (1823–1883), Bürgermeister und Landtagsabgeordneter im Großherzogtum Hessen
- Scriba, Christoph (1929–2013), deutscher Mathematikhistoriker
- Scriba, Dietrich Peter (1736–1774), deutscher evangelisch-lutherischer Geistlicher, Pädagoge, Advokat, Autor und Lyriker
- Scriba, Eduard (1808–1837), Vormärz-Revolutionär
- Scriba, Hanswolf (1927–2008), deutscher Kirchenmusiker
- Scriba, Heinrich Eduard (1802–1857), deutscher Pfarrer und Historiker
- Scriba, Hermann (1888–1976), deutscher Theologe
- Scriba, Johann Georg (1769–1826), großherzoglich hessischer Wirklicher Geheimer Staatsrat, Sektionschef des hessischen Kriegsministeriums und Mitglied im Staatsrat des Großherzogtums Hessen
- Scriba, Julius (1848–1905), deutscher Chirurg und Professor an der Universität Tokio
- Scriba, Julius (1866–1937), deutscher Pharmazeut
- Scriba, Ludwig Gottlieb (1736–1804), deutscher Entomologe und evangelischer Pfarrer
- Scriba, Nanette, deutsche Chansonsängerin
- Scriba, Peter C. (* 1935), deutscher Internist und Endokrinologe
- Scriba, Sibylle (* 1955), deutsche Mikrobiologin, Ministerial- und parteilose politische Beamtin
- Scriba, Wilhelm Gottlieb Friedrich (1767–1830), deutscher Theologe
- Scriba-Hermann, Barbara (* 1967), deutsche politische Beamtin
- Scribani Rossi, Luca (* 1960), italienischer Sportschütze
- Scribe, Eugène (1791–1861), französischer Dramatiker und LibrettistEugène Scribe (1791–1861)

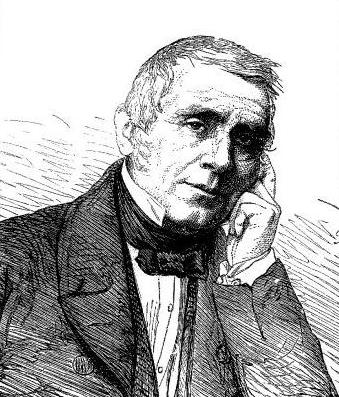
Eugène Scribe (1791–1861)

- Scribner, Arthur Hawley (1859–1932), US-amerikanischer Verleger
- Scribner, Belding (1921–2003), US-amerikanischer Mediziner
- Scribner, Don, US-amerikanischer Schauspieler, Synchronsprecher, Autor, Lehrer und Schuldirektor
- Scribner, G. Hilton (1831–1910), US-amerikanischer Jurist und Politiker
- Scribner, Marcus (* 2000), US-amerikanischer Schauspieler und Synchronsprecher
- Scribner, Robert W. (1941–1998), australischer Historiker
- Scribner, Rodney L. (* 1935), US-amerikanischer Politiker
- Scribner, Wiley (1840–1889), US-amerikanischer Politiker
- Scribonia, zweite Ehefrau des AugustusScribonia

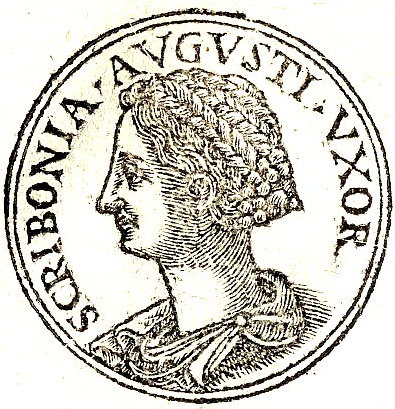
Scribonia

- Scribonianus, Lucius Arruntius Camillus († 42), römischer Konsul 32
- Scribonius, König des Bosporanischen Reiches
- Scribonius Curio, Gaius, römischer Politiker
- Scribonius Curio, Gaius († 53 v. Chr.), römischer Politiker, Konsul 76 v. Chr.
- Scribonius Curio, Gaius (90 v. Chr.–49 v. Chr.), Politiker und Volkstribun in der römischen Republik
- Scribonius Largus, römischer Arzt
- Scribonius Libo Drusus, Marcus († 16), römischer Politiker, Prätor 16
- Scribonius Libo, Lucius, römischer Politiker
- Scribonius Libo, Lucius, römischer Politiker, Konsul 34 v. Chr.
- Scribonius Libo, Lucius, römischer Politiker, Konsul 16
- Scribonius, Wilhelm Adolf (1550–1600), Philosoph, Mediziner und Lehrer, Hexentheoretiker
- Scrima, Andrea (* 1960), US-amerikanische Installationskünstlerin und Kunstkritikerin
- Scrimali, Caro (* 1976), deutsche Schauspielerin
- Scrimali, Lillo (* 1973), deutscher Keyboarder
- Scrimgeour, Sam (* 1988), britischer Ruderer
- Scrimm, Angus (1926–2016), US-amerikanischer SchauspielerAngus Scrimm (1926–2016)

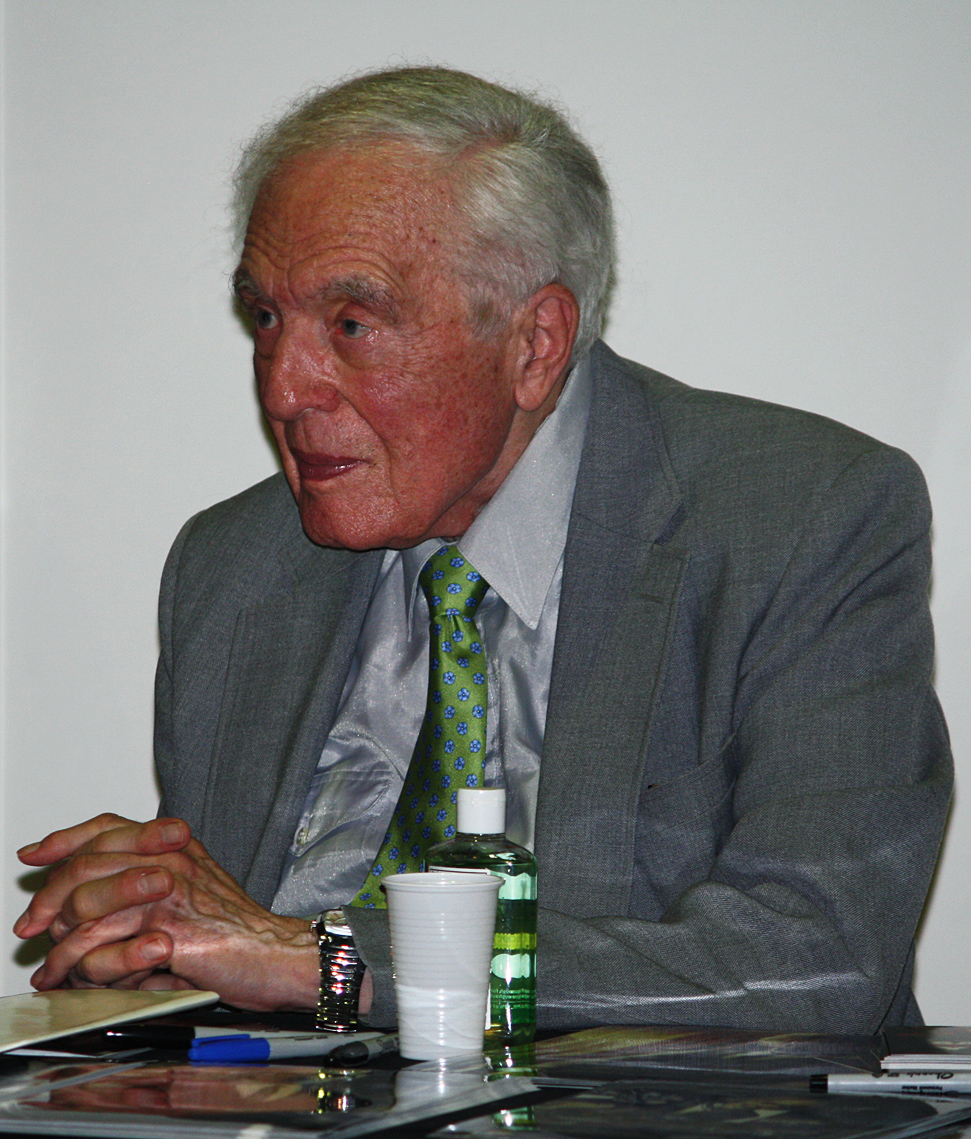
Angus Scrimm (1926–2016)

- Scrinari, Valnea (1922–2010), italienische Klassische Archäologin
- Scrinci, Jan Antonín (1697–1773), böhmischer Arzt und Wissenschaftler
- Scrine, Gilbert Frederick, australischer Filmproduzent und Filmregisseur
- Scrinius, Michael († 1585), deutscher Logiker und Chronist
- Scrinzi, Joana (* 1981), österreichische Filmeditorin
- Scrinzi, Luis (1847–1890), Baumeister in Südtirol
- Scrinzi, Otto (1918–2012), österreichischer Neurologe, Publizist und Politiker (VdU, FPÖ), Landtagsabgeordneter, Abgeordneter zum Nationalrat
- Scripcenco, Almira (* 1976), französische Schachspielerin
- Scripps, Ellen Browning (1836–1932), amerikanische Journalistin, Frauenrechtlerin, Unternehmerin und Philanthropin
- Scripps, John Martin (1959–1996), britischer Mörder
- Scriptoris, Paul († 1505), Franziskaner und Theologe
- Scriven, Joseph M. (1819–1886), irisch-kanadischer Lehrer, Prediger und Kirchenliederdichter
- Scriven, Laurence Edward (1931–2007), US-amerikanischer Chemieingenieur
- Scriven, Margaret (1912–2001), britische Tennisspielerin
- Scriven, Olivia (* 1997), kanadische Schauspielerin und Sängerin
- Scriven, Paul, Baron Scriven (* 1966), britischer Politiker, Life Peer
- Scrivener, Charles (1855–1923), australischer Vermesser
- Scrivener, Christiane (1925–2024), französische Politikerin, MdEP und EU-Kommissarin
- Scrivener, Frederick Henry Ambrose (1813–1891), britischer Textkritiker des Neuen Testaments, anglikanischer Pfarrer und Mitglied des English New Testament Revision Committee
- Scrivener, Patrick (1897–1966), britischer Botschafter
- Scrivener, Ronald Stratford (1919–2001), britischer Botschafter
- Scrivens, Ben (* 1986), kanadischer Eishockeytorwart
- Scrivens, Jean (* 1935), britische Sprinterin
- Scriver, Charles (1930–2023), kanadischer Kinderarzt und Humangenetiker
- Scriver, Christian (1629–1693), deutscher lutherischer Geistlicher, Erbauungsschriftsteller und KirchenlieddichterChristian Scriver (1629–1693)

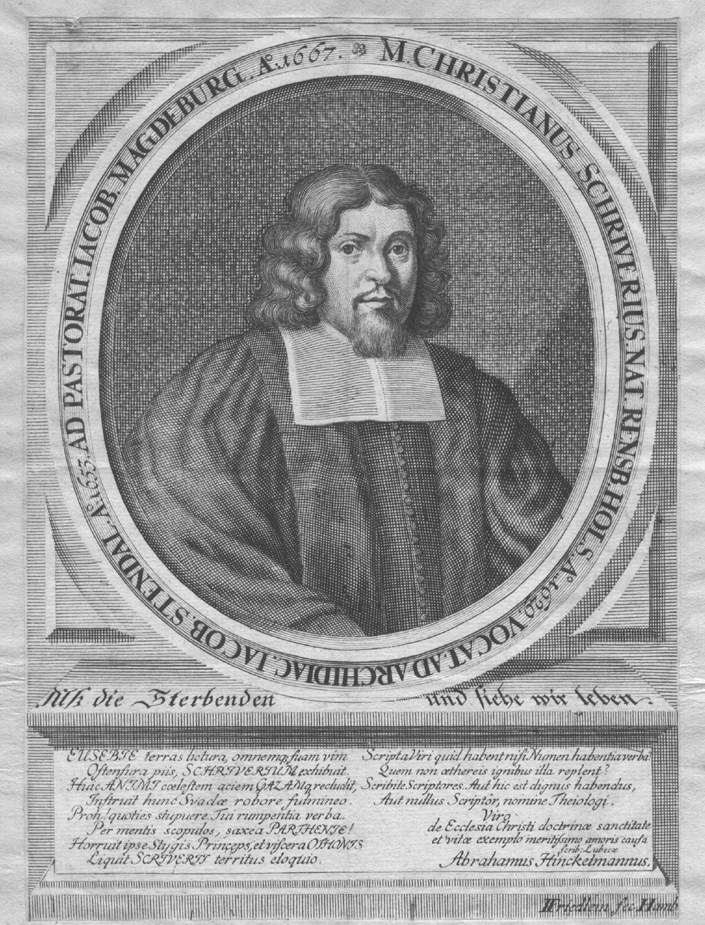
Christian Scriver (1629–1693)

- Scriver, Robert (1914–1999), US-amerikanisch-kanadischer Bildhauer
- Scriverius, Petrus (1576–1660), niederländischer Philologe
- Scrivner, Errett P. (1898–1978), US-amerikanischer Politiker
- Scrofano, Melanie (* 1981), kanadische SchauspielerinMelanie Scrofano (* 1981)

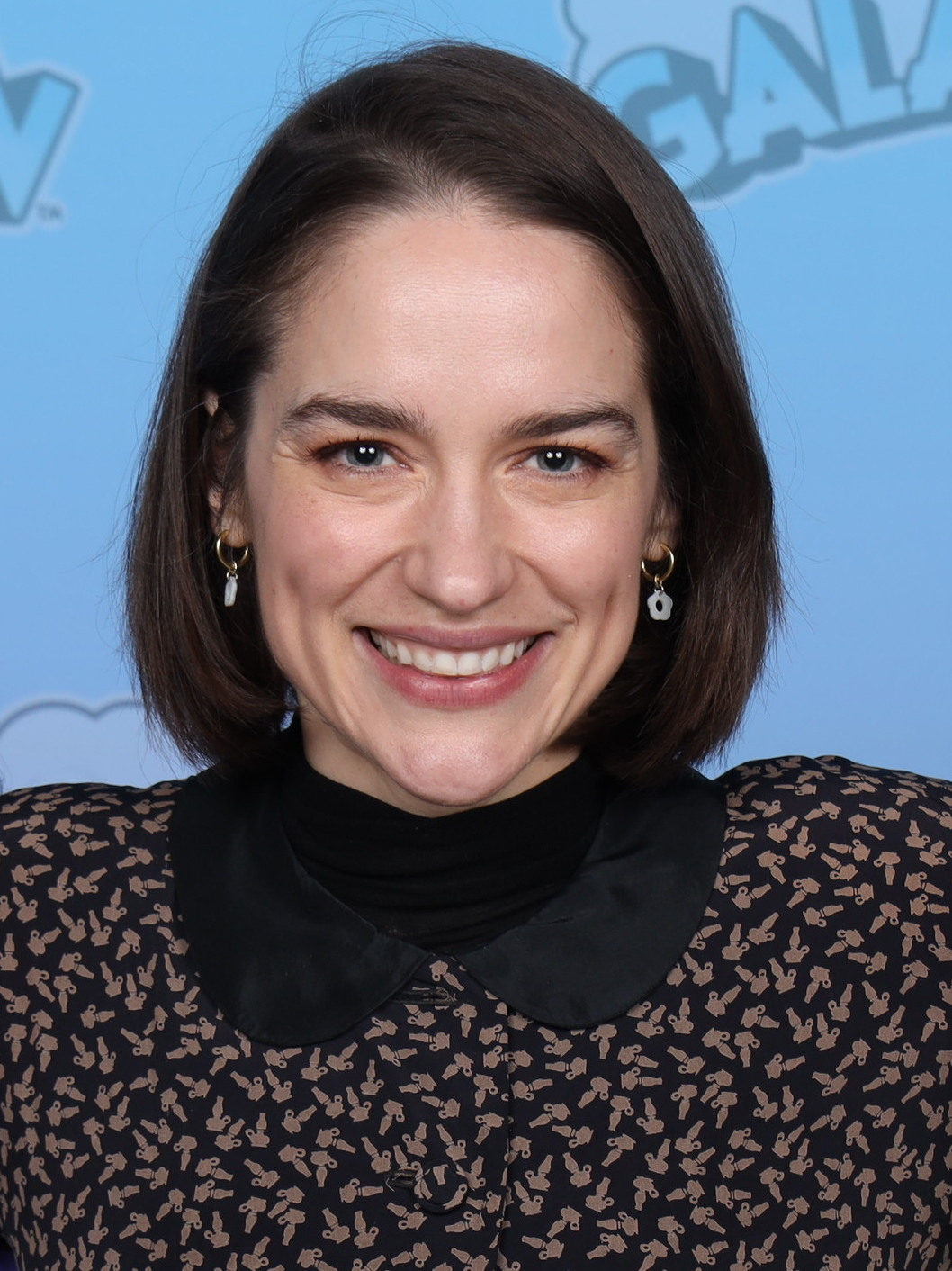
Melanie Scrofano (* 1981)

- Scroggins, Janice (1955–2014), US-amerikanische Blues- und Jazzpianistin
- Scroggy, Thomas E. (1843–1915), US-amerikanischer Politiker
- Scrope, George Julius (1797–1876), englischer Geologe
- Scrope, Henry, 3. Baron Scrope of Masham († 1415), englischer Adliger
- Scrope, Stephen, 2. Baron Scrope of Masham († 1406), englischer Adliger
- Scrope, Thomas, 5. Baron Scrope († 1475), englischer Adliger
- Scroppo, Filippo (1910–1993), italienischer Maler der Moderne
- Scrosati, Bruno (1937–2024), italienischer Chemiker und Hochschullehrer, Elektrochemiker
- Scrosoppi, Aloisius (1804–1884), italienischer katholischer Geistlicher, Heiliger
- Scrotes, Guillem († 1553), flämischer Maler
- Scrovegni, Enrico, italienischer Bankier
- Scrubb, Philip (* 1992), kanadischer Basketballspieler
- Scrubb, Thomas (* 1991), kanadischer Basketballspieler
- Scrufizzer (* 1990), englischer Grime-Musiker
- Scruggs, Earl (1924–2012), US-amerikanischer Bluegrass-Musiker
- Scruggs, Lauren (* 2003), US-amerikanische Florettfechterin
- Scruggs, Rodney (* 1983), deutscher Basketballspieler
- Scrugham, James Graves (1880–1945), US-amerikanischer Politiker
- Scrunter, trinidadischer Calypso- und Parang-Soca-Musiker
- Scrutchins, Ed (* 1941), US-amerikanischer American-Football-Spieler
- Scruton, Roger (1944–2020), britischer Schriftsteller und PhilosophRoger Scruton (1944–2020)

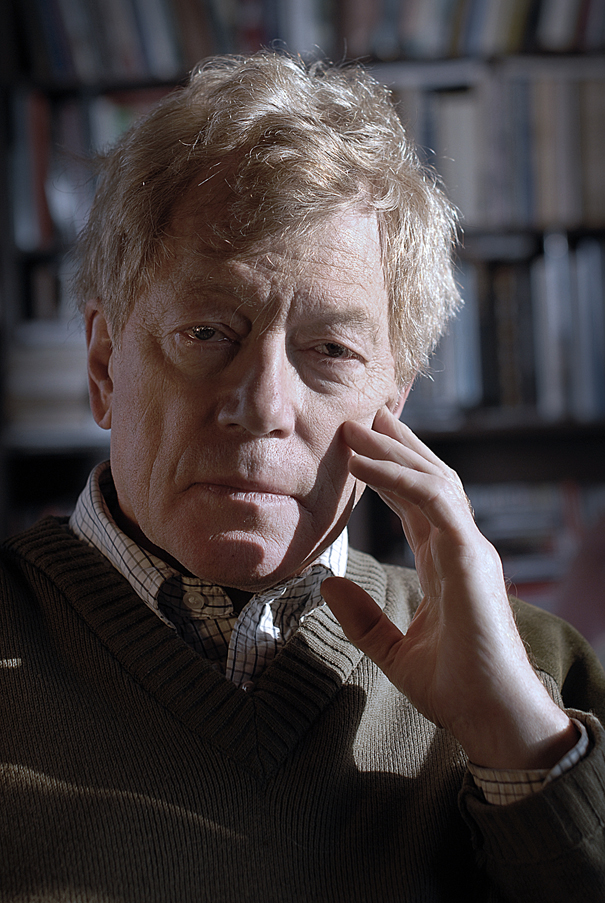
Roger Scruton (1944–2020)

- Scrymgeour, Alexander, 12. Earl of Dundee (* 1949), britischer Politiker
- Scrymgeour, John, 1. Viscount of Dudhope (1570–1643), schottischer Peer und Politiker
- Scrymgour, Marion (* 1960), australische Künstlerin

### Scu
- Scuccia, Cristina (* 1988), italienische Nonne und Sängerin
- Scud (* 1967), Hongkonger Filmproduzent, Drehbuchautor und Filmregisseur
- Scudamore, Frances (1750–1820), britische Adlige
- Scudamore, John, englischer Adliger und Politiker, Mitglied des House of Commons
- Scudamore, John, englischer Adliger, Militär und Politiker, Mitglied des House of Commons
- Scudamore, Margaret (1881–1958), britische Schauspielerin
- Scuddamore, Simon (1956–1984), britischer Schauspieler
- Scudder, Charles (1864–1939), US-amerikanischer Golfspieler
- Scudder, Henry Joel (1825–1886), US-amerikanischer Jurist und Politiker
- Scudder, Hubert B. (1888–1968), US-amerikanischer Politiker
- Scudder, Ida Sophia (1870–1960), US-amerikanische Ärztin und Missionarin
- Scudder, Isaac W. (1816–1881), US-amerikanischer Politiker
- Scudder, Janet (1869–1940), US-amerikanische Malerin und Bildhauerin
- Scudder, John A. (1759–1836), US-amerikanischer Politiker
- Scudder, Nathaniel (1733–1781), amerikanischer Arzt und Politiker
- Scudder, Samuel Hubbard (1837–1911), US-amerikanischer Entomologe und Paläontologe
- Scudder, Townsend (1865–1960), US-amerikanischer Jurist und Politiker
- Scudder, Tredwell (1771–1834), US-amerikanischer Politiker
- Scudder, Zeno (1807–1857), US-amerikanischer Politiker
- Scuderi, Rob (* 1978), US-amerikanischer Eishockeyspieler
- Scuderi, Sara (1906–1987), italienische Opernsängerin (Sopran)
- Scudéry, Georges de (1601–1667), französischer Autor
- Scudéry, Madeleine de (1607–1701), französische Schriftstellerin
- Scudier, Anton von (1818–1900), österreichischer Feldzeugmeister, Militär- und Festungskommandant von Temeswar
- Scudieri, Giovanni (1817–1851), italienischer Architekt
- Scudilo, alemannischer Krieger
- Scudo, Paul (1806–1864), italienisch-französischer Musikkritiker und Musikschriftsteller
- Scuffet, Simone (* 1996), italienischer Fußballspieler
- Šćuk, Jasmin (* 1990), bosnisch-herzegowinischer Fußballspieler
- Scull, Edward (1818–1900), US-amerikanischer Politiker
- Scullard, Howard Hayes (1903–1983), britischer Althistoriker und Hochschullehrer
- Scullard, Sue (* 1958), englische Schriftstellerin und Künstlerin
- Sculley, John (* 1939), US-amerikanischer Manager (Pepsi, Apple)John Sculley (* 1939)

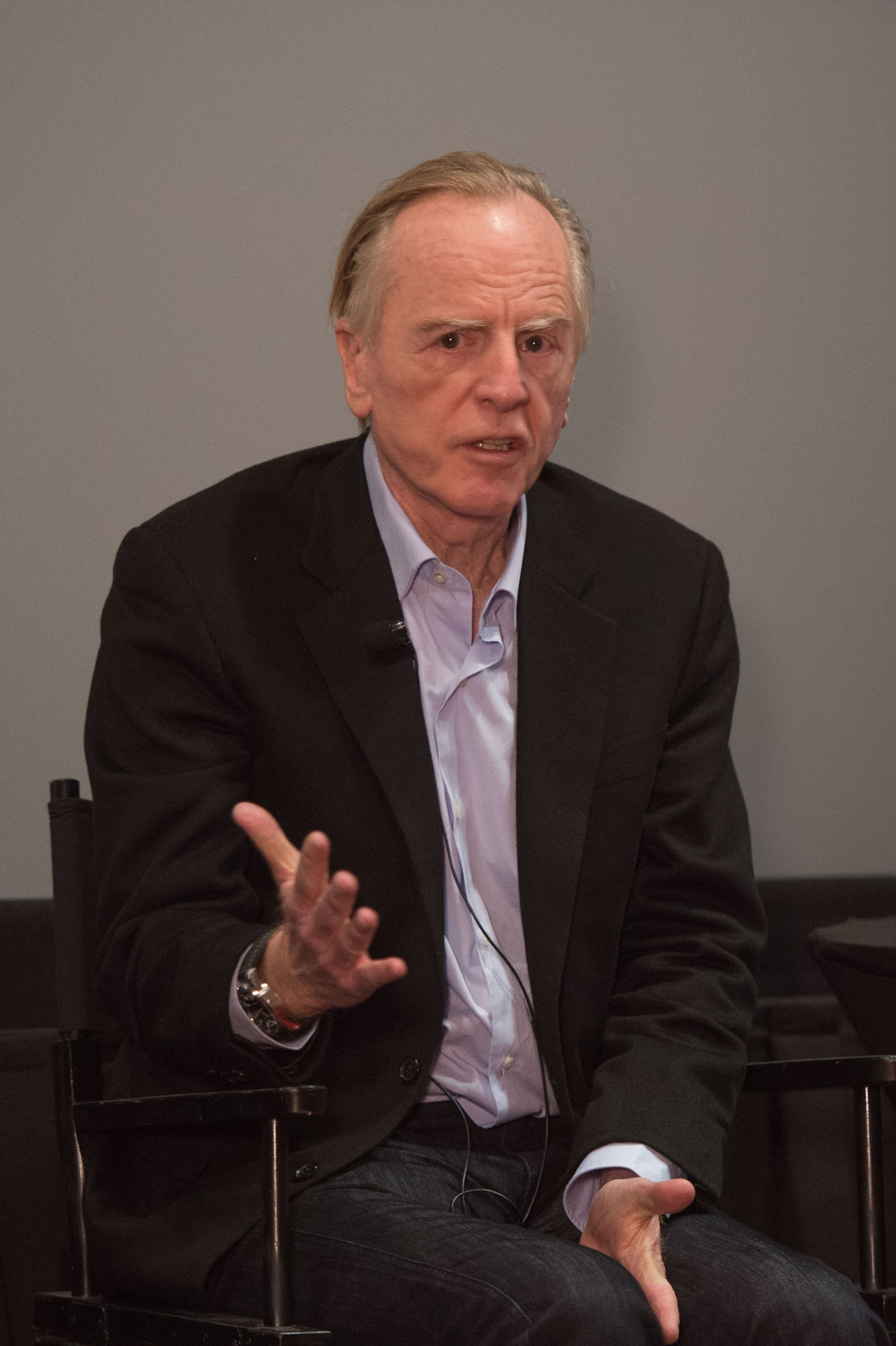
John Sculley (* 1939)

- Sculli, Giuseppe (* 1981), italienischer Fußballspieler
- Scullin, James (1876–1953), australischer Politiker und Premierminister
- Scullion, Brooke (* 1999), irische Popsängerin
- Scullion, Leo (* 1958), schottischer Snookerschiedsrichter
- Scully, Dan, US-amerikanischer Licht- und Videodesigner
- Scully, Francis (1925–1998), US-amerikanischer Segler
- Scully, Frank (1892–1964), US-amerikanischer Journalist und Buchautor
- Scully, James (* 1992), US-amerikanischer Filmschauspieler
- Scully, Marlan (* 1939), US-amerikanischer Physiker
- Scully, Mike (* 1956), US-amerikanischer Drehbuchautor und Fernsehproduzent
- Scully, Peter (* 1963), australischer Sexualstraftäter
- Scully, Rock (1941–2014), US-amerikanischer Manager der Band Grateful Dead (1965–1985)
- Scully, Sean (* 1945), irisch-US-amerikanischer Maler und GrafikerSean Scully (* 1945)

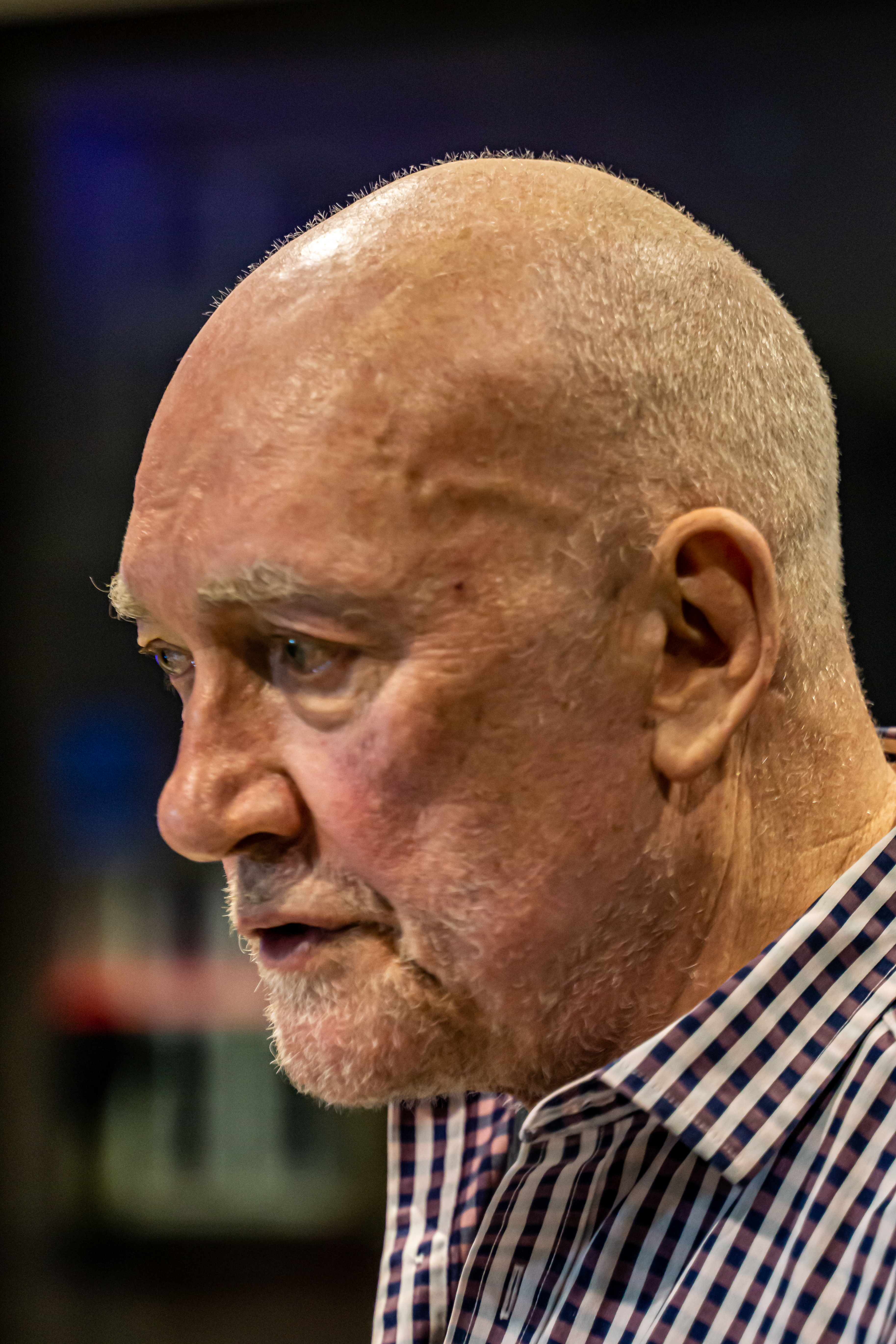
Sean Scully (* 1945)

- Scully, Thomas (* 1990), neuseeländischer Bahn- und Straßenradrennfahrer
- Scully, Thomas J. (1868–1921), US-amerikanischer Politiker
- Scully, Todd (1948–2021), US-amerikanischer Leichtathlet
- Scully, Vincent (1920–2017), US-amerikanischer Architekturhistoriker
- Scully, William Aloysius (1894–1969), US-amerikanischer Geistlicher, Bischof von Albany
- Scully-Power, Paul (* 1944), US-amerikanischer Astronaut
- Sculteti, Bernhard († 1518), Dekan der Kirche im Bistum Ermland
- Sculteti, Johannes († 1526), deutscher Geistlicher und Domherr
- Scultetus, Abraham (1566–1624), deutscher Theologe, Professor der Theologie und Hofprediger des Kurfürsten Friedrich V. (Pfalz)
- Scultetus, Alexander, Domherr und Kanzler des Kapitels von Ermland, Historiker, Kartograph
- Scultetus, Andreas († 1647), deutscher spätmystischer Dichter
- Scultetus, Bartholomäus (1540–1614), Stadtrichter und Bürgermeister in GörlitzBartholomäus Scultetus (1540–1614)

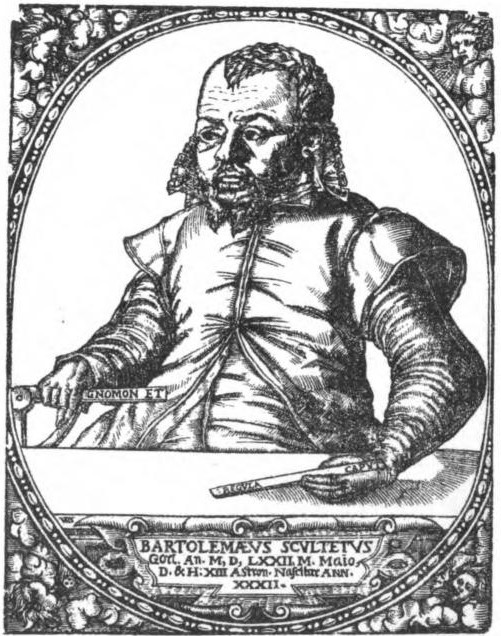
Bartholomäus Scultetus (1540–1614)

- Scultetus, Bruno (1879–1956), deutscher Generalmajor im Zweiten Weltkrieg
- Scultetus, Daniel Severin (1645–1712), lutherischer Theologe
- Scultetus, Friedrich (1602–1658), deutscher evangelischer Theologe
- Scultetus, Georg († 1613), Titularbischof von Lydda und Weihbischof in Breslau
- Scultetus, Hans Robert (1904–1976), deutscher Meteorologe
- Scultetus, Johannes (1595–1645), deutscher Arzt und Stadtphysicus
- Scultetus, Johannes (1621–1680), deutscher Mediziner, Physikus in Nürnberg
- Sculthorpe, Paul (* 1977), englischer Rugby-League-Spieler
- Sculthorpe, Peter (1929–2014), australischer Komponist
- Scultori, Diana (1547–1612), italienische Kupferstecherin
- Scuotto, Valentine (* 1979), französische Freestyle-Skisportlerin
- Scupham, William (1893–1958), britischer Verwaltungsbeamter
- Scupin, Hans (1869–1937), deutscher Geologe
- Scupin, Hans Ulrich (1903–1990), deutscher Staatsrechtslehrer und Staatsphilosoph
- Scupin, Hartmut (1931–1996), deutscher Kommunalpolitiker (CDU), Bürgermeister von Braunschweig
- Scupin, Lucas (* 1991), deutscher Schauspieler
- Scupoli, Laurentius († 1610), italienischer Priester, Theatiner
- Scuppa, Luigi (1927–2001), italienischer Geistlicher, römisch-katholischer Bischof von Fabriano-Matelica
- Scurati, Antonio (* 1969), italienischer SchriftstellerAntonio Scurati (* 1969)

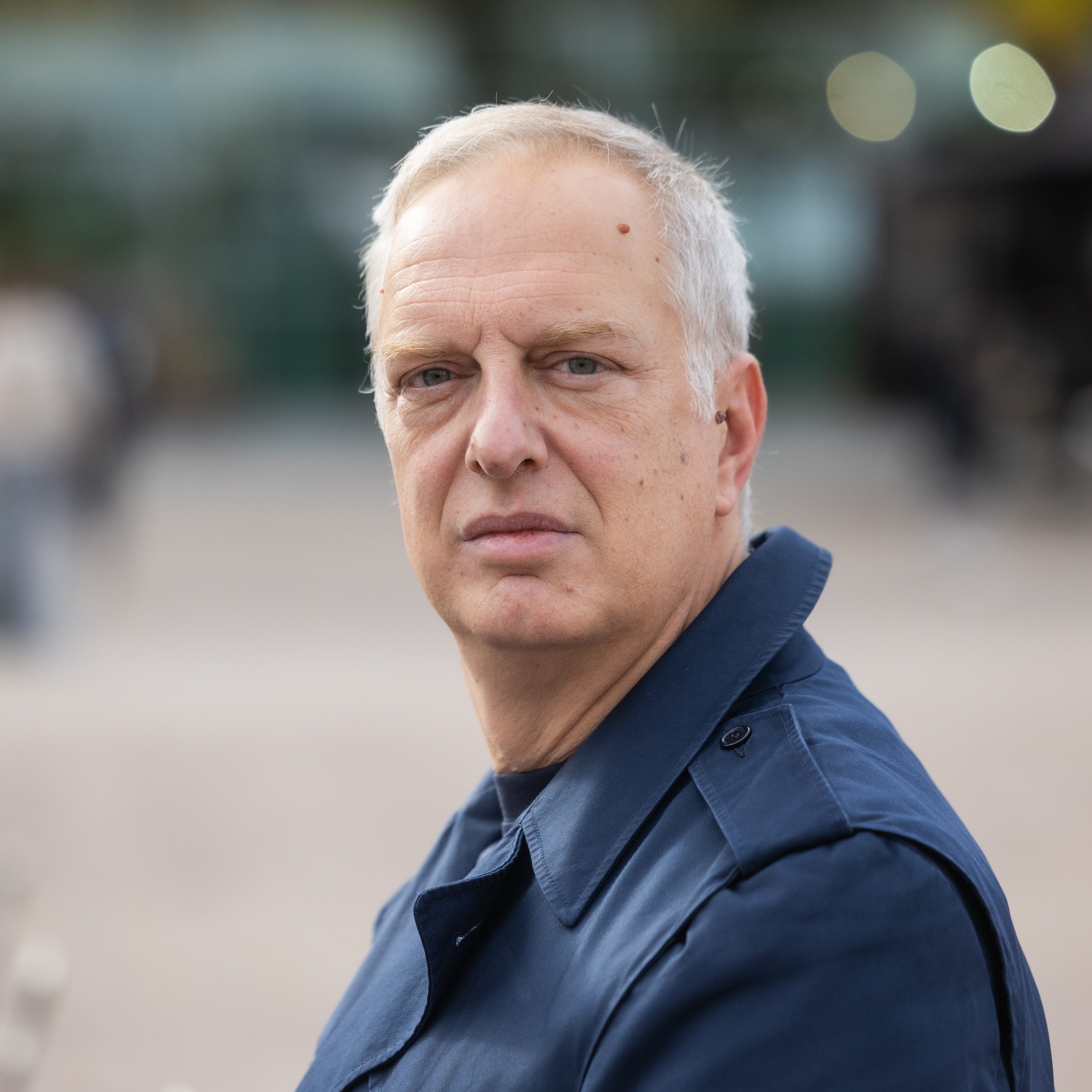
Antonio Scurati (* 1969)

- Scuri, Angelo (* 1959), italienischer Florettfechter
- Scurich, Allison (* 1986), US-amerikanisch-kroatische Fußballspielerin
- Scurio, Leone, Schweizer Radrennfahrer
- Ščurko, Ladislav (* 1986), slowakischer Eishockeyspieler
- Scurla, Herbert (1905–1981), deutscher Volkswirt und Schriftsteller
- Scurlock, Josiah Gordon (1849–1929), US-amerikanischer RevolverheldJosiah Gordon Scurlock (1849–1929)

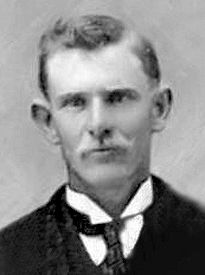
Josiah Gordon Scurlock (1849–1929)

- Scurr, Julia (1871–1927), englisch-britische Politikerin und Mitglied des House of Commons (Labour)
- Scurr, Ruth (* 1971), britische Historikerin und Literaturkritikerin
- Scurria, Amy (* 1973), US-amerikanische Komponistin
- Scurria, Marco (* 1967), italienischer Politiker (Popolo della Libertà), Mitglied der Camera dei deputati, MdEP
- Scurry, Briana (* 1971), US-amerikanische Fußballspielerin
- Scurry, Richardson A. (1811–1862), US-amerikanischer Jurist und Politiker
- Scurry, William Read (1821–1864), General der Konföderierten und texanischer Politiker
- Scurti, John, US-amerikanischer Schauspieler
- Scutellari Ajani, Francesco Giovanni (1742–1826), italienischer Geistlicher
- Scutenaire, Louis (1905–1987), belgischer Schriftsteller französischer Sprache
- Scuto, Denis (* 1964), luxemburgischer Fußballspieler und Historiker
- Scutt, Connor (* 1996), englischer Dartspieler
- Scutt, Der (1934–2010), US-amerikanischer Architekt
- Scutt, Michelle (* 1960), britische Leichtathletin
- Scutt, Steve (* 1956), britischer Sprinter
- Scutta, Andreas († 1863), österreichischer Schauspieler, Sänger und Komponist
- Scutta, Josefine (1795–1863), österreichische Theaterschauspielerin
- Scuttari, Maicol (* 1991), italienischer Wasserspringer
- Scutto, Assunta (* 2002), italienische Judoka

### Scz
- Sczaniecki, Michael von (1838–1920), polnisch-deutscher Rittergutsbesitzer und Politiker, MdR
- Sczepan, Herbert (1927–2004), deutscher Baptistenpastor und Evangelist
- Sczepanski, Karl (1832–1918), deutscher Kommunalbeamter in Preußen, Oberbürgermeister von Königsberg
- Sczerba, Horst Johann (* 1947), deutscher Drehbuchautor und Filmregisseur
- Sczesny, Vivien (* 2000), deutsche Schauspielerin
- Sczesny, Werner (* 1960), deutscher Heeresoffizier und Generalmajor
- Sczuka, Karl (1900–1954), deutscher Komponist
- Sczygiel, Christine (* 1965), deutsche Vereinsfunktionärin
- Sczygiel, Placidus (1879–1943), deutscher römisch-katholischer Geistlicher, Franziskaner und Märtyrer
- Sczypa, Peter (* 1948), polnischer Eiskunstläufer und deutscher Eiskunstlauftrainer